# 卡罗维发利
卡罗维发利（發音：[ˈkarlovɪ ˈvarɪ] ⓘ），曾经以卡尔斯巴德（德語：Karlsbad，發音：[ˈkaʁlsˌbaːt] ⓘ）著称，是捷克西部波希米亚地区卡羅維發利州的城市，位于奥赫热河和特普拉河二河的汇合处。该市德语名卡尔斯巴德得名于神圣罗马帝国皇帝、波西米亚国王查理四世，他在1370年建立城市。该市在历史上以温泉著称（13个主要温泉，大约300个较小温泉，以及热水的特普拉河；Karlsbad中-bad字根就是德语里温泉的意思。
在19世纪，卡罗维发利成为一个受欢迎的旅游胜地，尤其是国际名人来此进行温泉治疗。该市还以卡罗维发利国际电影节和流行的捷克力娇酒冰爵力娇酒著称.玻璃制造厂商莫瑟玻璃，位于卡罗维发利。 
这座城市曾被用作许多电影拍摄的地点，包括2006年的两部电影《最后的假期》和票房热门电影《007大战皇家赌场》都利用了该市的普普大饭店。
美国新墨西哥州的卡尔斯巴德市和附近的卡尔斯巴德洞窟国家公园以卡尔斯巴德命名。

## 历史
1370年8月14日，神圣罗马帝国皇帝查理四世授予这个地方城市权，后来以他的名字命名。据称他称赞了温泉的疗愈能力。但是，在今天的城市郊区发现了早期的定居点。由于大卫·贝克尔和约瑟夫·冯·洛施纳等医生的出版物，这座城市发展成为一个著名的温泉度假胜地，许多欧洲贵族都来过这里。1870年，通往埃格（海布）和布拉格的铁路完成之后，这里变得更加热门。游客数量从1756年的134个家庭增加到19世纪末的每年26000人。到1911年，这一数字已经达到71000人。
但是，第一次世界大战使旅游业走到尽头，并使奥匈帝国在1918年底崩溃。根据圣日耳曼条约，该市成为捷克斯洛伐克的一部分，但是这个城市的大多数人口讲德语，抗议如此划分。1919年3月4日举行了和平示威，但该月晚些时候，六名示威者被捷克军队杀死。1938年，包括卡尔斯巴德在内的苏台德地区成为德国的一部分。1945年，德意志人遭到驱逐。
在此之前，1819年的卡尔斯巴德决议已将该市与德意志邦聯内部的反自由审查联系在一起。

## 人口
- 1930 - 54.652
- 1939 - 53.339
- 1947 - 31.322
- 1991 - 56.291
- 2001 - 53.857
- 2003 - 52.359
- 2008 - 51.559
- 2013 - 50.004
- 2018 - 48.723

## 景点
景点最集中的地方是城市的温泉中心，沿着特普拉河。许多景点具有特定的水疗特征，例如柱廊、水疗建筑或历史酒店。在水疗中心的上方，还设有了望台等众多景点，并辅以各种雕塑。

### 水疗建筑
卡罗维发利原有六座历史悠久的水疗建筑设施，迄今为止只保留了四座，其中只有两座仍在发挥其最初的作用：：
- 皇帝水疗中心（Císařské lázně，Lázně I）由建筑师费迪南德·费尔勒（Ferdinand Fellner）和赫尔曼·赫尔默（Hermann Helmer）建于19世纪末，有120间浴室。赞德厅（Zanderův sál）最初用作健身房，20世纪80年代末90年代初改为赌场。2010年，水疗大楼成为国家保护文物。
- 温泉水疗中心（Vřídelní lázně，Lázně II），1940年关闭，1947年拆除。
- 疗养所（Kurhaus，Lázně III）建于1864年至1866年间，一直沿用至今。
- 新水疗中心（Nové Lázně，Lázně IV）目前用作购物中心。过去曾是市政办公室所在地。这座建筑建于19世纪末。
- 伊丽莎白水疗中心（Alžbětiny lázně，Lázně V）得名于伊丽莎白皇后（茜茜）。这座建筑建于20世纪初。在60年代和70年代重建，成为捷克斯洛伐克最大的水疗设施。还配有一个游泳池。2002年又进行了一次重建。
- 太阳水疗中心（Sluneční lázně，Lázně VI）是卡罗维法利最年轻的水疗中心，建于1927年。该建筑于2006年拆除，原址改建为公寓。[3]。

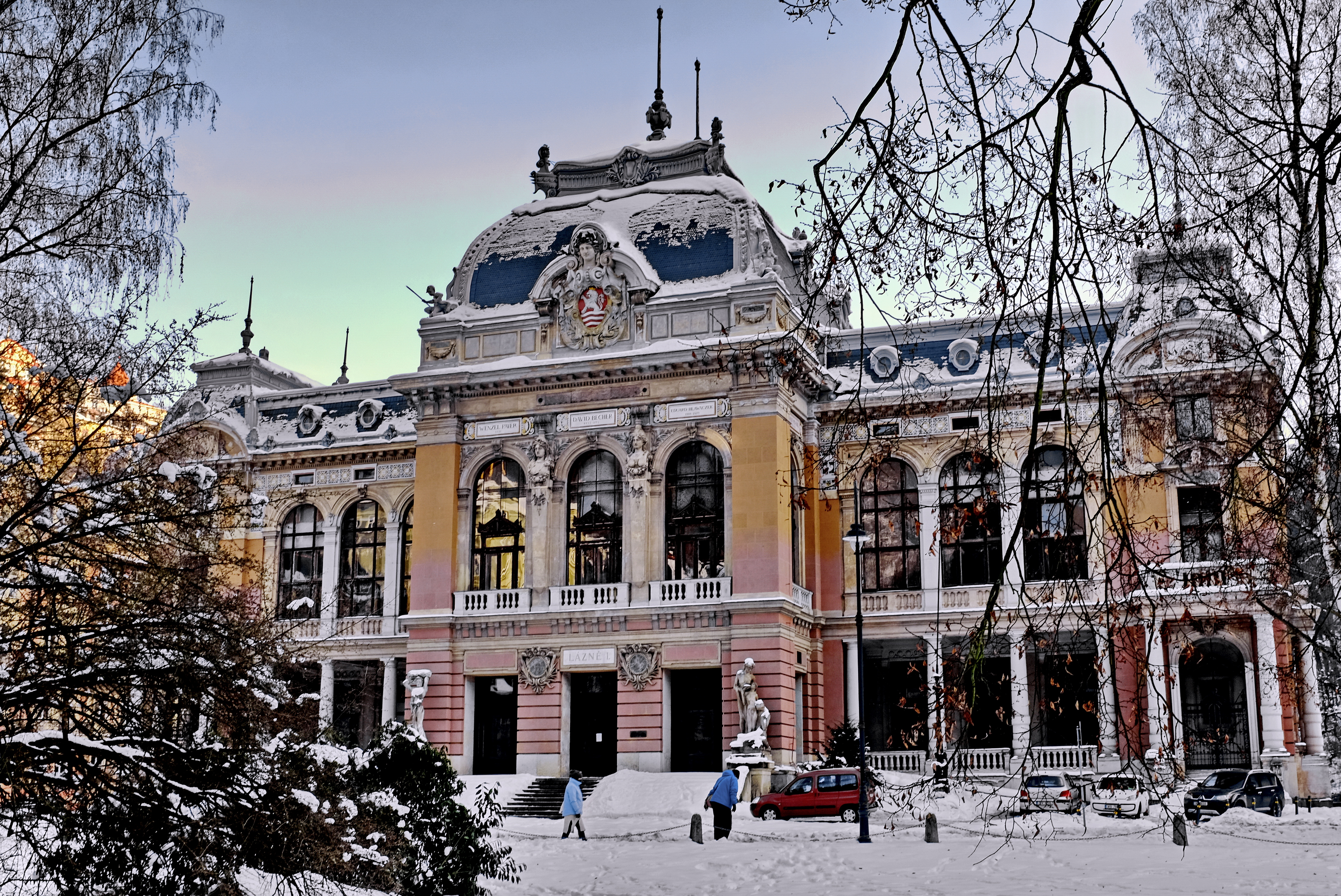
帝国水疗中心
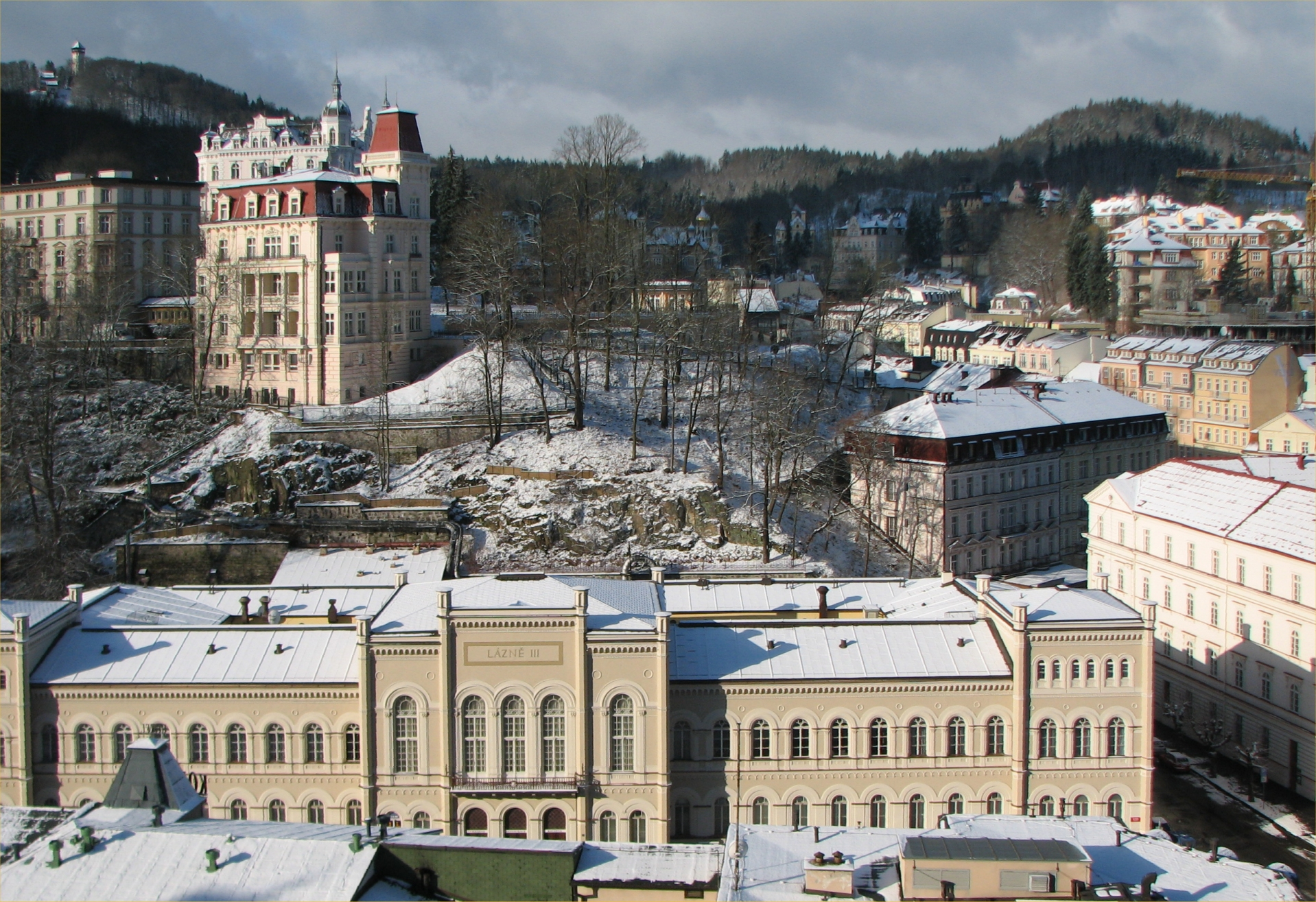
Lázně III
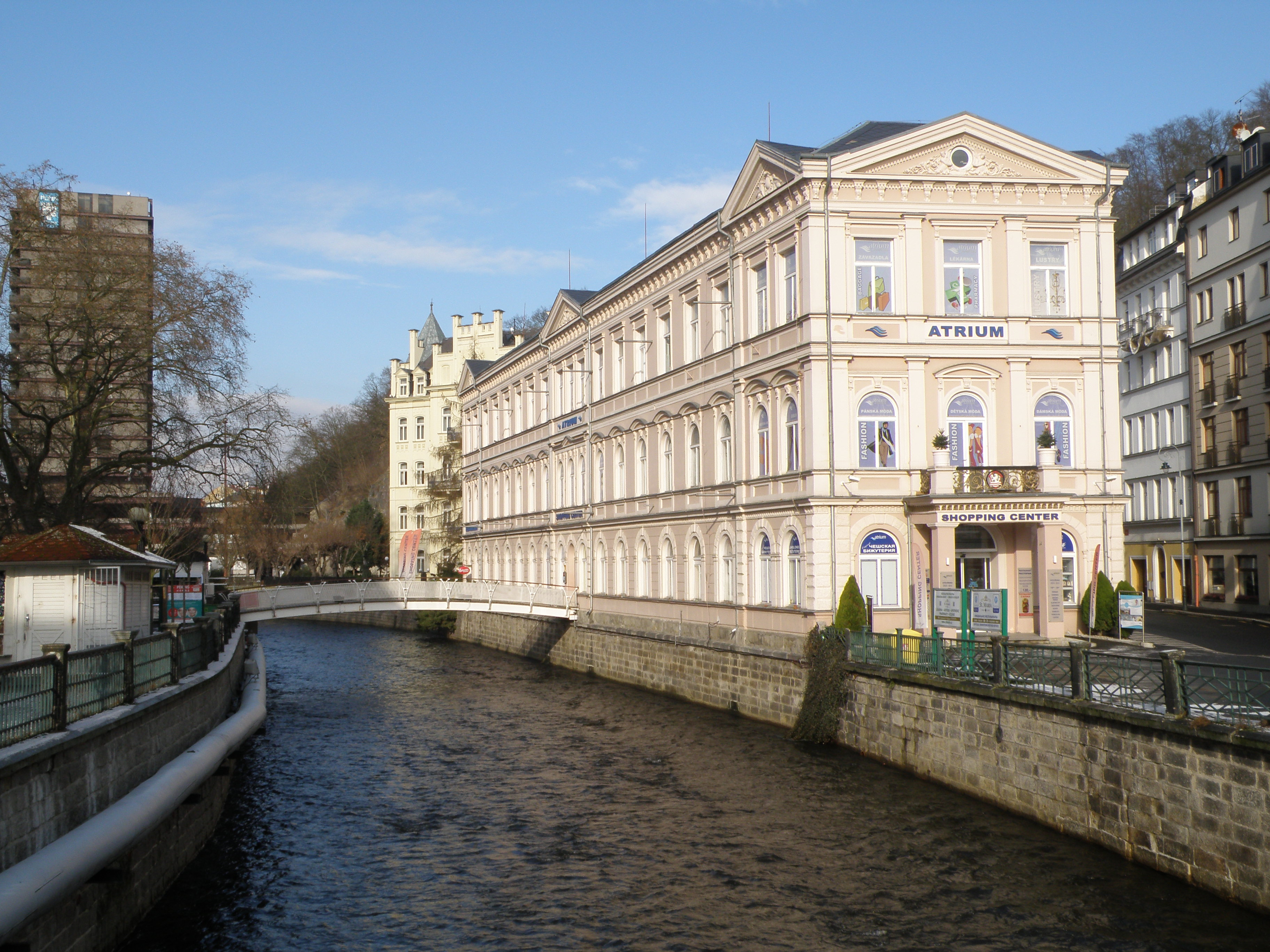
新水疗中心
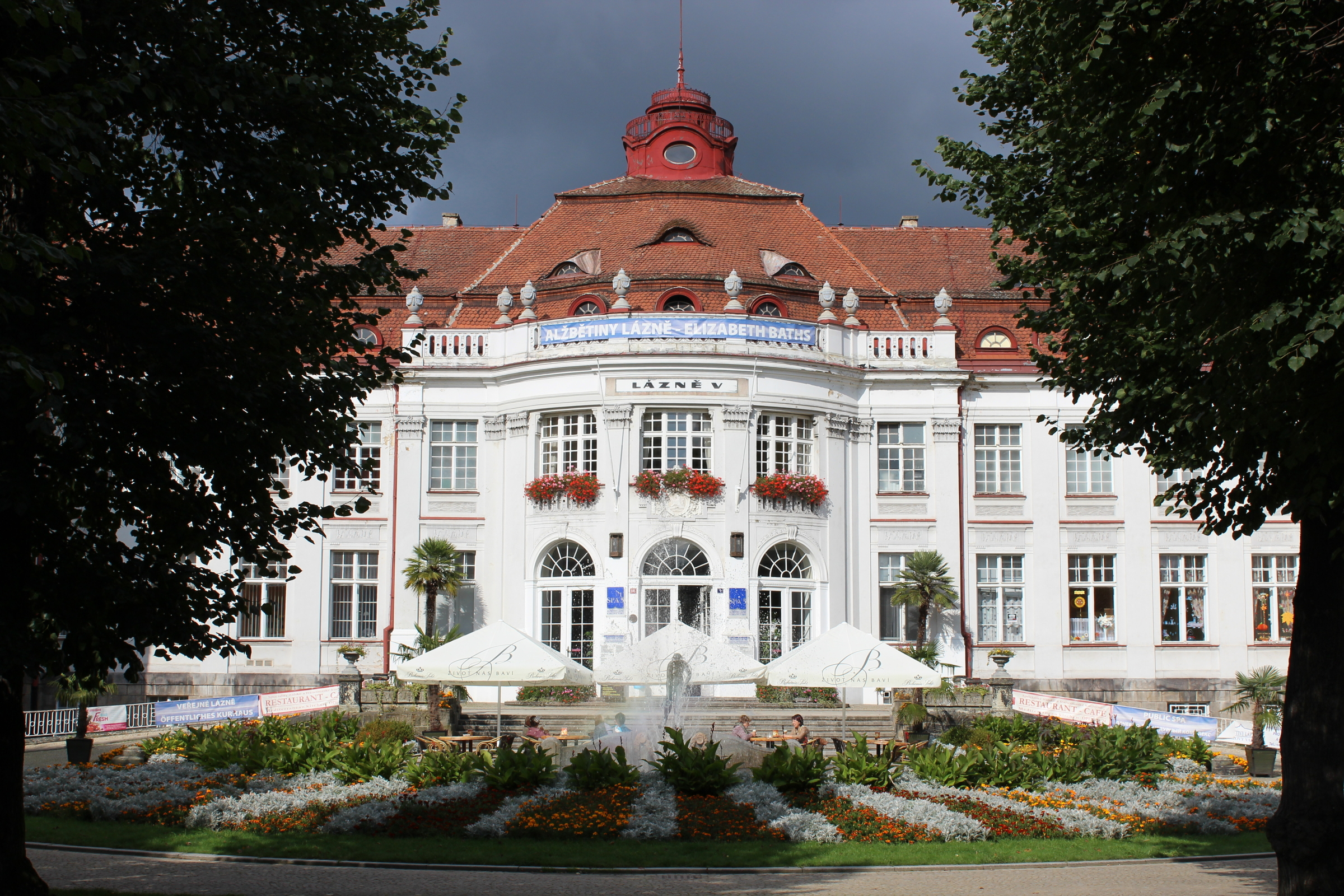
伊丽莎白水疗中心

#### 柱廊
卡罗维发利的28处温泉中已开发16处，其中有13处用于饮用治疗。设有五个柱廊：
- 大溫泉迴廊（Vřídelní kolonáda）：城市中最大的温泉
- 磨坊温泉长廊（Mlýnská kolonáda）：岩石温泉（Skalní pramen）、莉布丝温泉（pramen Libuše）、瓦茨拉夫亲王温泉（Pramen knížete Václava）、磨坊温泉（Mlýnský pramen）、鲁萨尔卡温泉（pramen Rusalka）
- 花园柱廊（Sadová kolonáda）：蛇泉（Hadí pramen）、花园温泉（Sadový pramen）
- 磨坊柱廊的凉亭（Pavilon u Mlýnské kolonády）：自由温泉（pramen Svoboda）
- 市场柱廊（Tržní kolonáda）：市场温泉（Tržní pramen）、城堡温泉（Zámecký pramen）、查理四世温泉（pramen Karla IV.）
- 城堡柱廊（Zámecká kolonáda）：城堡温泉（Zámecký pramen）

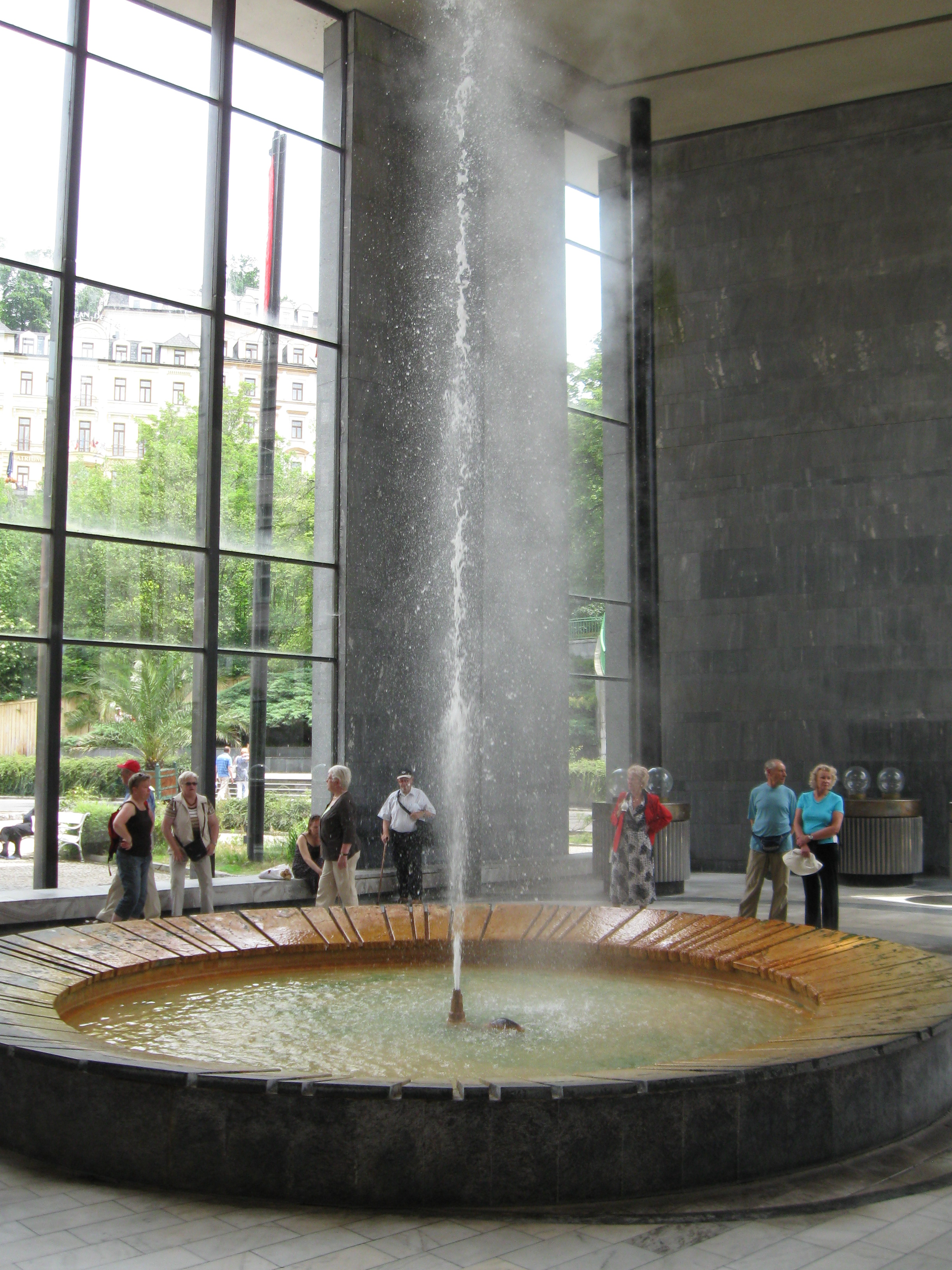
大溫泉迴廊
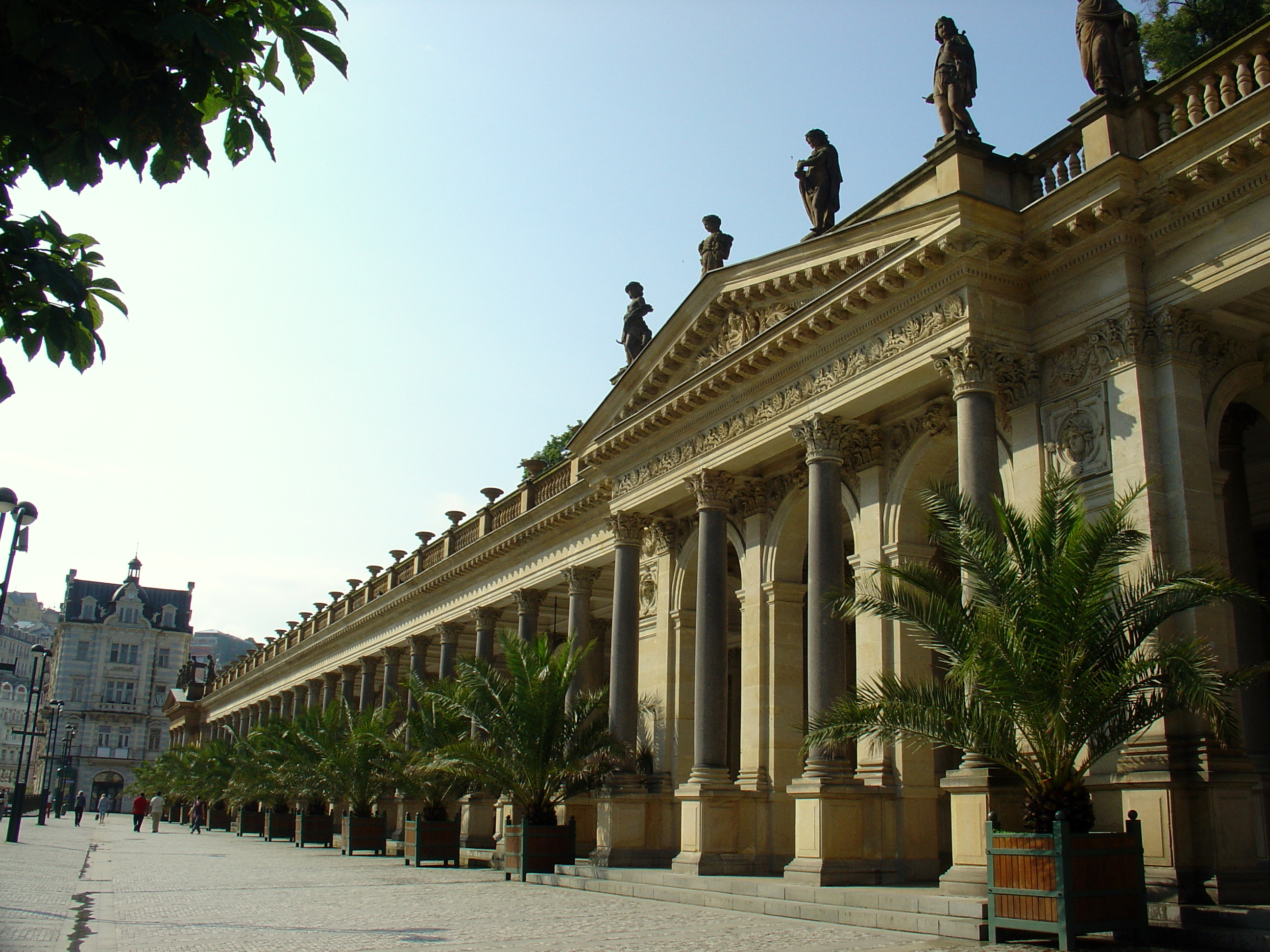
磨坊温泉长廊
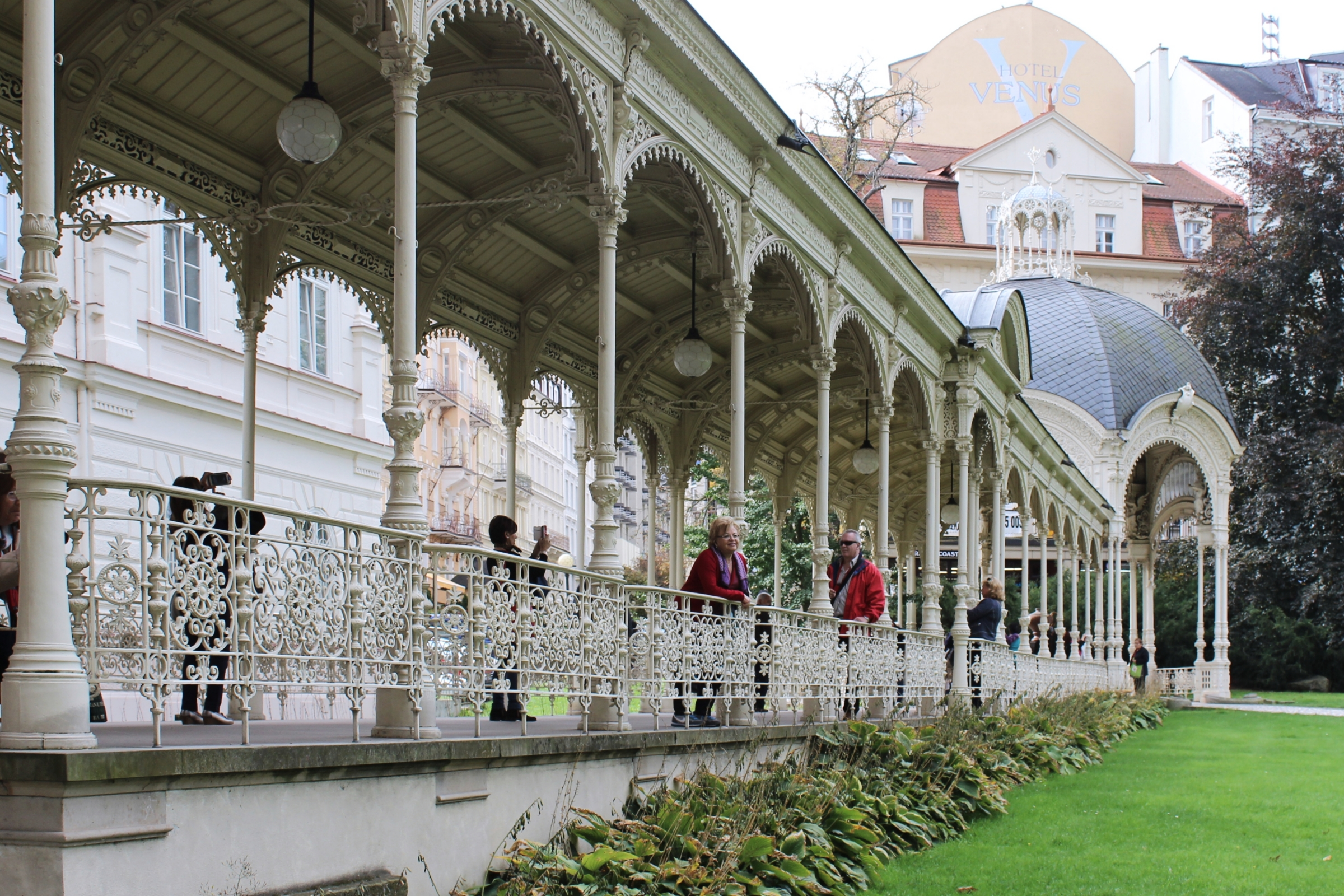
花园柱廊
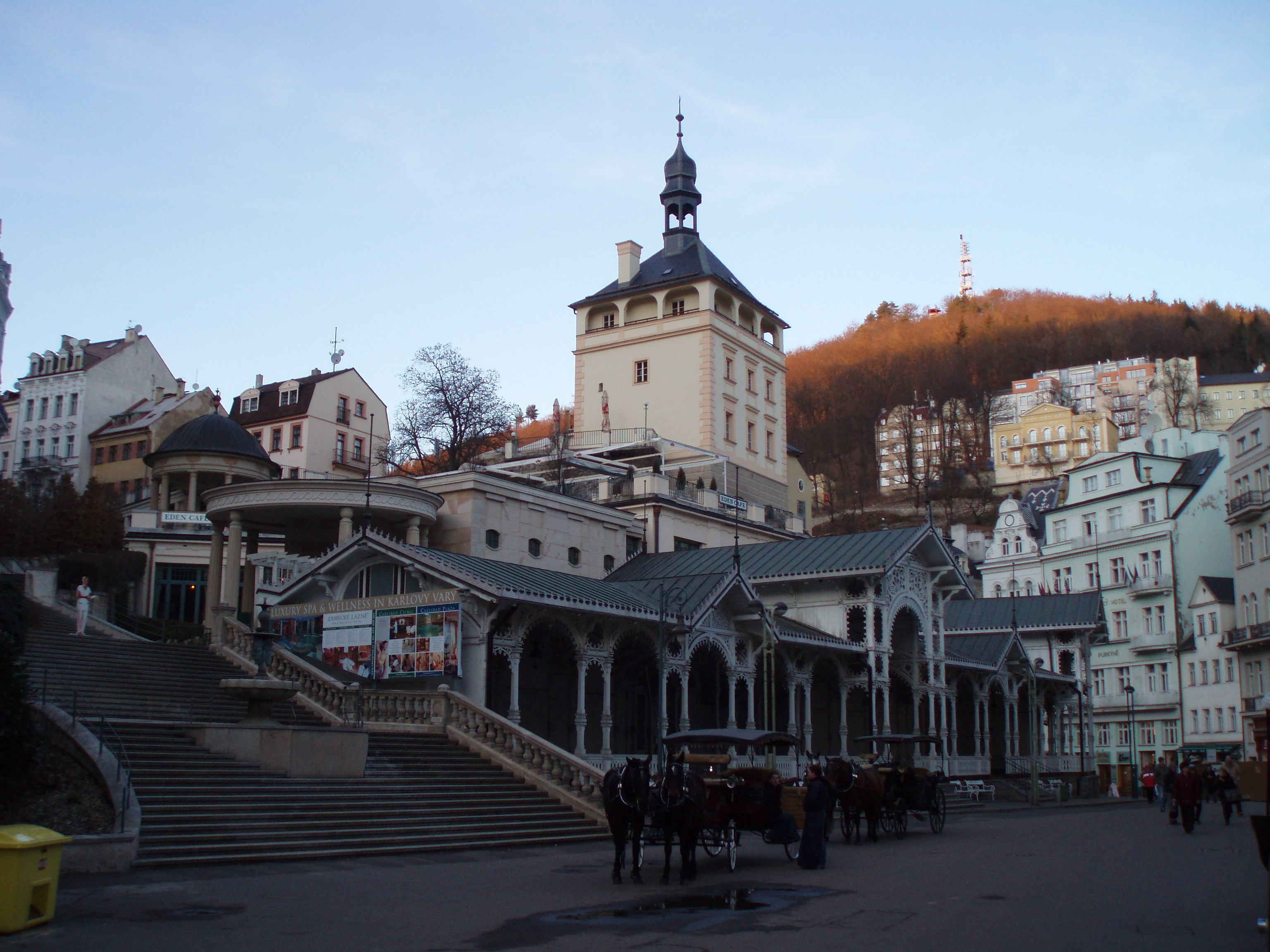
市场柱廊
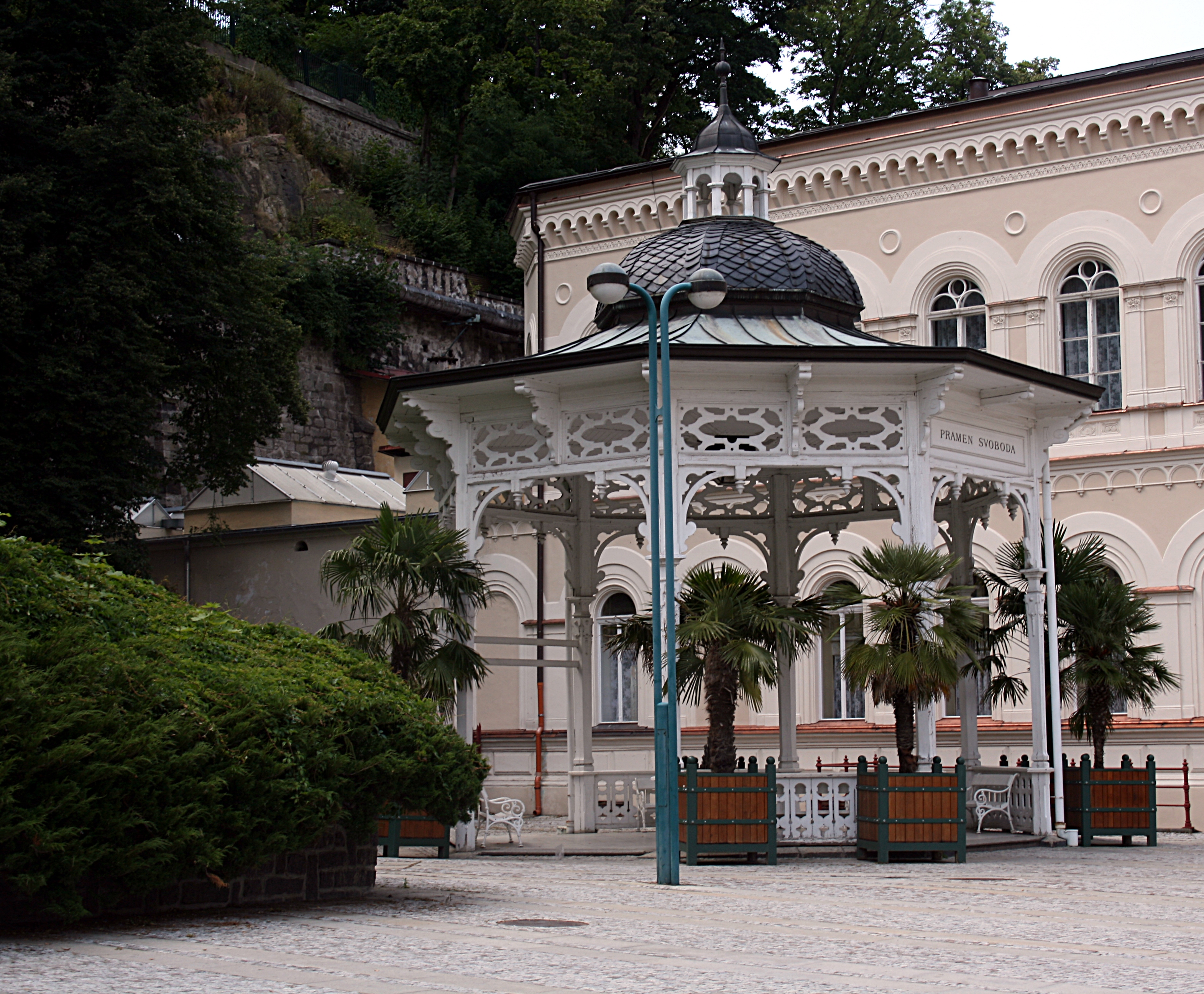
磨坊柱廊的凉亭

#### 纪念碑、雕像
- 贝多芬纪念碑（Pomník Ludwiga van Beethovena）—位于城市南郊，特普拉河左岸
- 德沃夏克纪念碑（Pomník Antonína Dvořáka）
- 泉水之魂（Duch pramenů）：城堡柱廊的岩石浮雕（公众无法进入）
- 歌德半身像（Busta Johanna Wolfganga Goetha）—歌德小道
- 许癸厄亚雕像（Socha Hygie），大溫泉迴廊
- 许癸厄亚雕像（Socha Hygie），公园柱廊
- 弗雷德里克·肖邦纪念牌匾（Památník Fryderyka Chopina），森林
- 鹿（Jelen）：里士满酒店
- 麋鹿跳台（Jelení skok）：岩石峭壁上的麋鹿雕像
- 查理四世雕像（Socha Karla IV.）1739年，市图书馆
- 查理四世雕像（Socha Karla IV.），1955年，帝国水疗中心前
- 马萨里克雕像（Socha T. G. Masaryka）在市中心。
- 亚当·密茨凯维奇半身像（Busta Adama Mickiewicze）：在里士满酒店附近的一个公园里
- 彼得大帝半身像（Busta Petra Velikého）：彼得高地的森林中
- 席勒纪念碑（Pomník Friedricha Schillera）：南郊的歌德小径
- 斯美塔那纪念碑（Pomník Bedřicha Smetany）
- 狮子头（Hlava lvice）：斯洛伐克街
- 两次世界大战受害者纪念碑（Pomník obětem 1. a 2. světové války）
- 美国军人纪念碑（Pomník vojákům Americké armády）

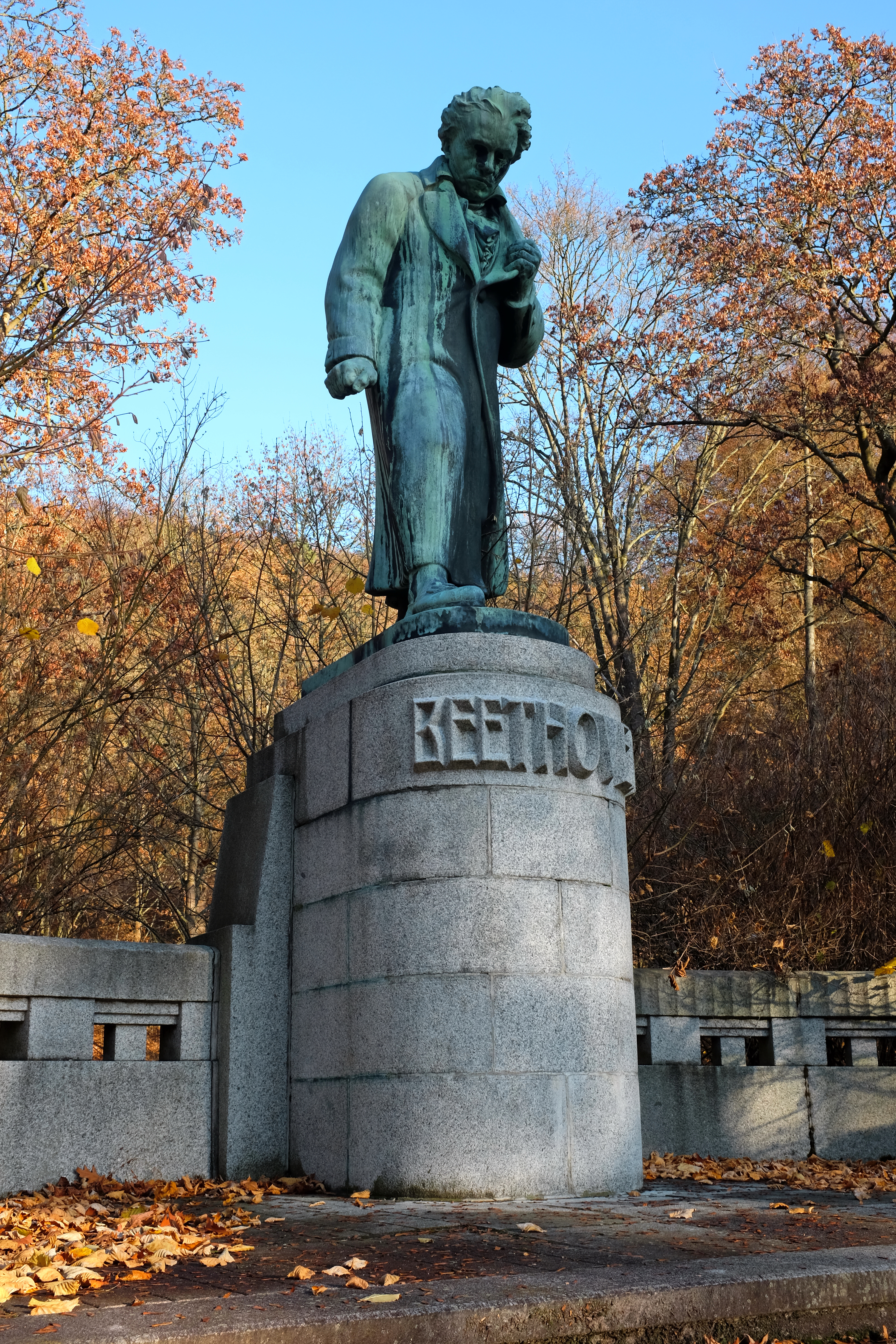
贝多芬纪念碑
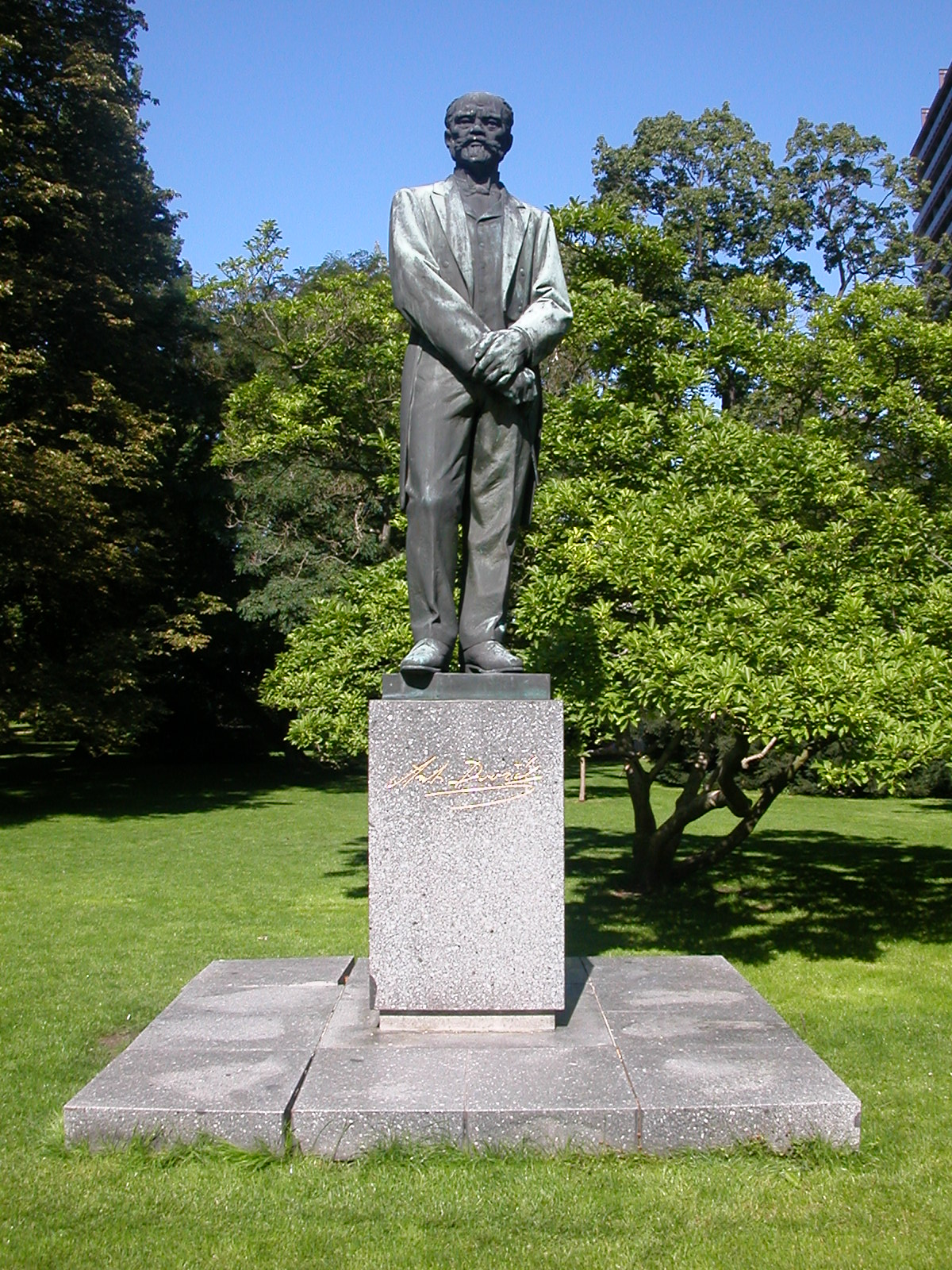
德沃夏克纪念碑
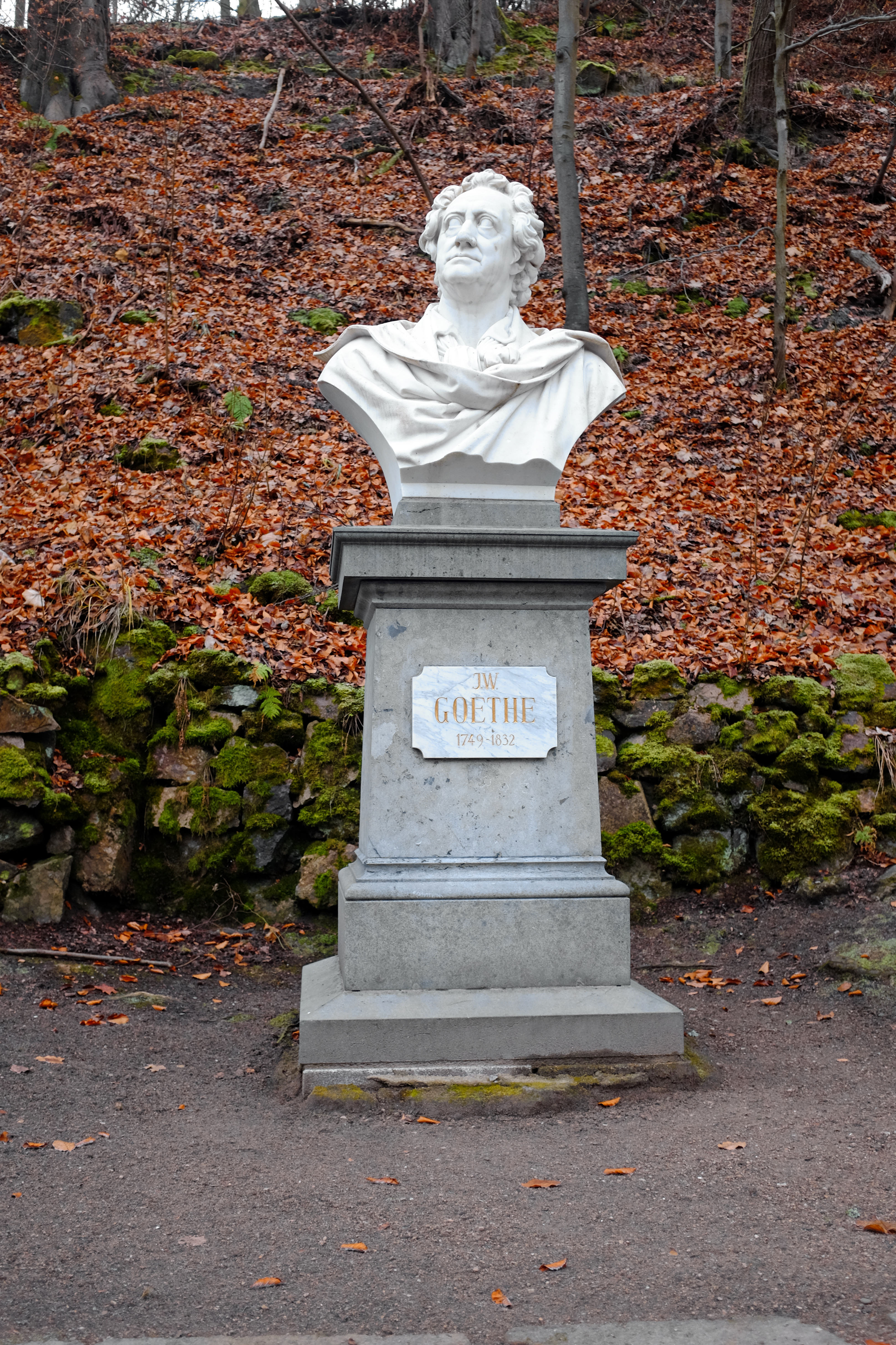
歌德半身像
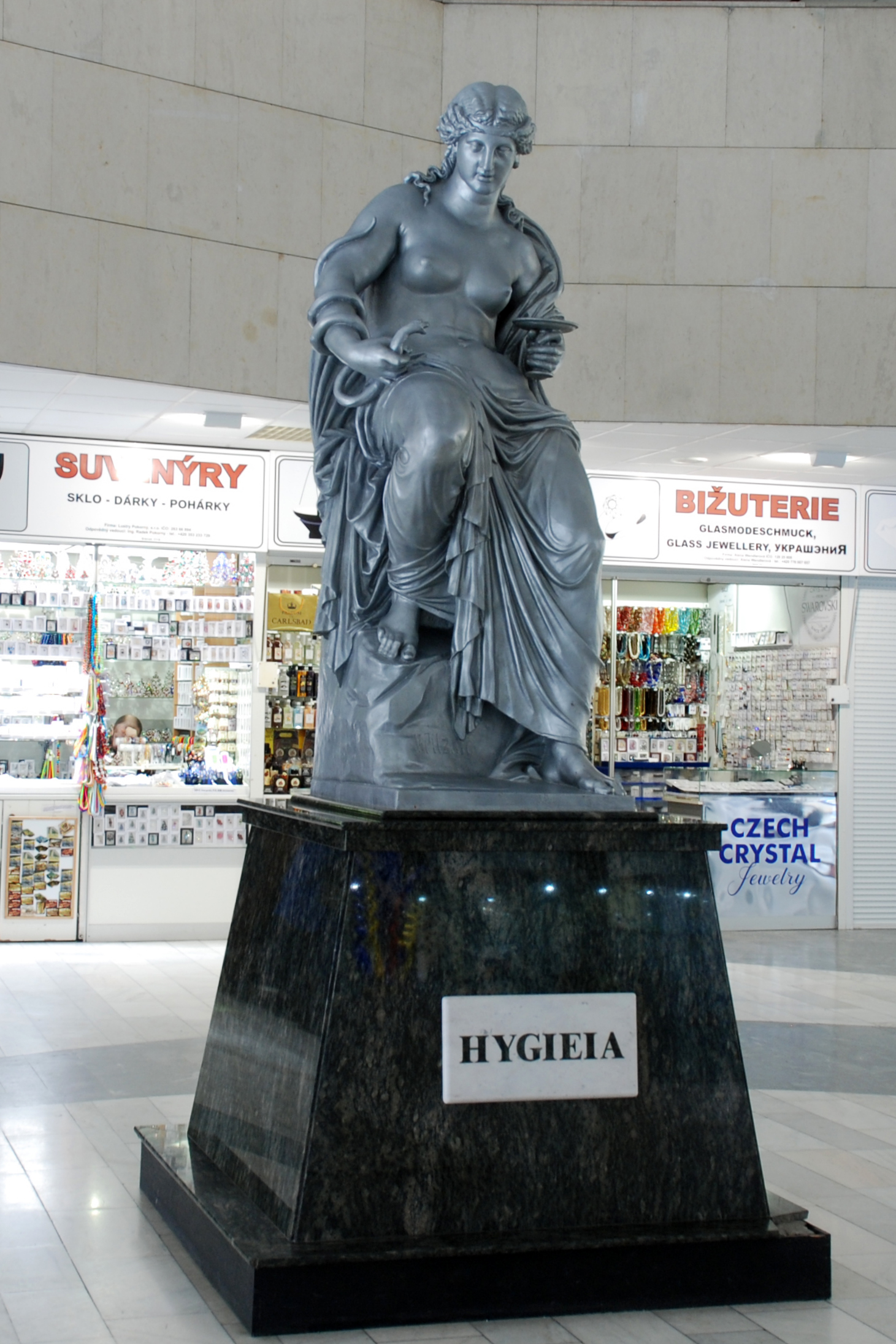
许癸厄亚雕像，大溫泉迴廊
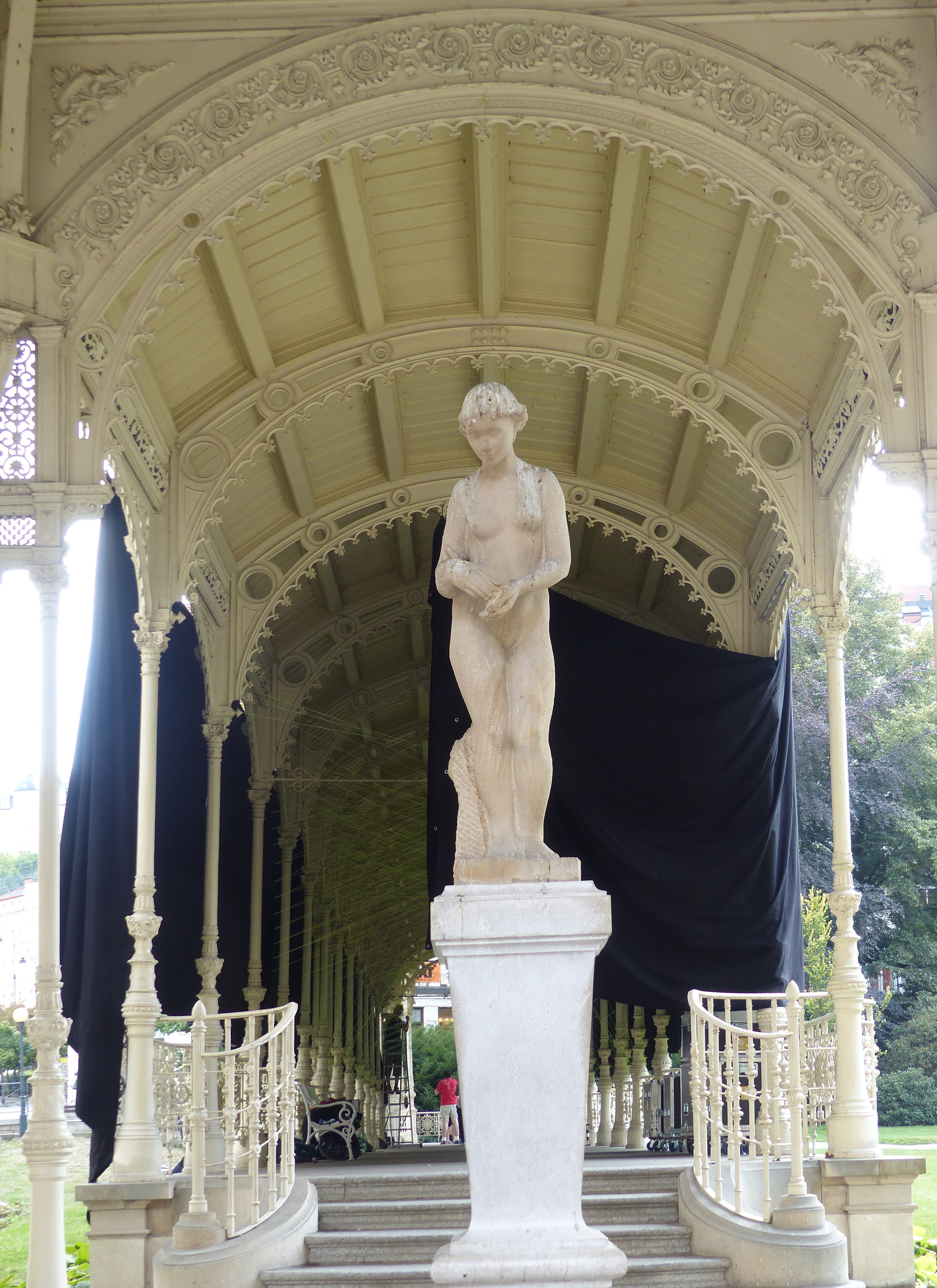
许癸厄亚雕像，公园柱廊
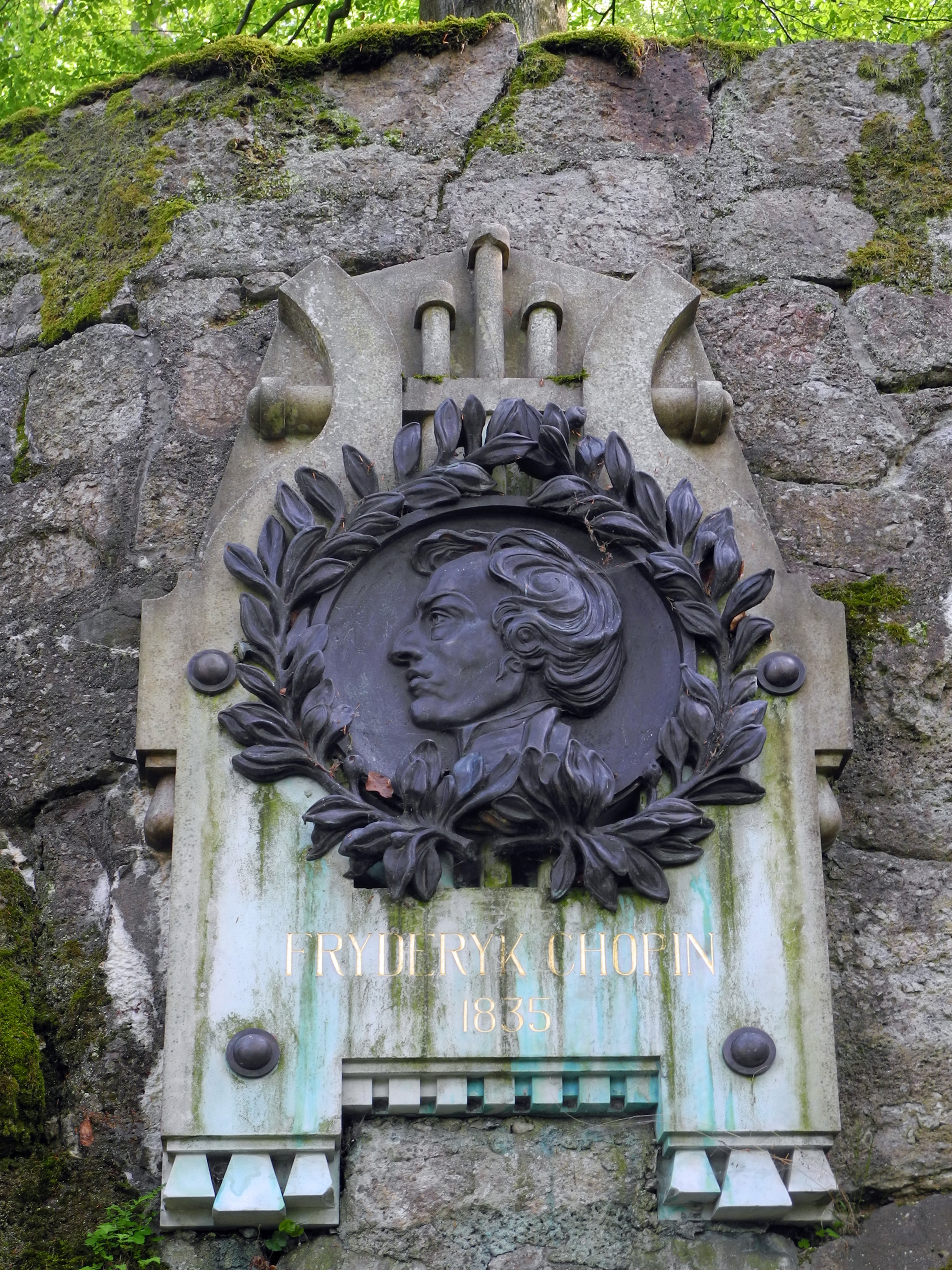
肖邦纪念牌匾
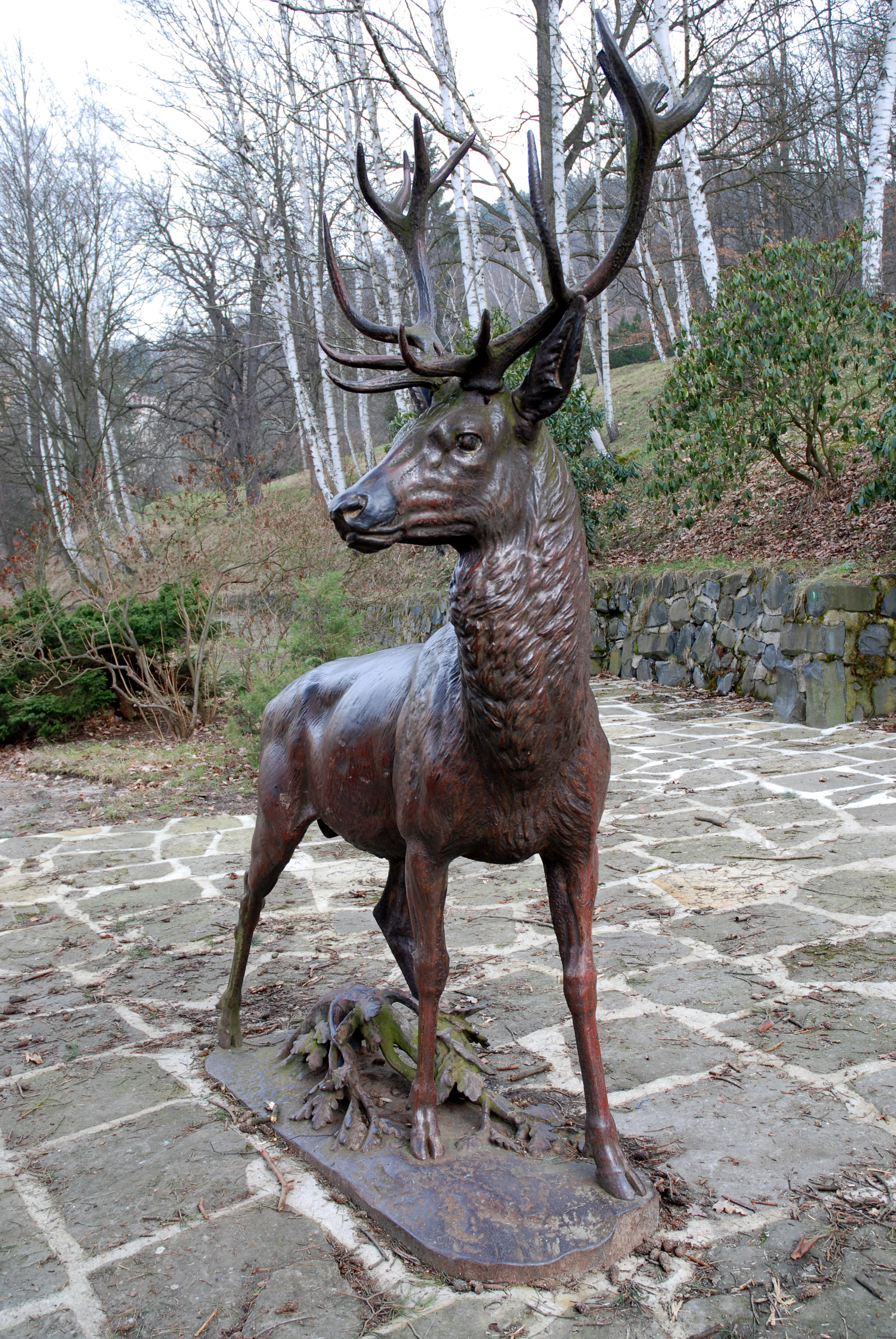
鹿
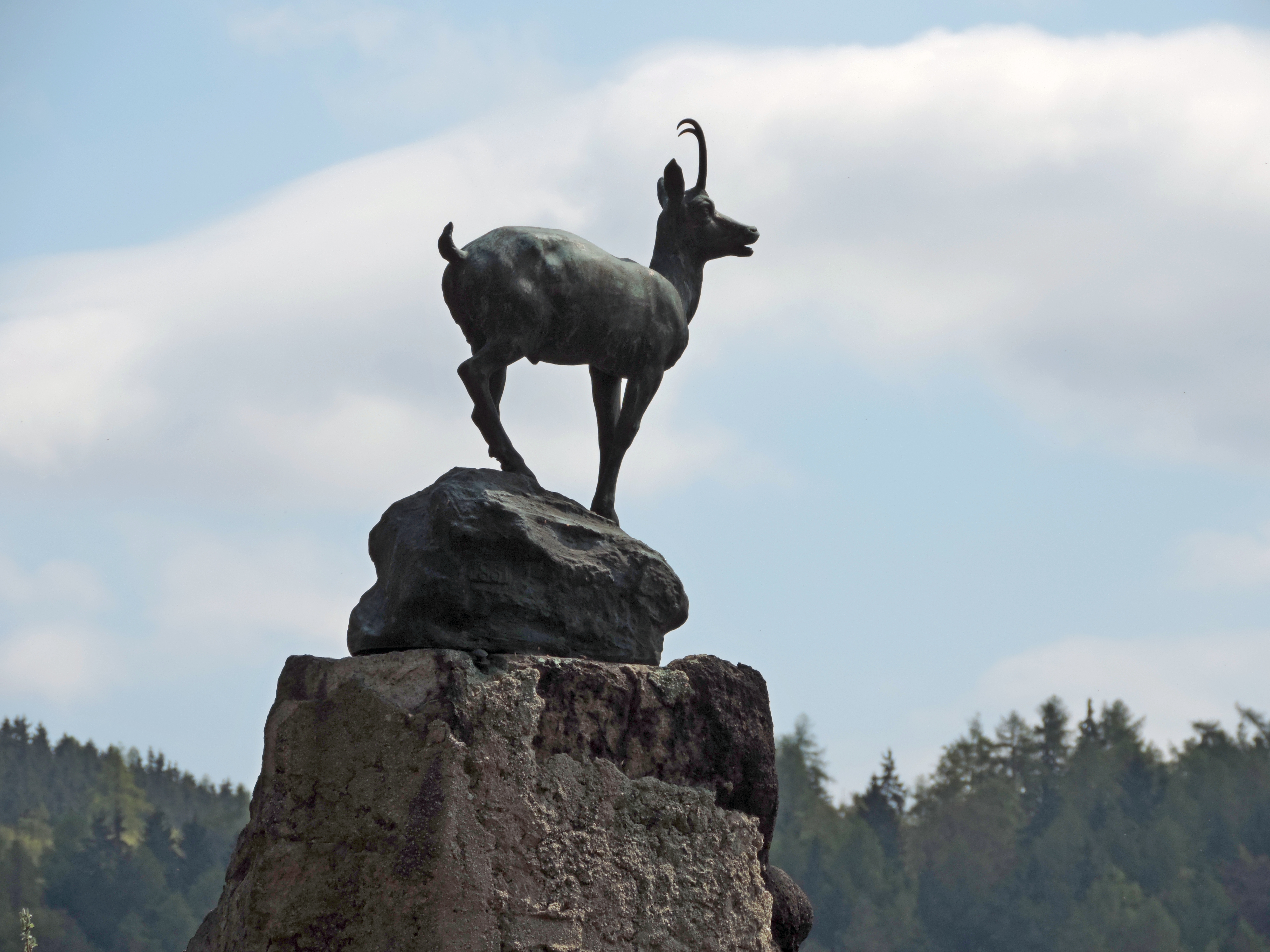
麋鹿跳台
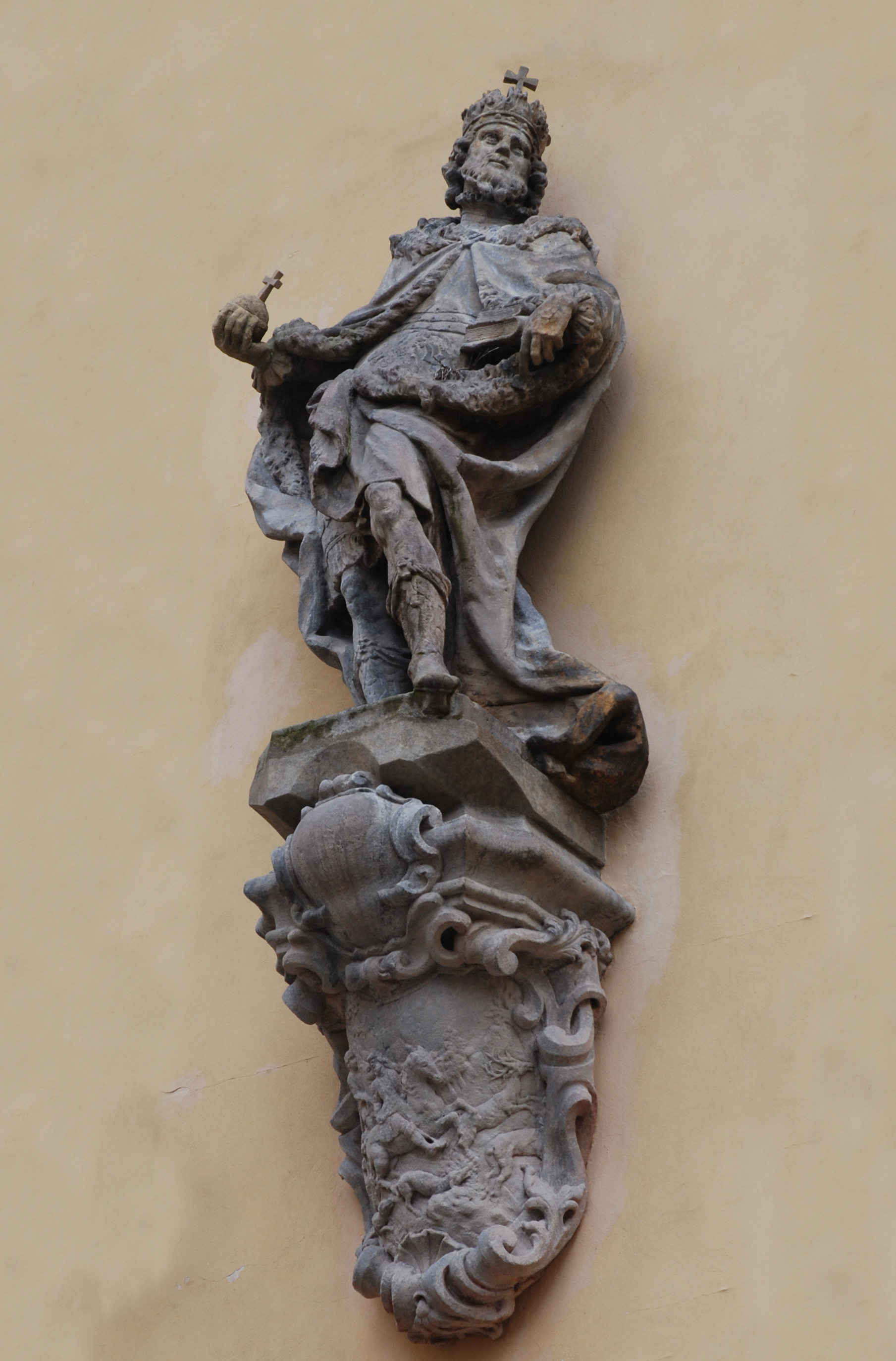
查理四世雕像
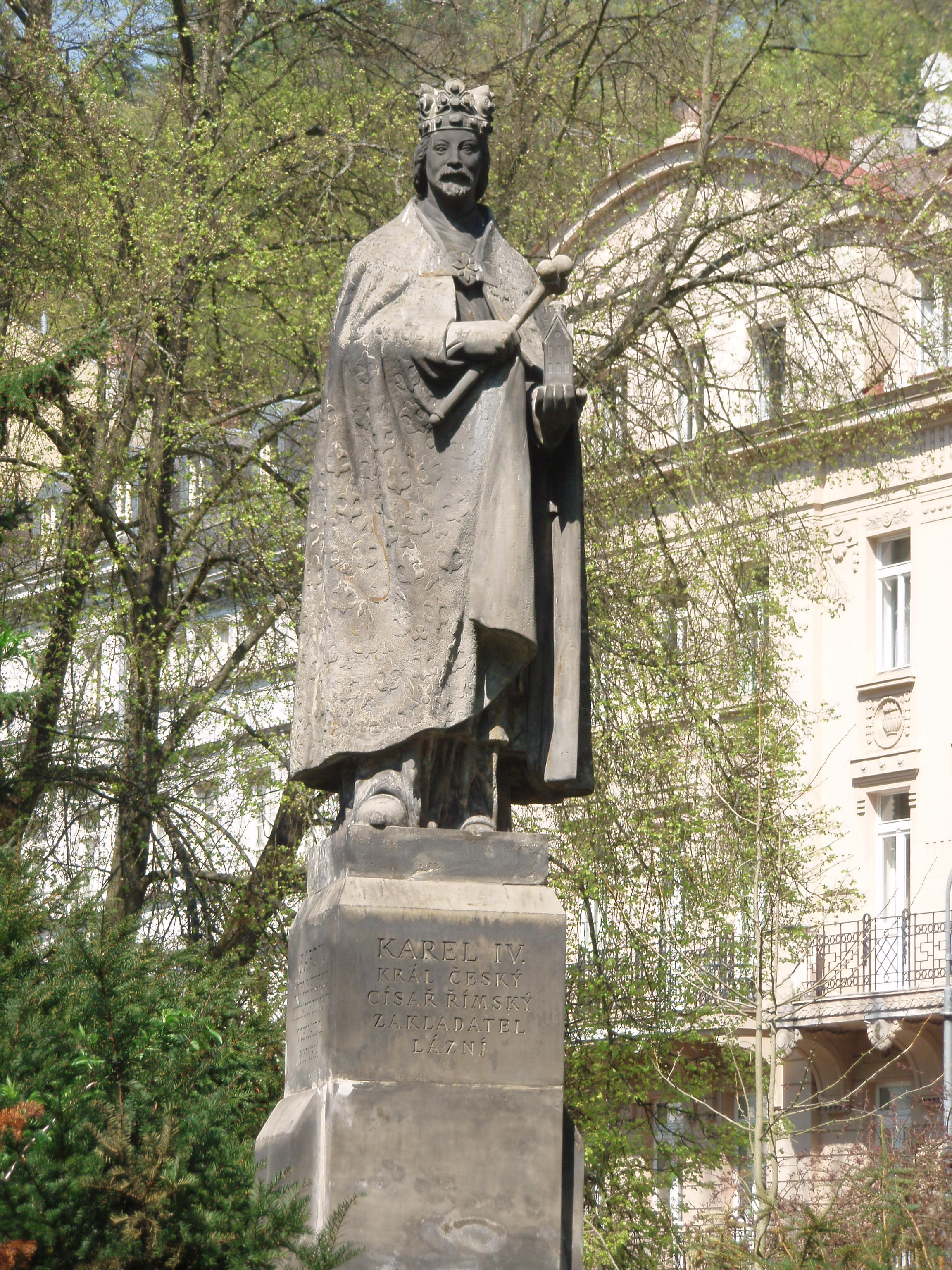
查理四世雕像
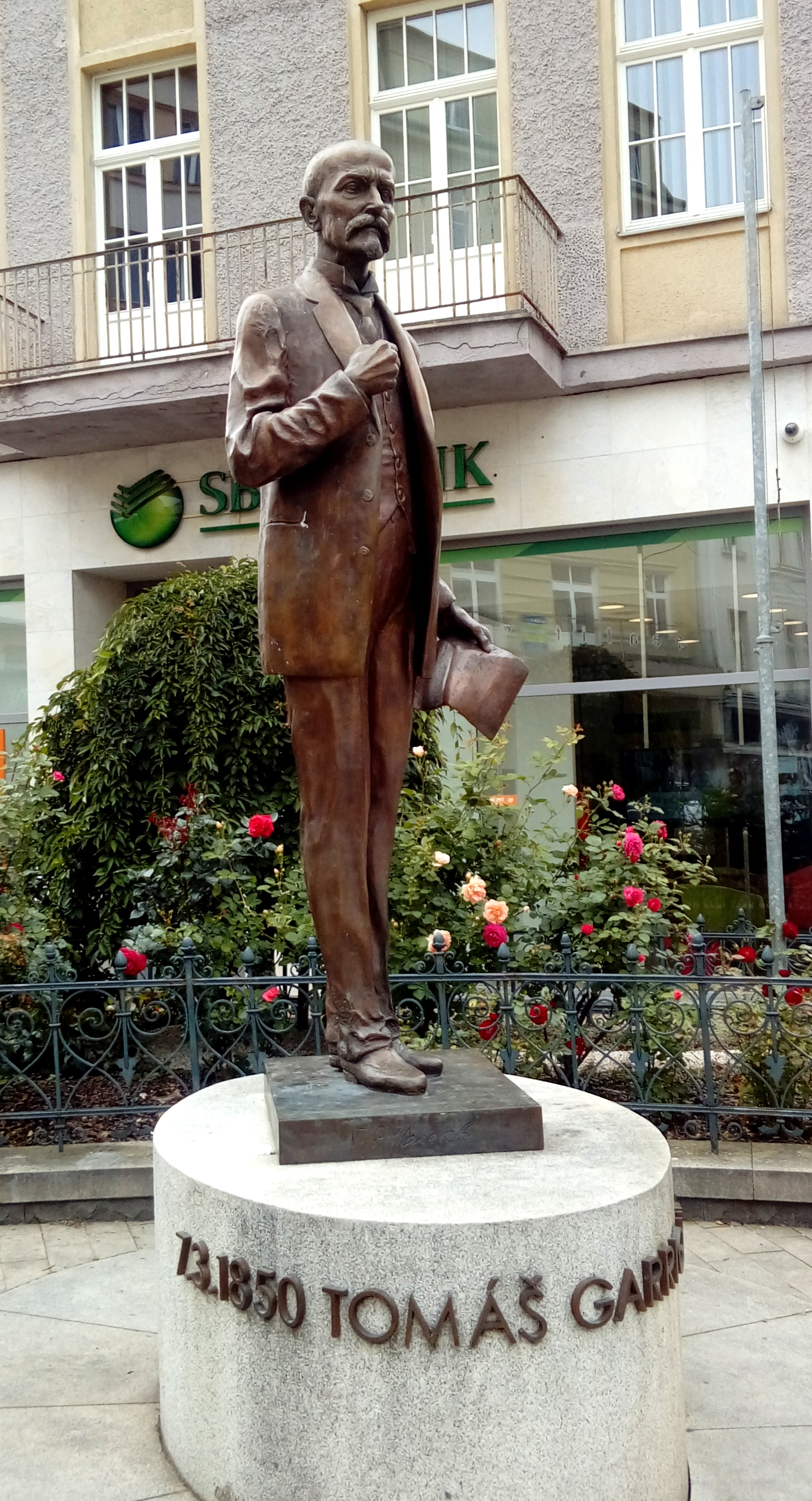
马萨里克雕像
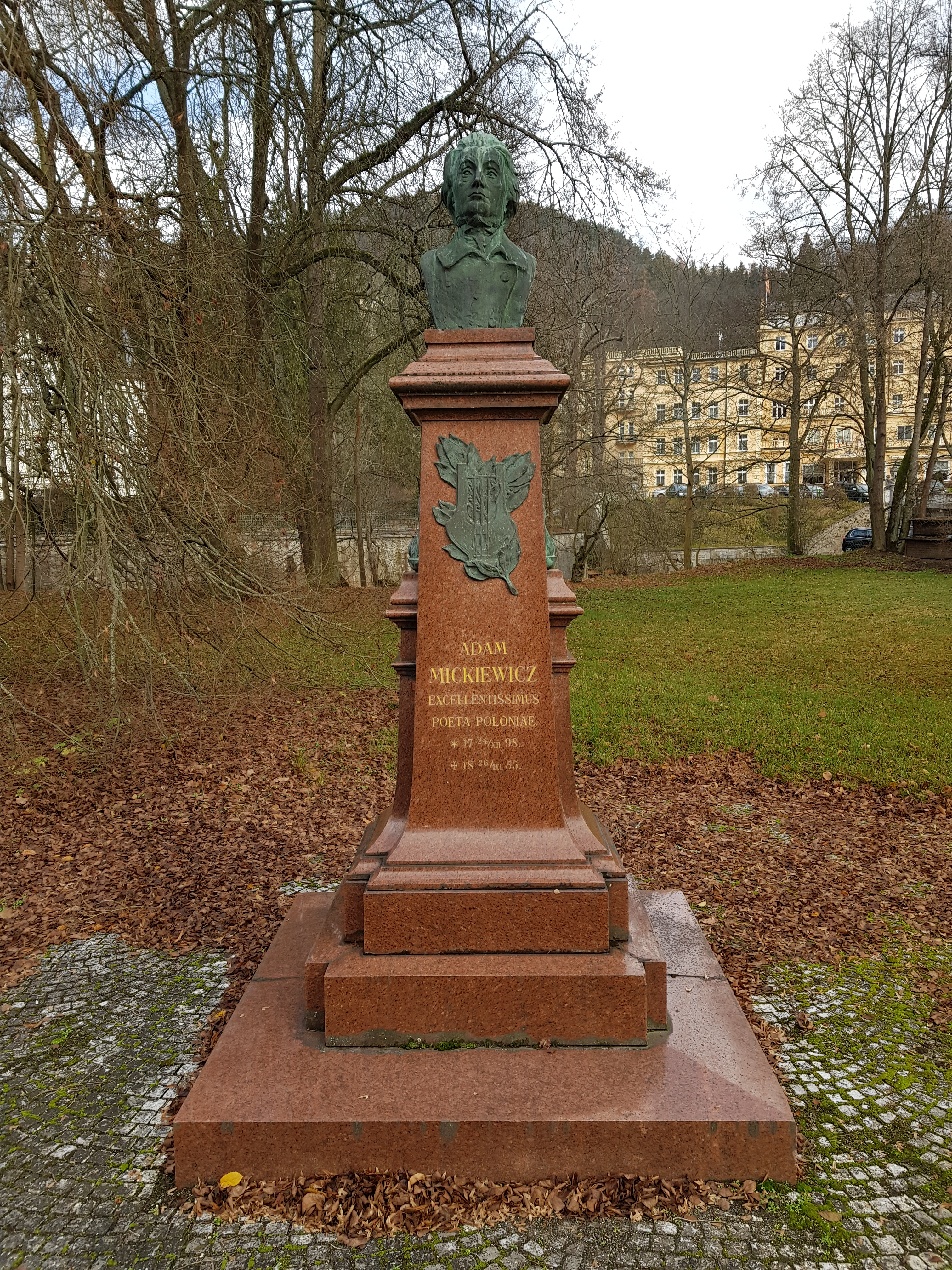
密茨凯维奇半身像
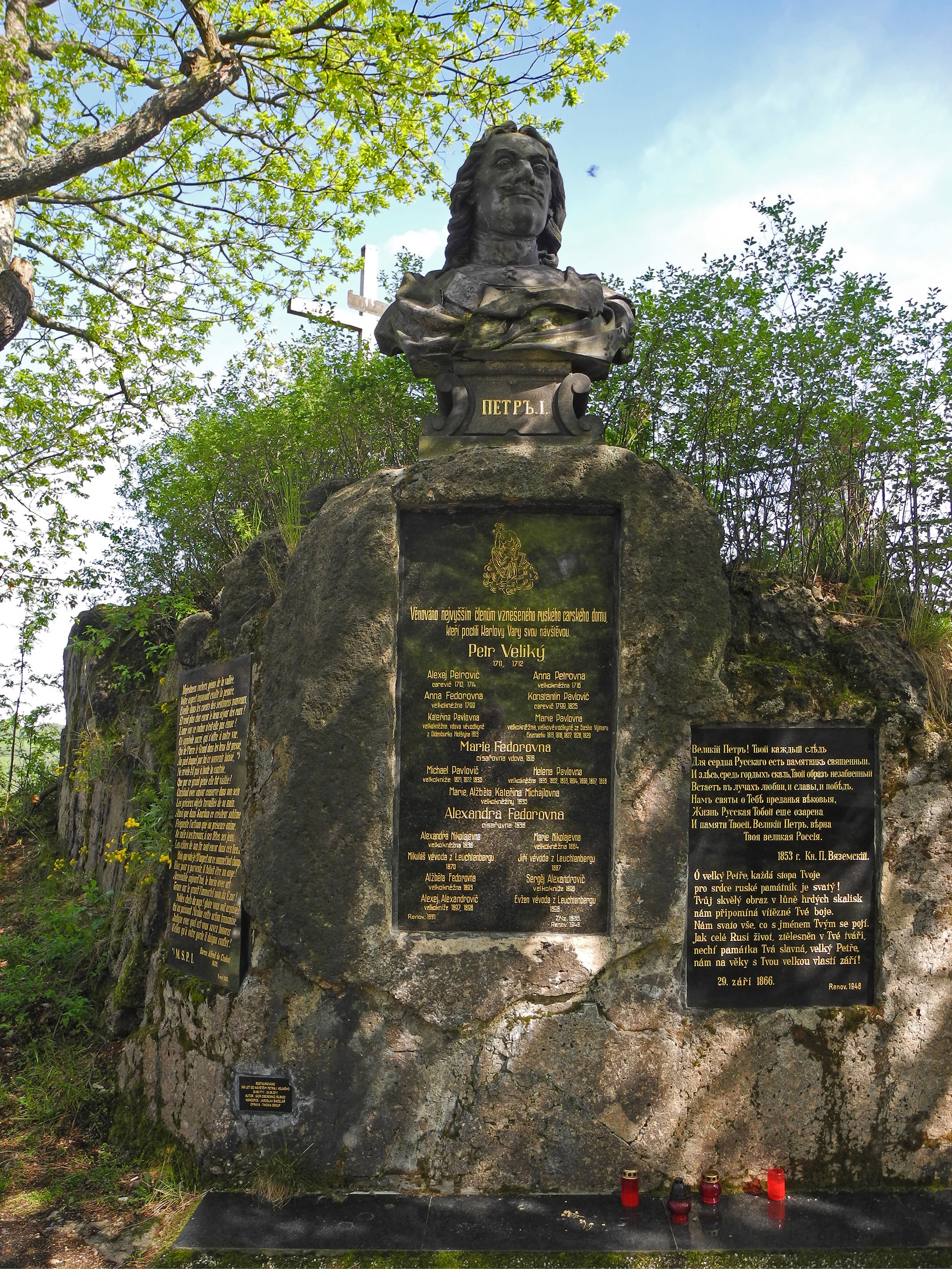
彼得大帝半身像
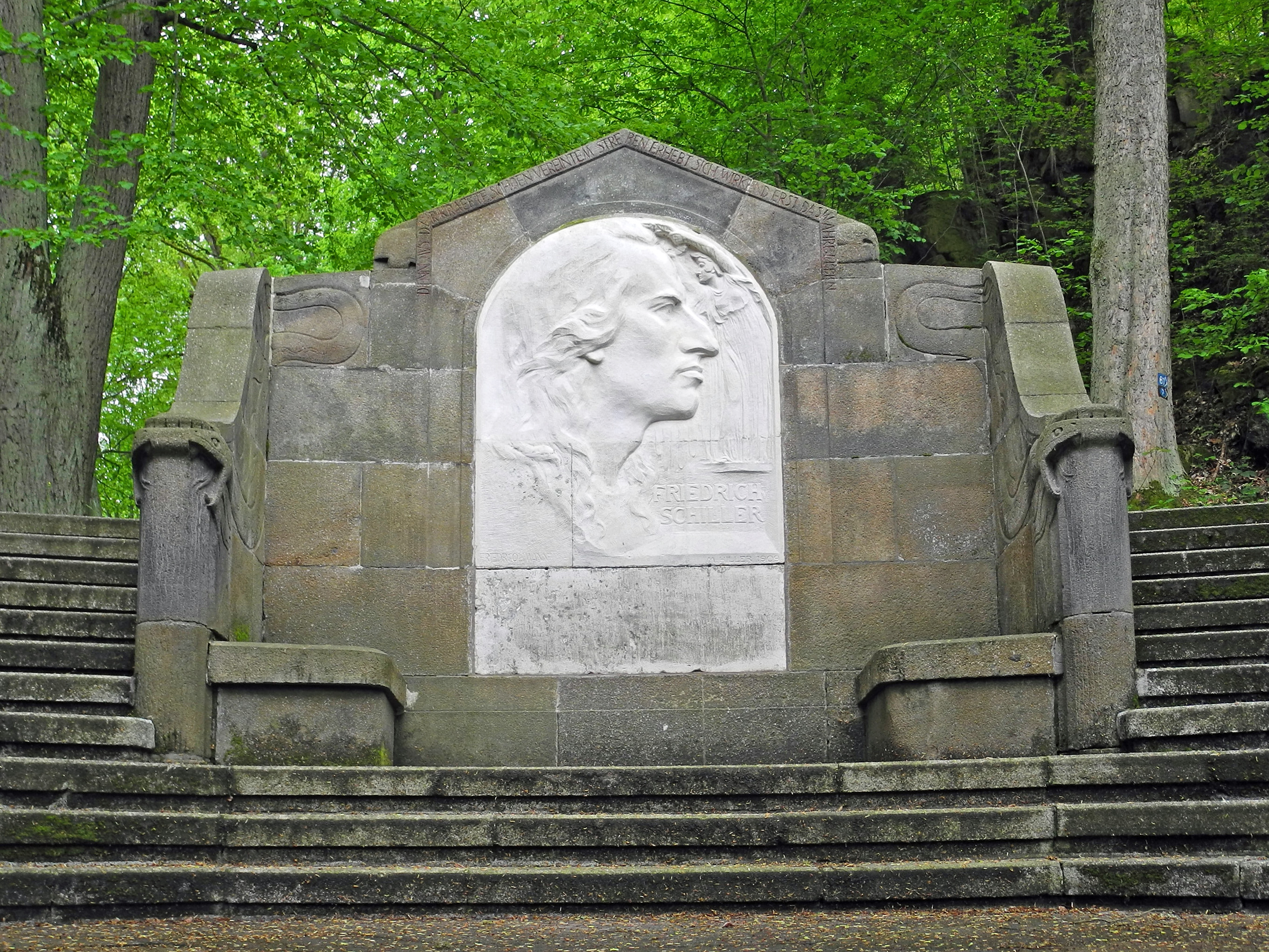
席勒纪念碑
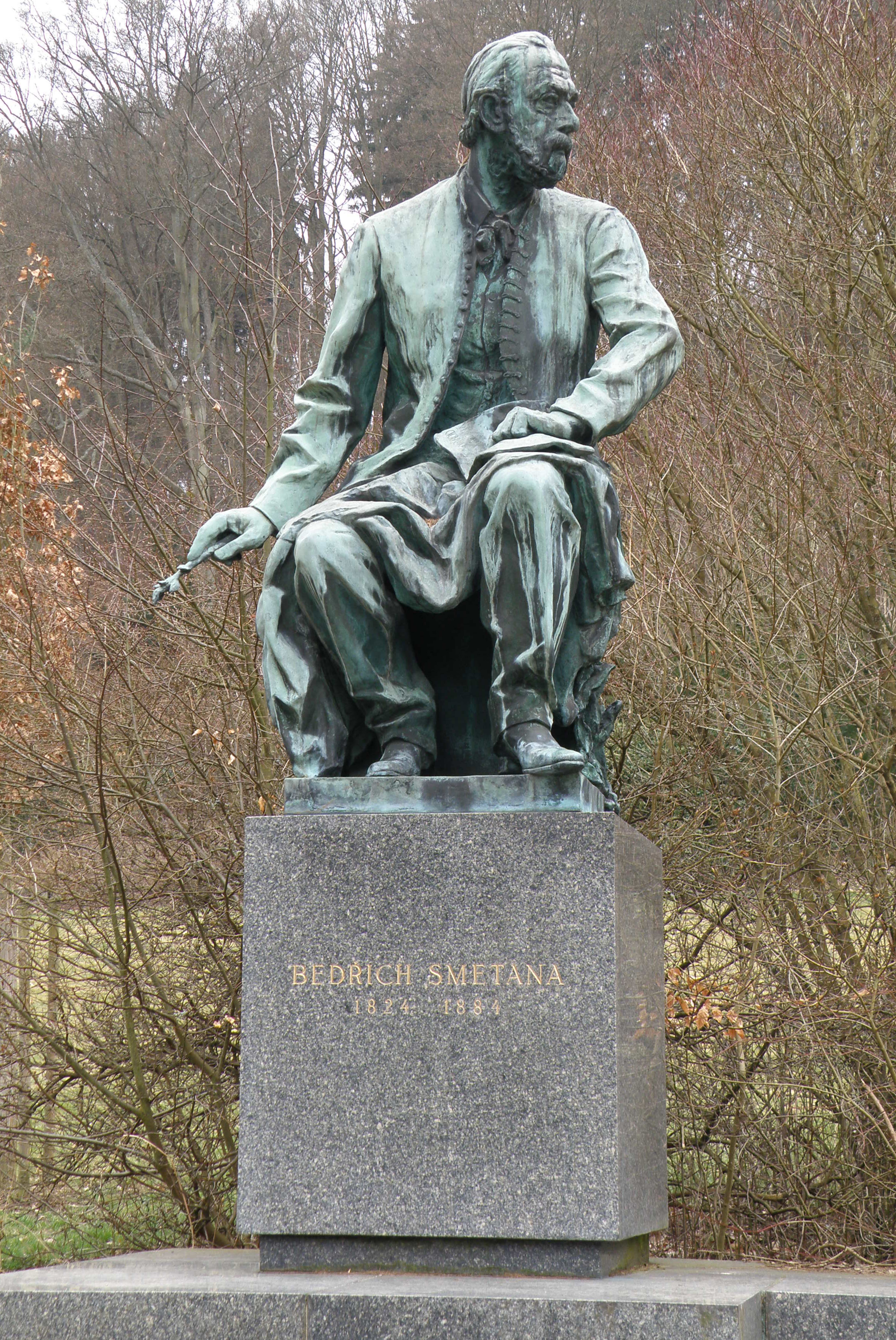
斯美塔那纪念碑
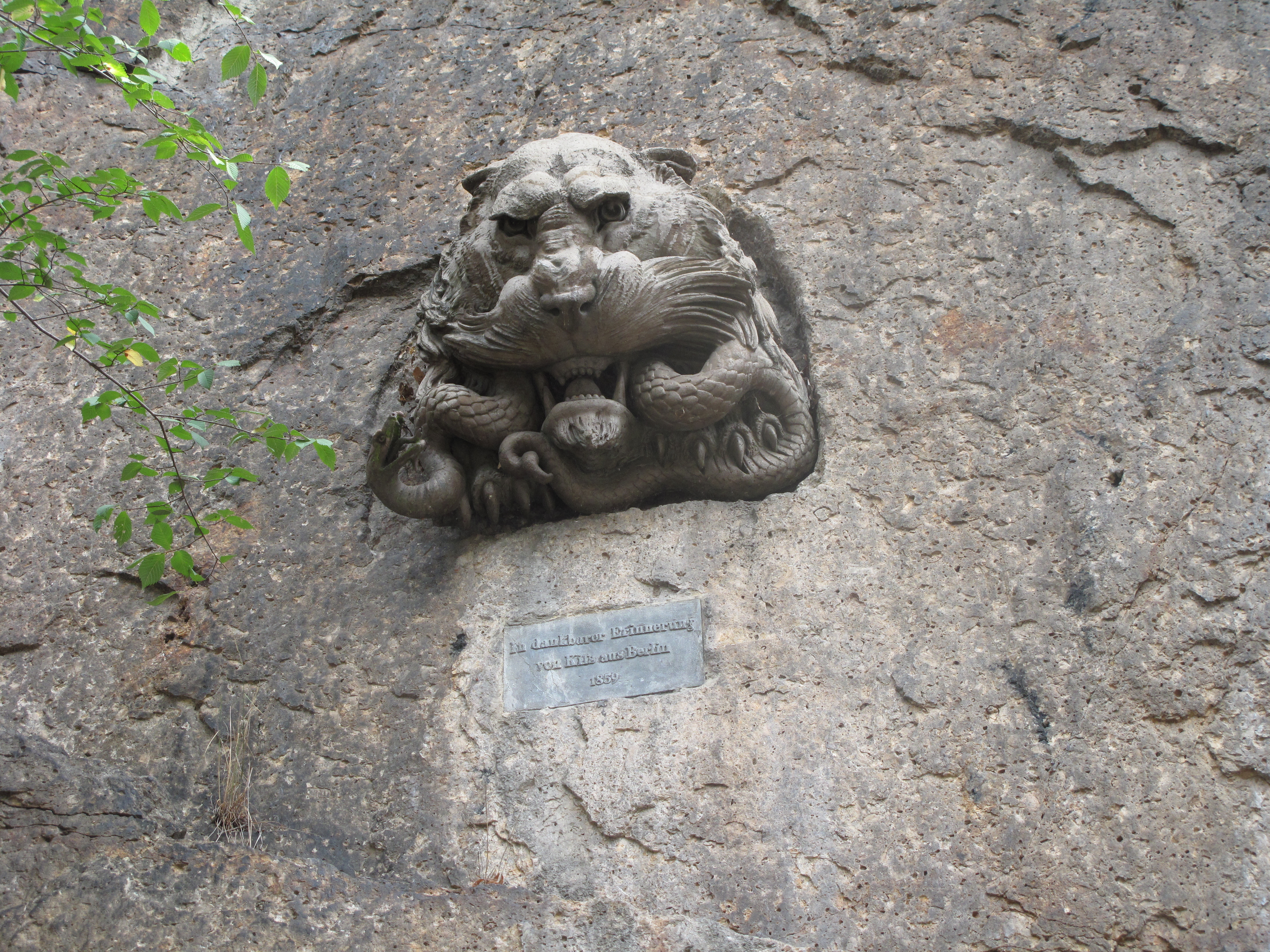
狮子头
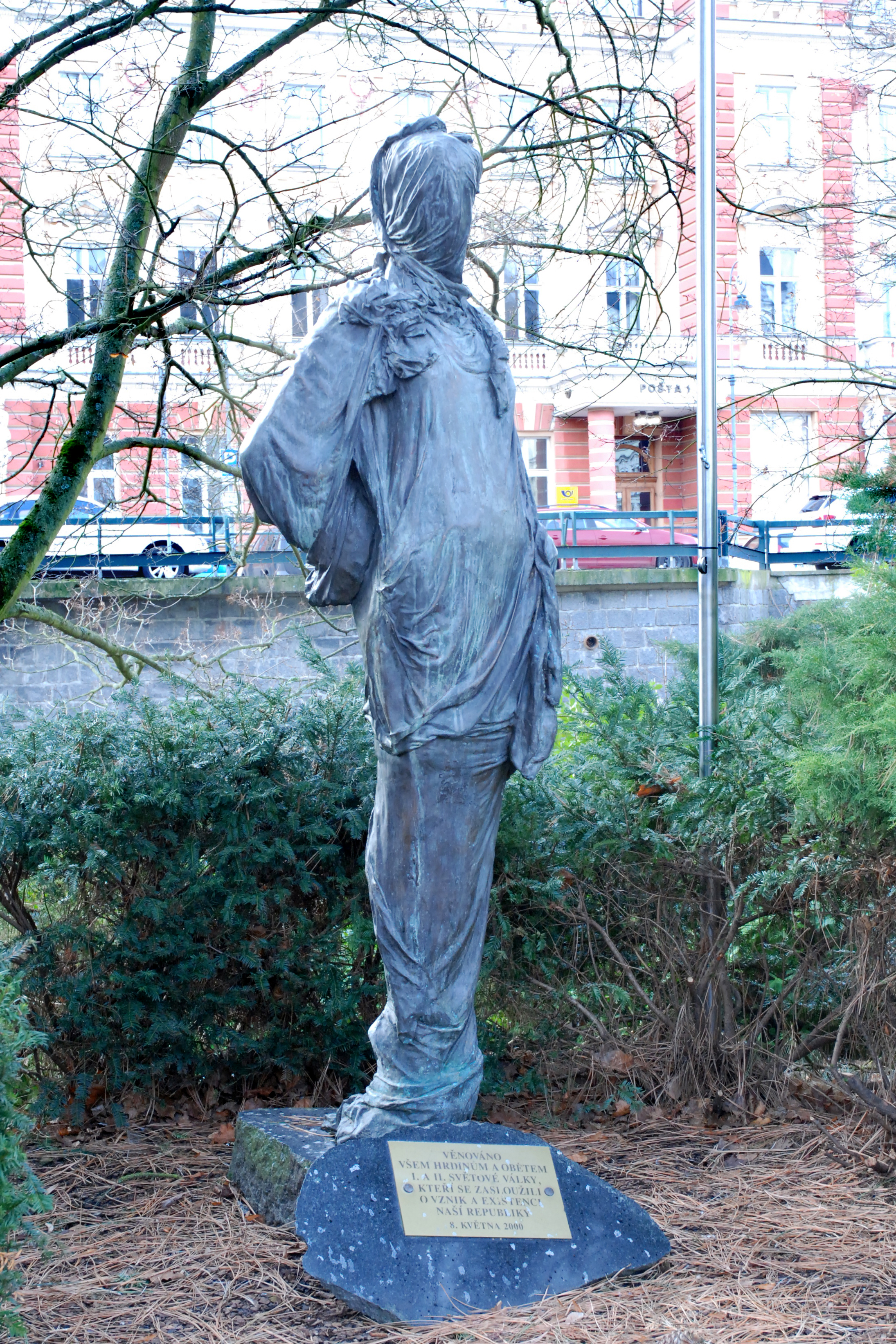
两次世界大战受害者纪念碑
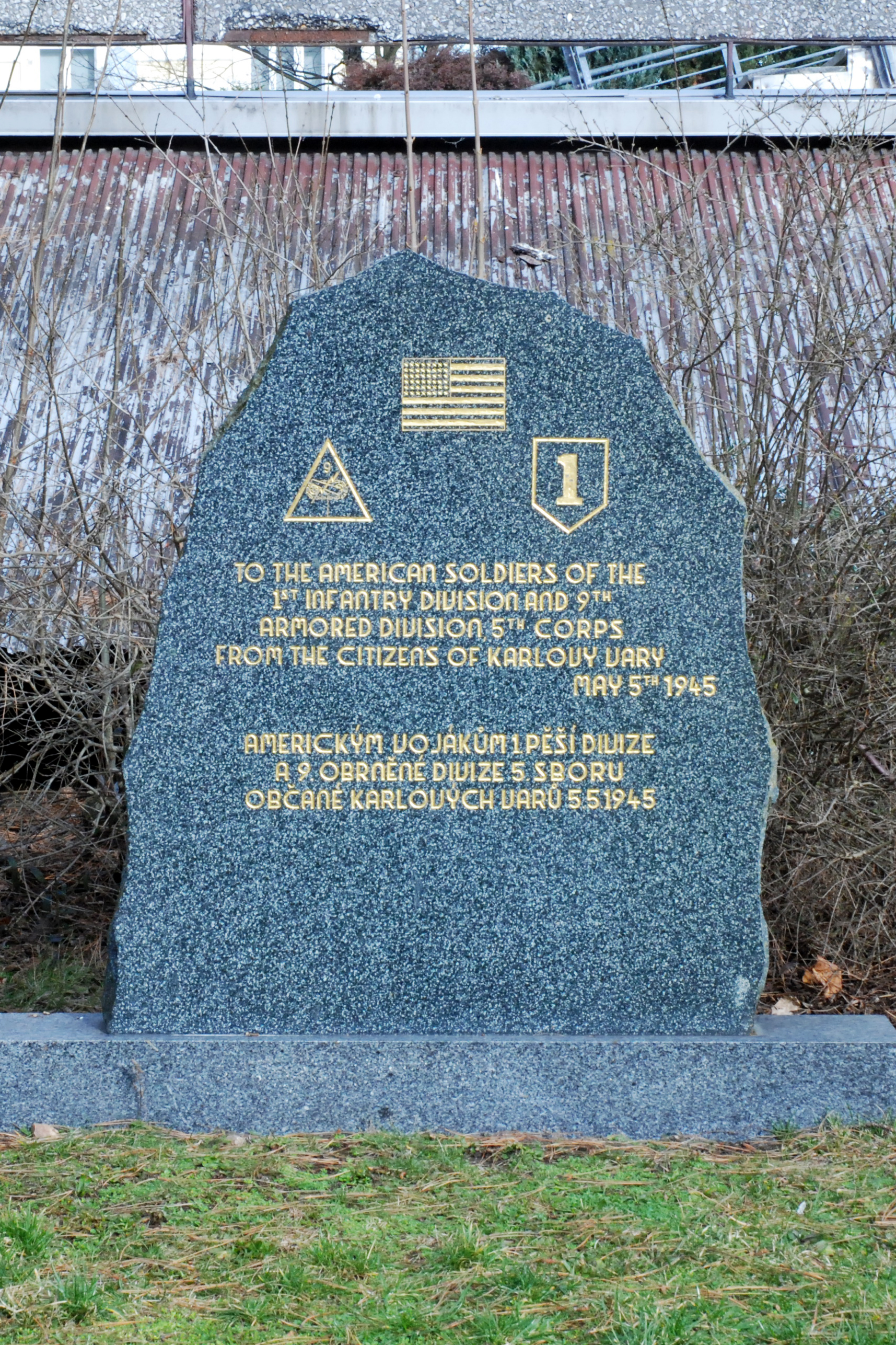
美国军人纪念碑
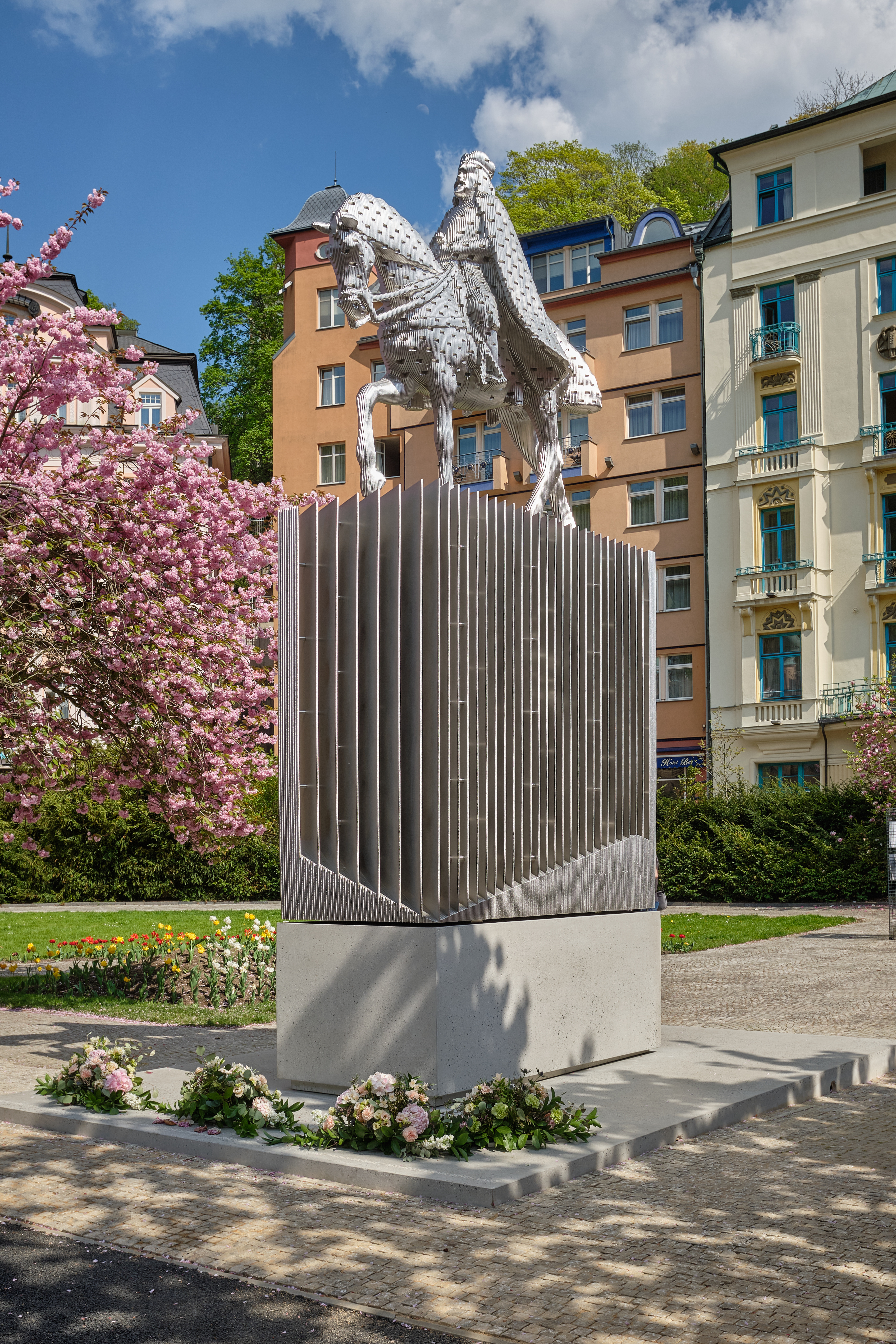
查理四世骑马雕像

#### 立柱、方尖碑
- 剑桥公爵柱（Sloup vévodů z Cambridge）：磨坊柱廊
- 查理四世禧年柱（Jubilejní sloup se sochou Karla IV.），1858年
- 芬德拉特方尖碑（Findlaterův obelisk）
- 奥托柱（Ottův sloup）：奥托高地顶部下方的森林
- 卡尔一世·菲利普·施瓦岑贝格纪念柱（Pomník Karla Filipa Schwarzenberga）
- 匈牙利柱（Sloup vděčných Maďarů）：帝国饭店旁
- 泰蕾茲方尖碑（Tereziin obelisk）

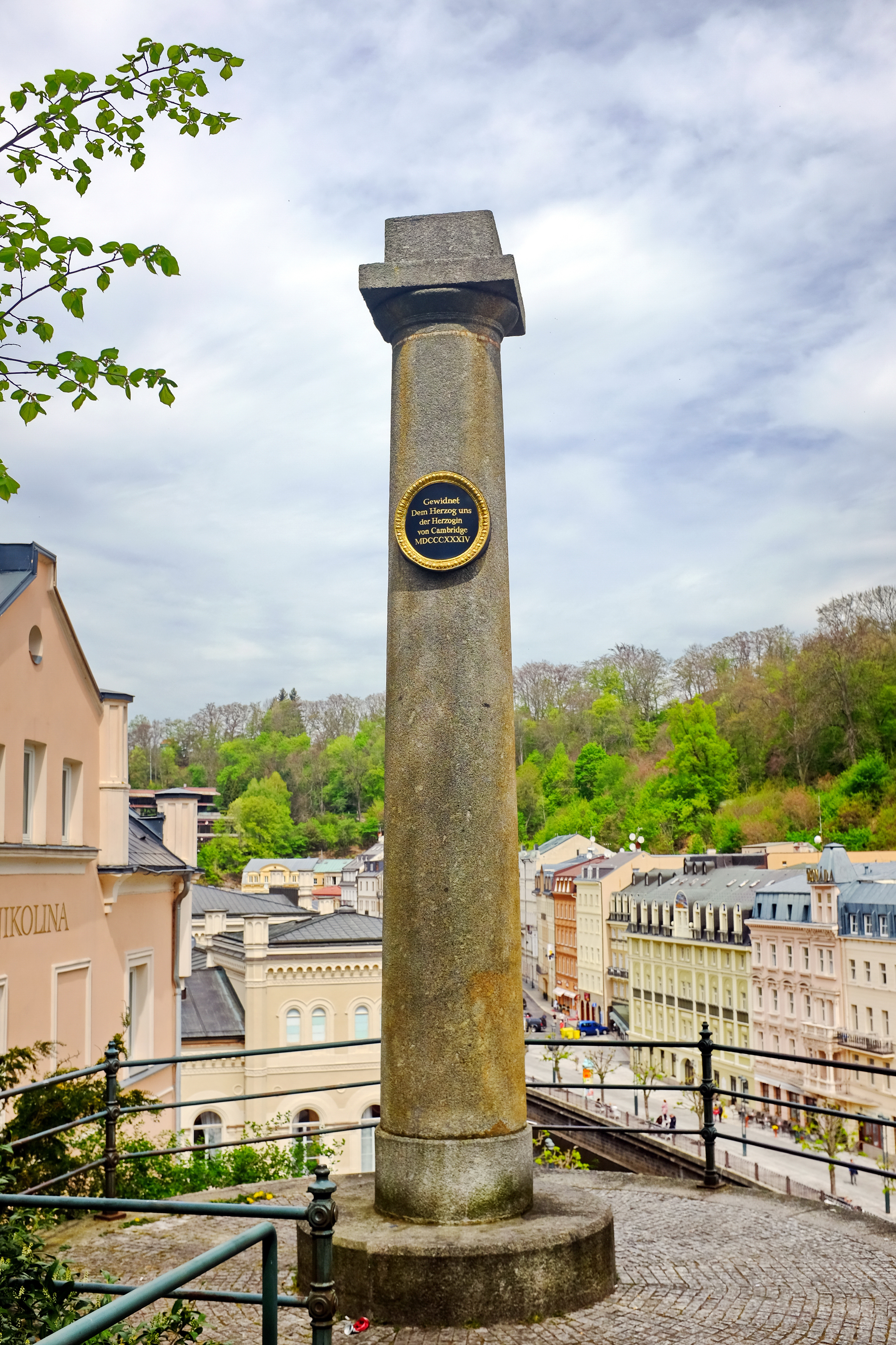
剑桥公爵柱
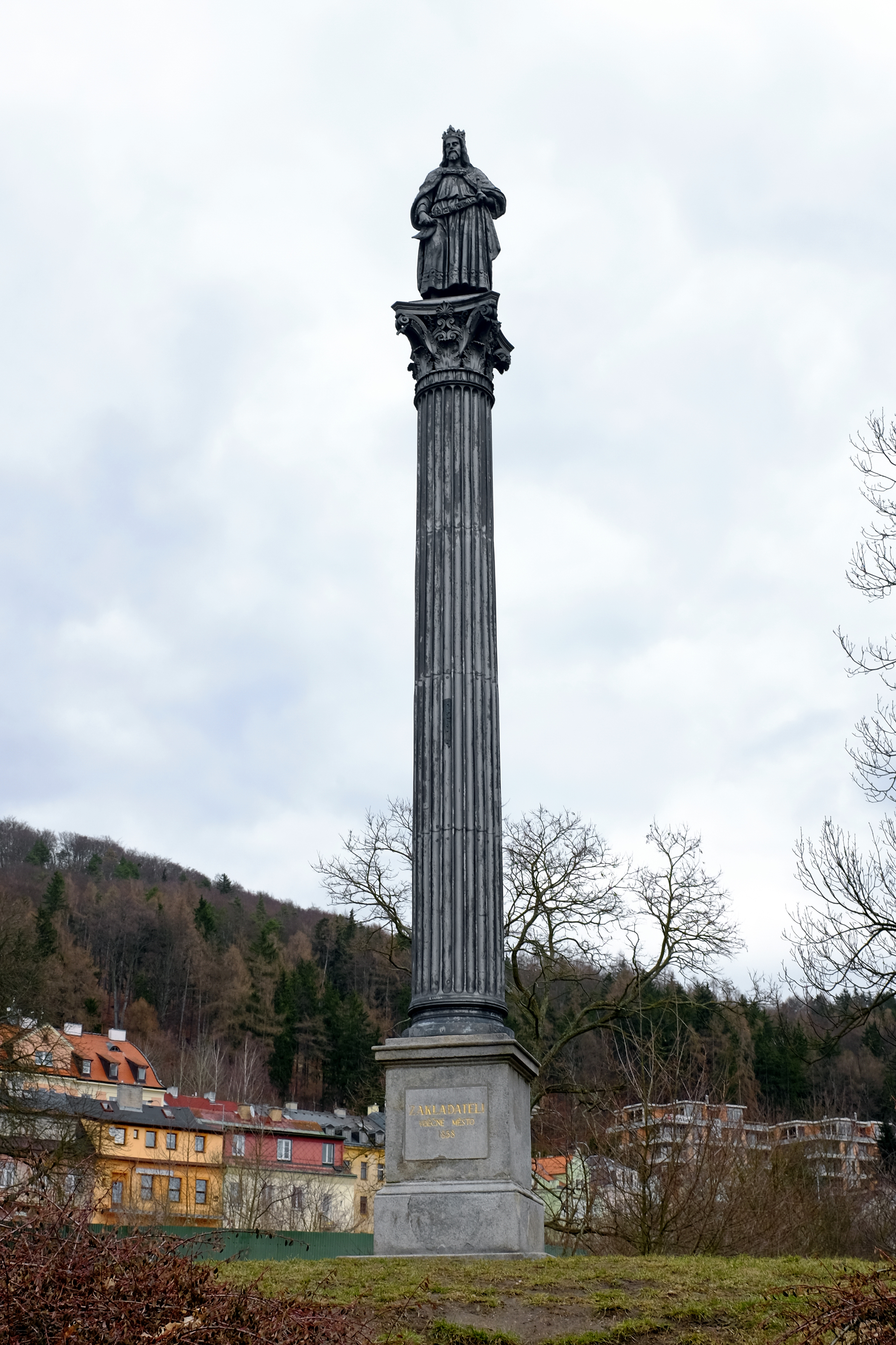
查理四世禧年柱
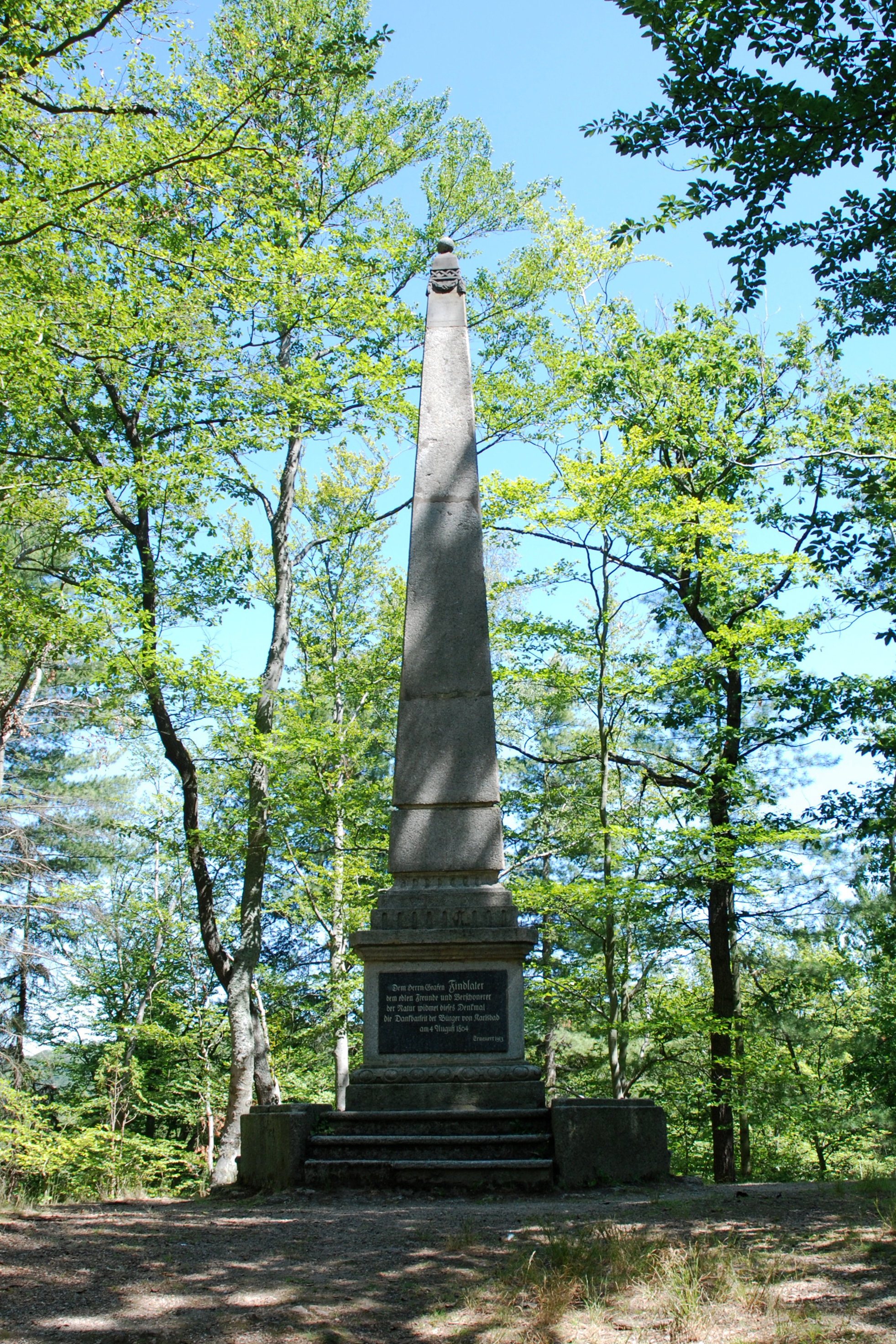
芬德拉特方尖碑
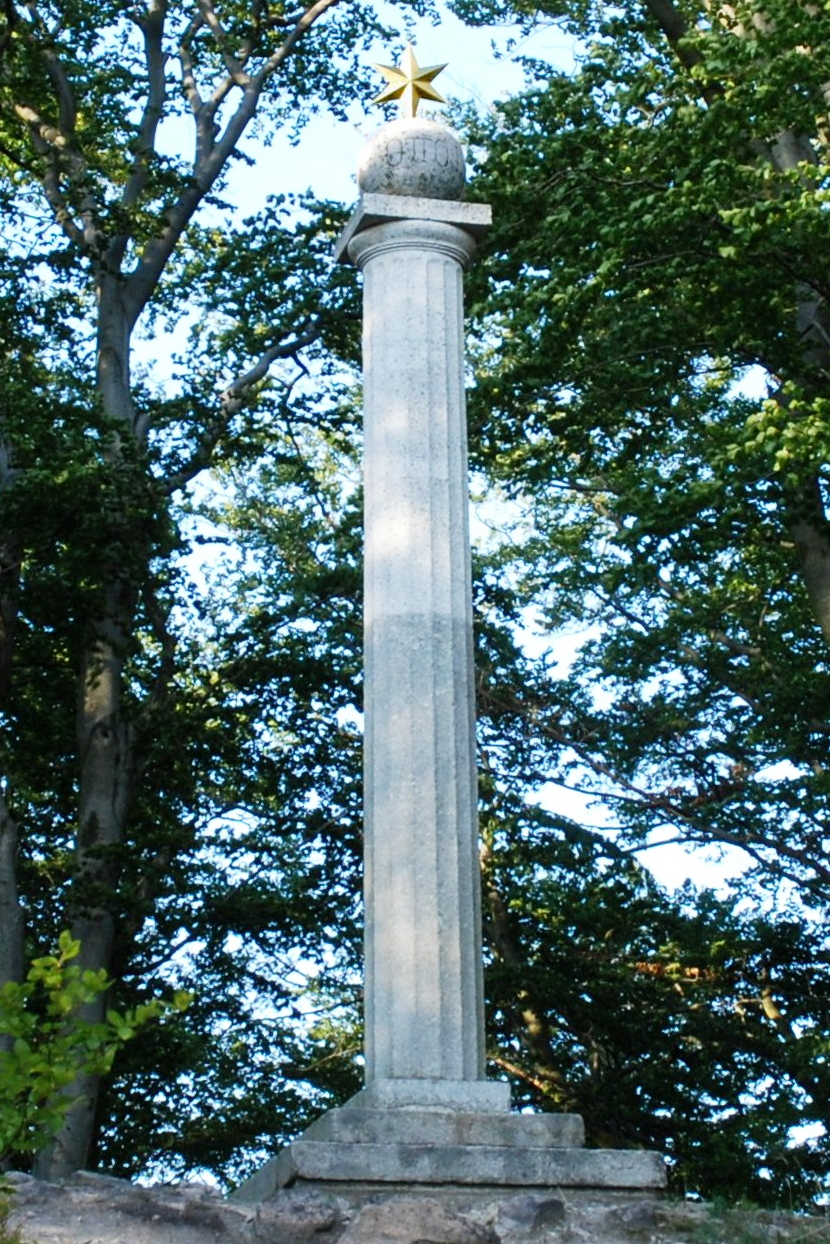
奥托柱
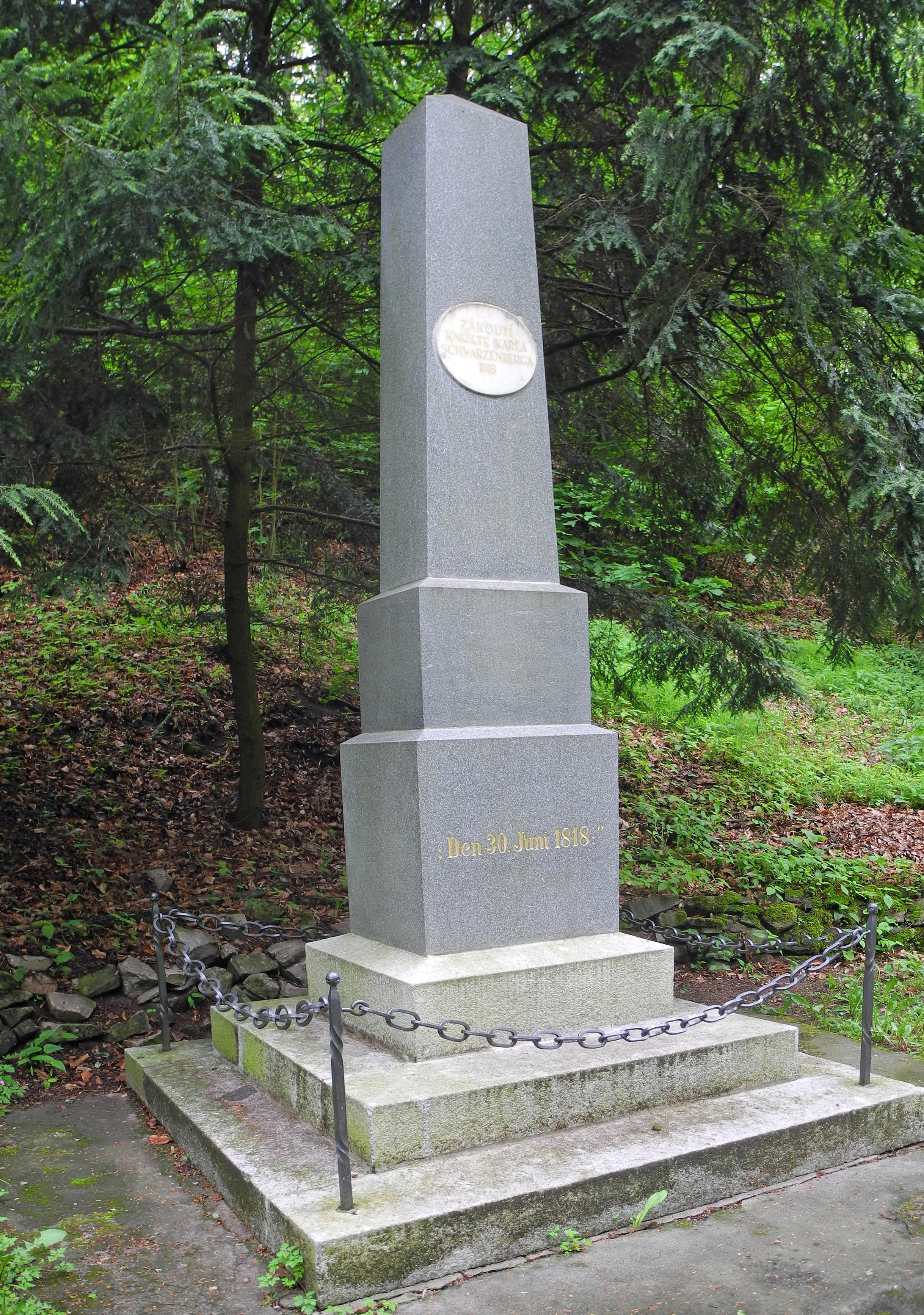
卡尔一世·菲利普·施瓦岑贝格纪念柱
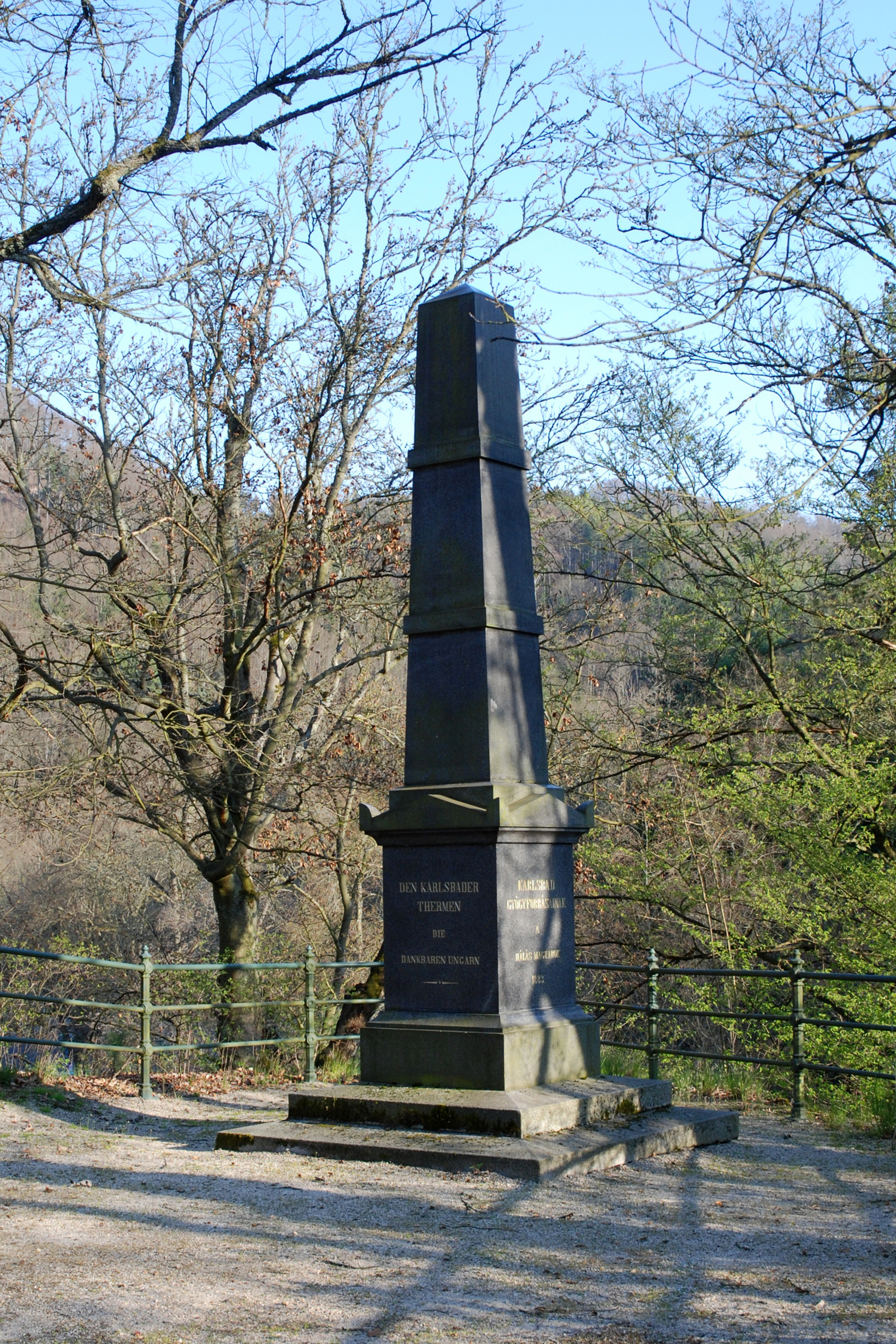
匈牙利柱
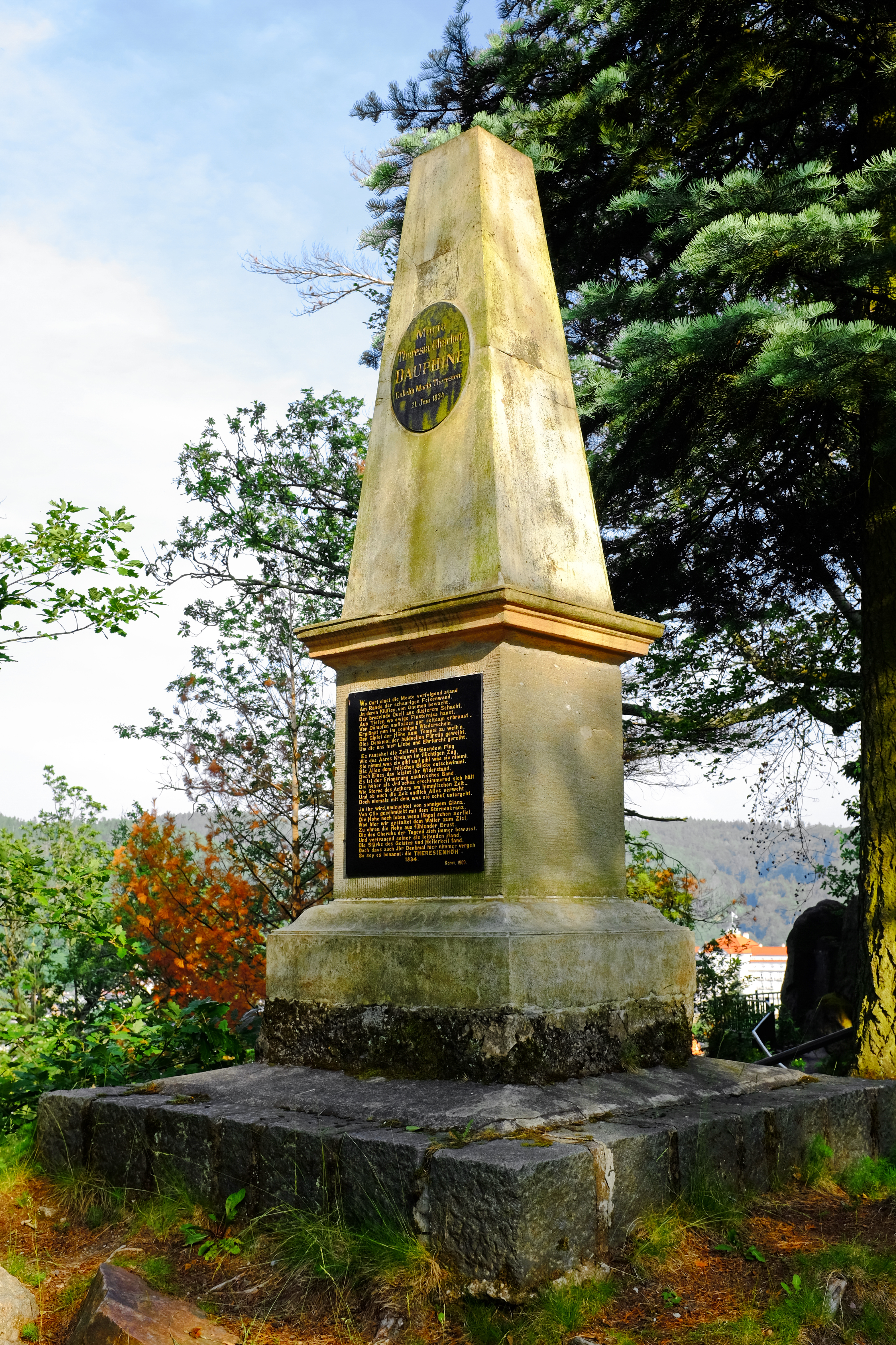
泰蕾茲方尖碑

### 教会建筑

#### 教堂
- 天主教圣玛利亚玛达肋纳堂（Kostel svaté Máří Magdaleny）建于1732年至1736年，巴洛克风格，椭圆平面，位于教堂广场（Kostelním náměstí），由基里安·伊格纳克·丁岑霍夫建造。正立面有两座洋葱顶钟楼。天花板和祭坛画玛利亚玛达肋纳由埃利亚斯·多尔霍夫绘制，雅各布·埃伯勒创作了两尊哥特式的圣母像，以及四尊圣人雕像，代表圣奥斯定、圣保禄、圣热罗尼莫和圣伯多禄；还有一个地下室。
- 东正教圣彼得保罗主教座堂（Chrám svatého Petra a Pavla）建于1893-1897年，由建筑师古斯塔夫·维德曼设计，拜占庭式，模仿了莫斯科奥斯坦金诺区的圣三一堂。建堂资金来自俄罗斯贵族。雕塑家M.Hiller的浮雕描绘了1711年的沙皇彼得一世。
- 圣乌尔巴诺堂（Kostel svatého Urbana）：建于13世纪，是该市现存最古老的教堂建筑。
- 新教圣彼得保罗堂（Kostel svatého Petra a Pavla）：建于1856年，建筑师泽西格，新罗马式风格。1864年扩建。教堂内部有一幅生动的基督升天祭坛画。大厅墙上有弗朗塔·安（Franty Anýže）创作的彼得·切里奇（Petra Chelčického）和卡雷尔·法尔斯克博士的浮雕半身像
- 圣亚纳堂（Kostel svaté Anny）建于1739-1748年，历史可以追溯到11世纪，巴洛克式祭坛，有古老的圣亚纳及圣母子雕像。
- 希腊天主教圣安德肋堂（Kostel svatého Ondřeje）：建于16世纪，安德烈街，卡罗维发利最古老的教堂，最初是哥特式的，多次重建。1911年，弗朗兹·克萨韦尔·沃尔夫冈·莫扎特安葬于毗邻的墓地，已辟为莫扎特公园。
- 圣路加堂（Kostel svatého Lukáše）：建于1877年，原属圣公会，现属卫理公会，建筑师莫特斯博士，在城堡山上，新哥特式风格，英国水疗客人出资建造。
- 圣良纳堂遗址（Kostel svatého Linharta），建于13世纪，卡罗维发利最古老的建筑遗迹。
- 圣母升天堂（Kostel Nanebevstoupení Páně）：建于1909年，取代1823年的旧堂
- 圣十字堂（Kostel Povýšení svatého Kříže）

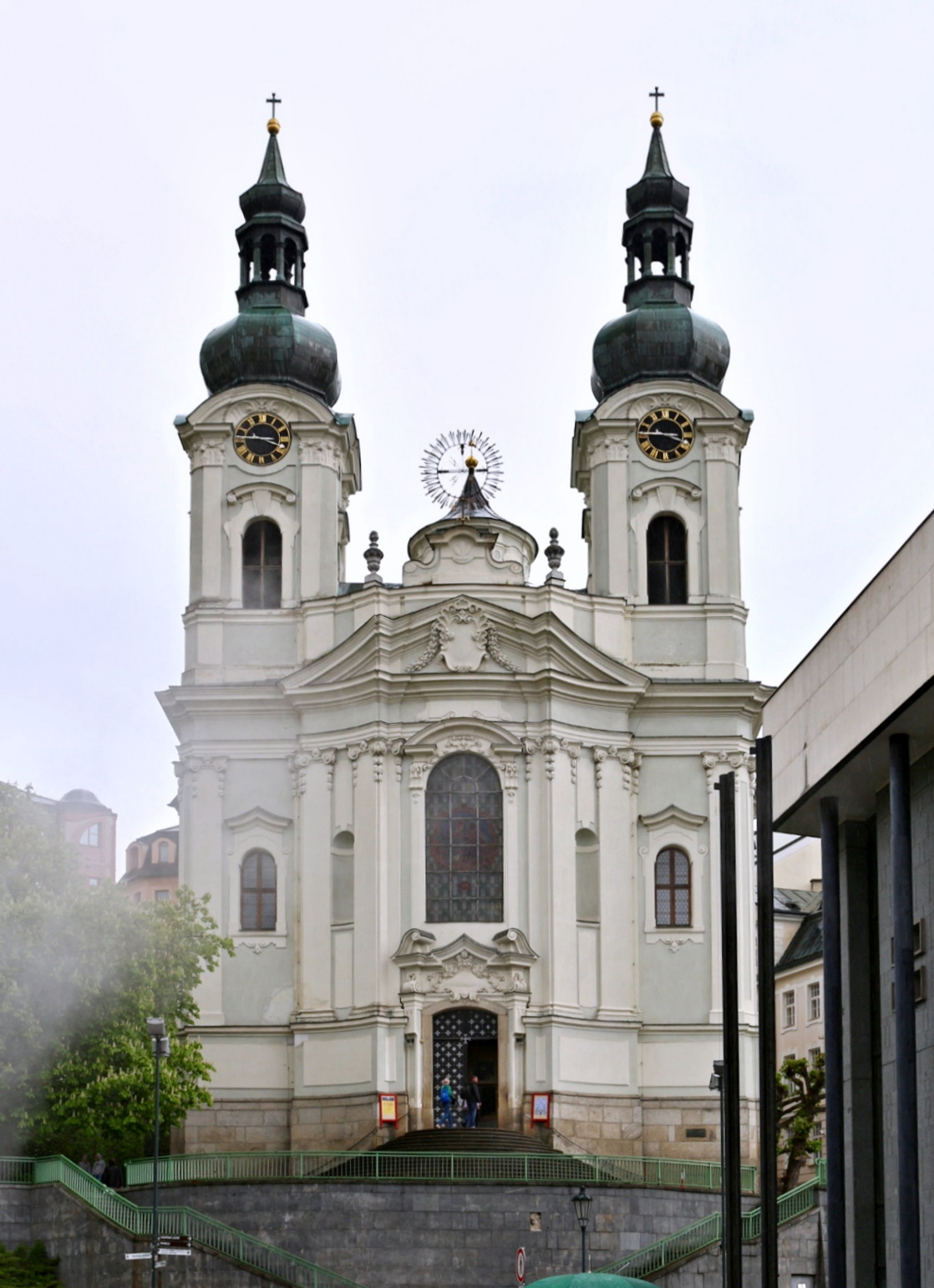
圣玛利亚玛达肋纳堂
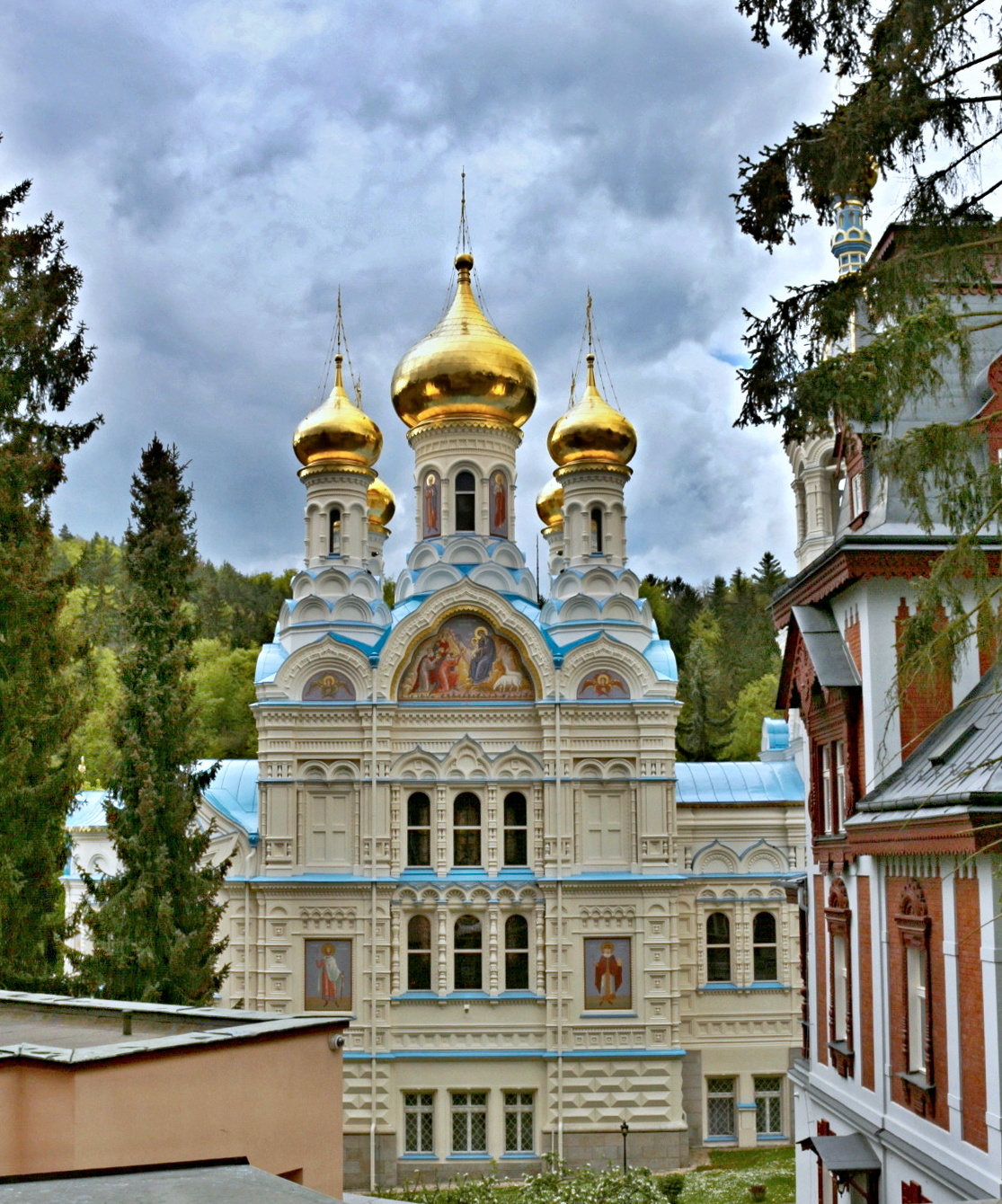
圣彼得保罗主教座堂
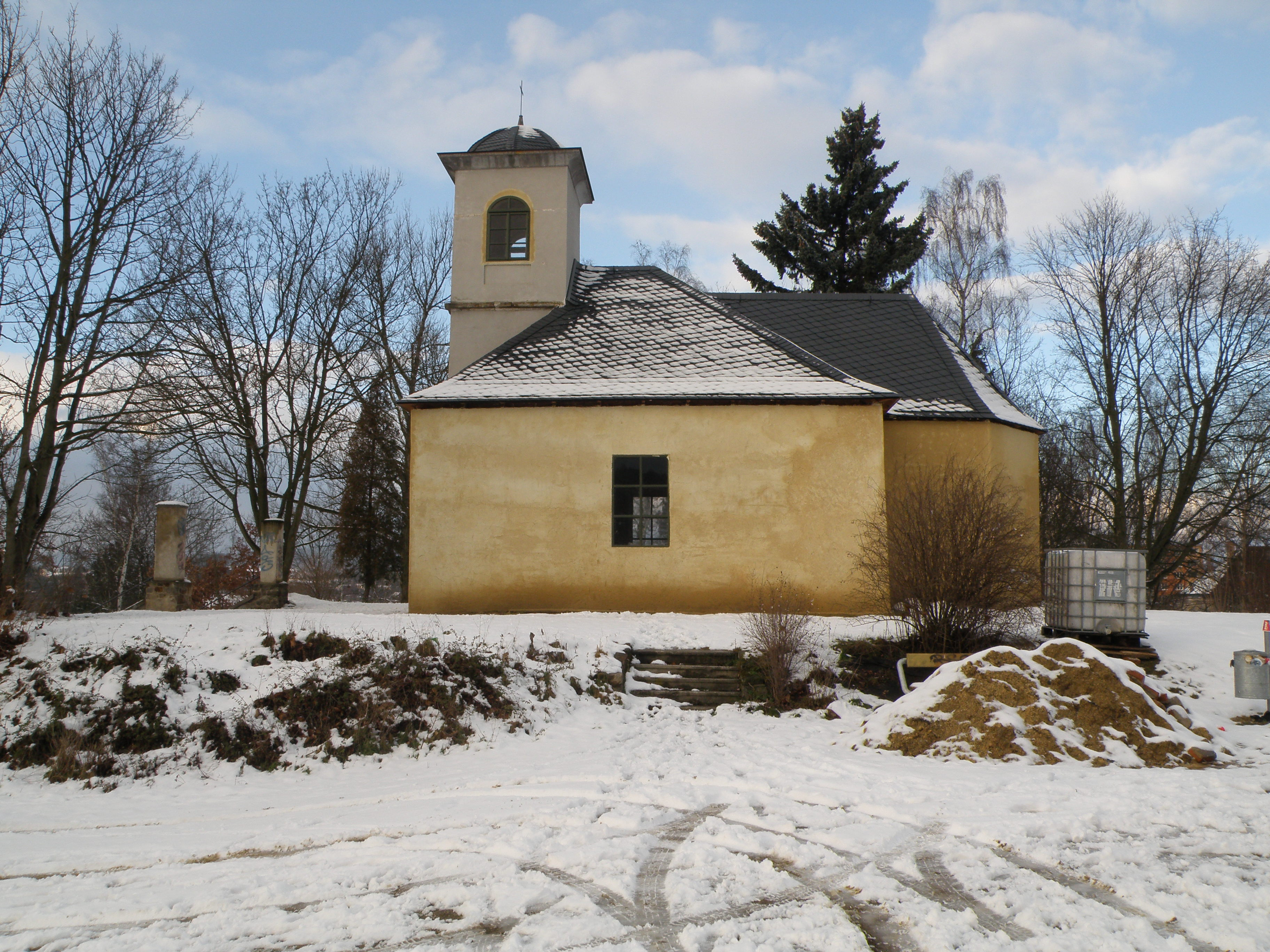
圣乌尔巴诺堂
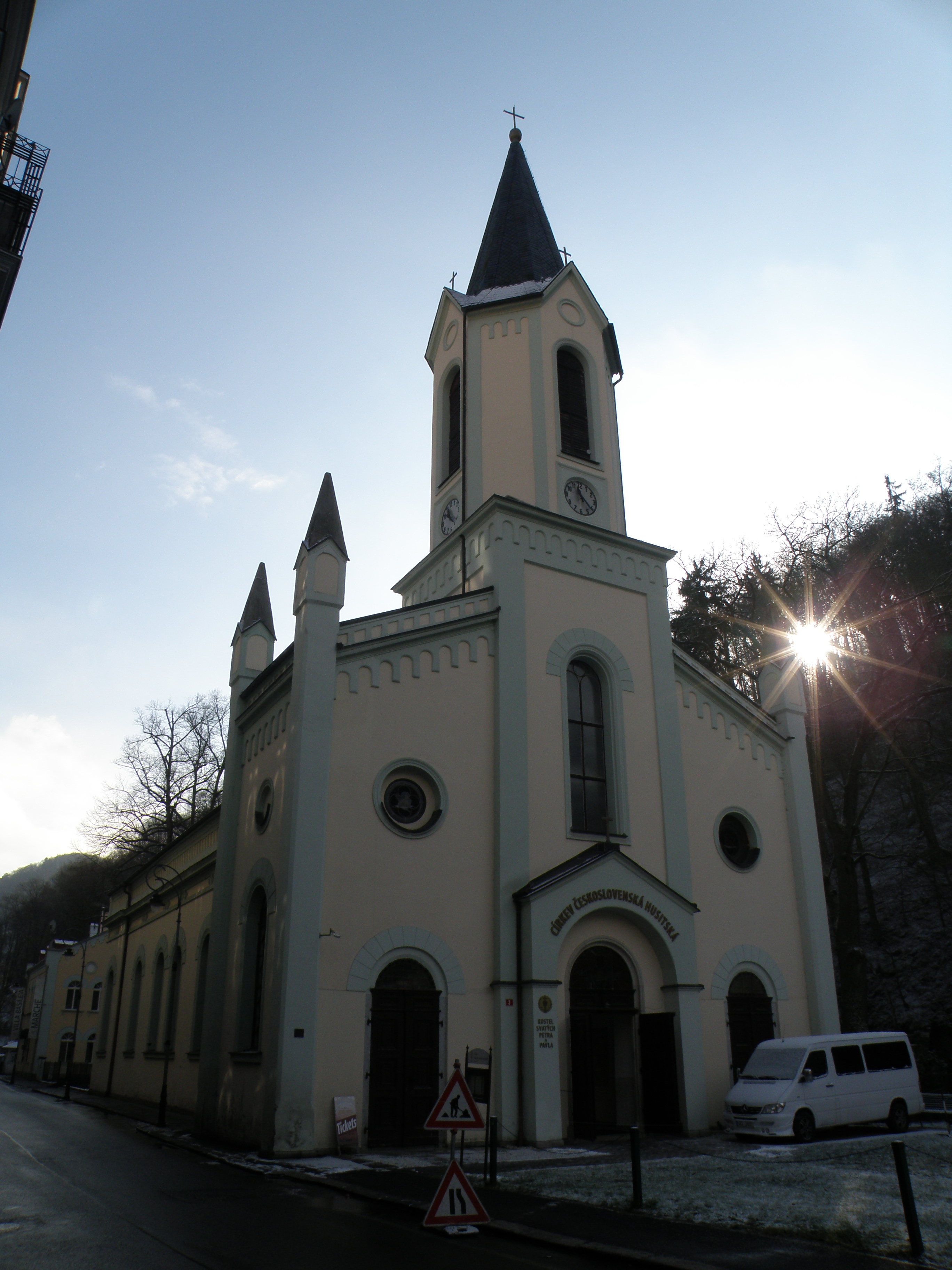
新教圣彼得保罗堂
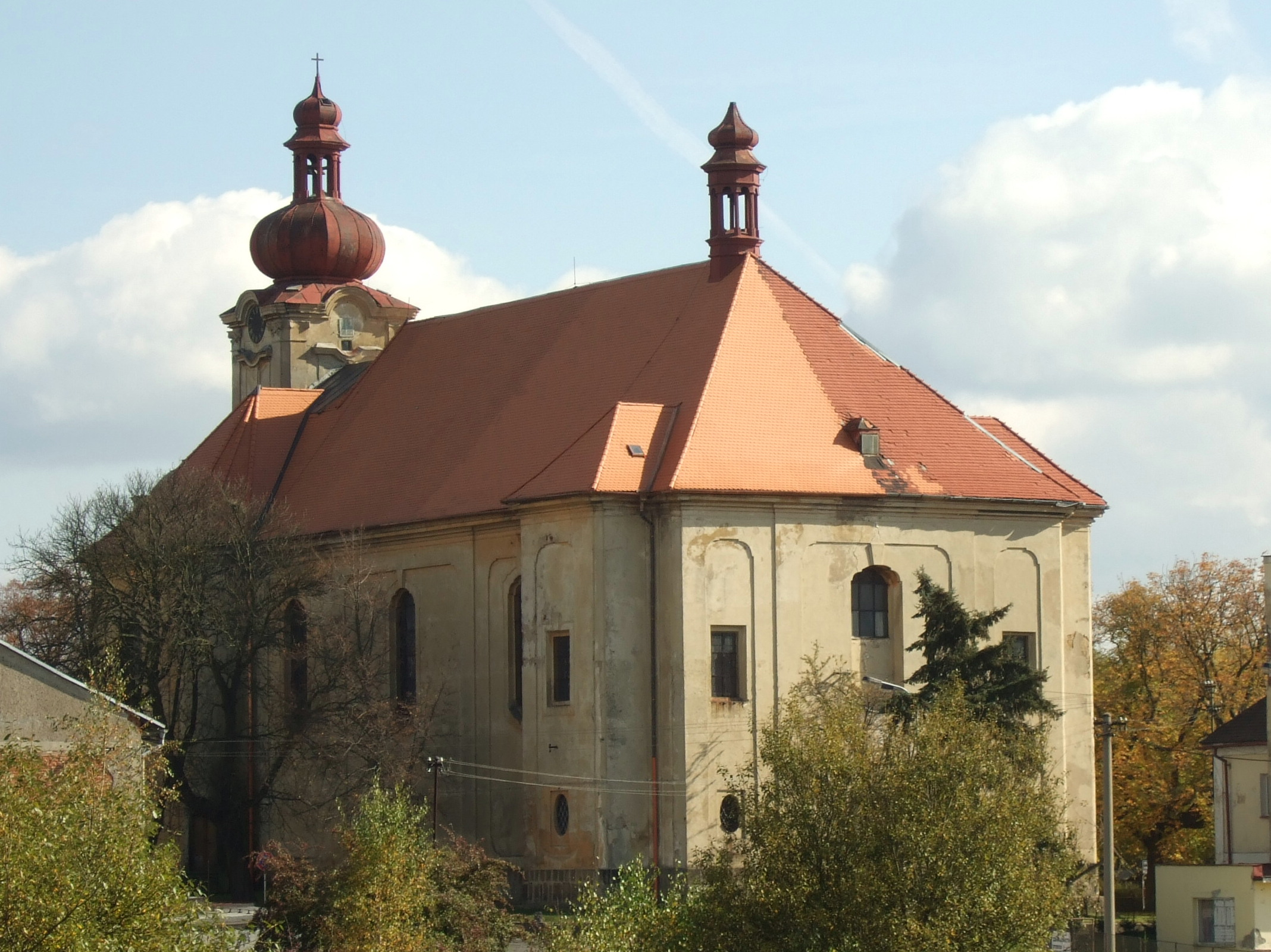
圣亚纳堂
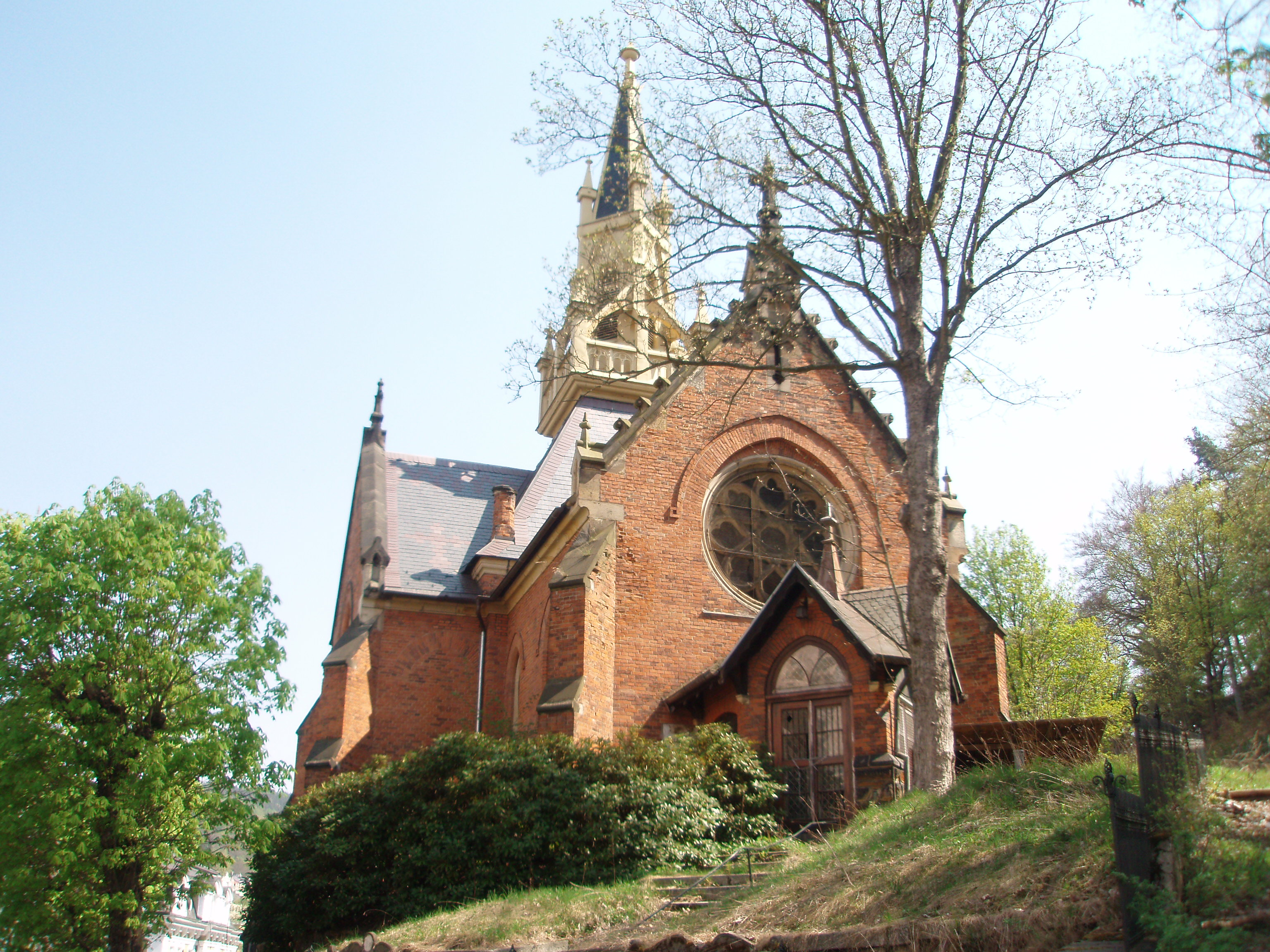
圣公会圣路加堂
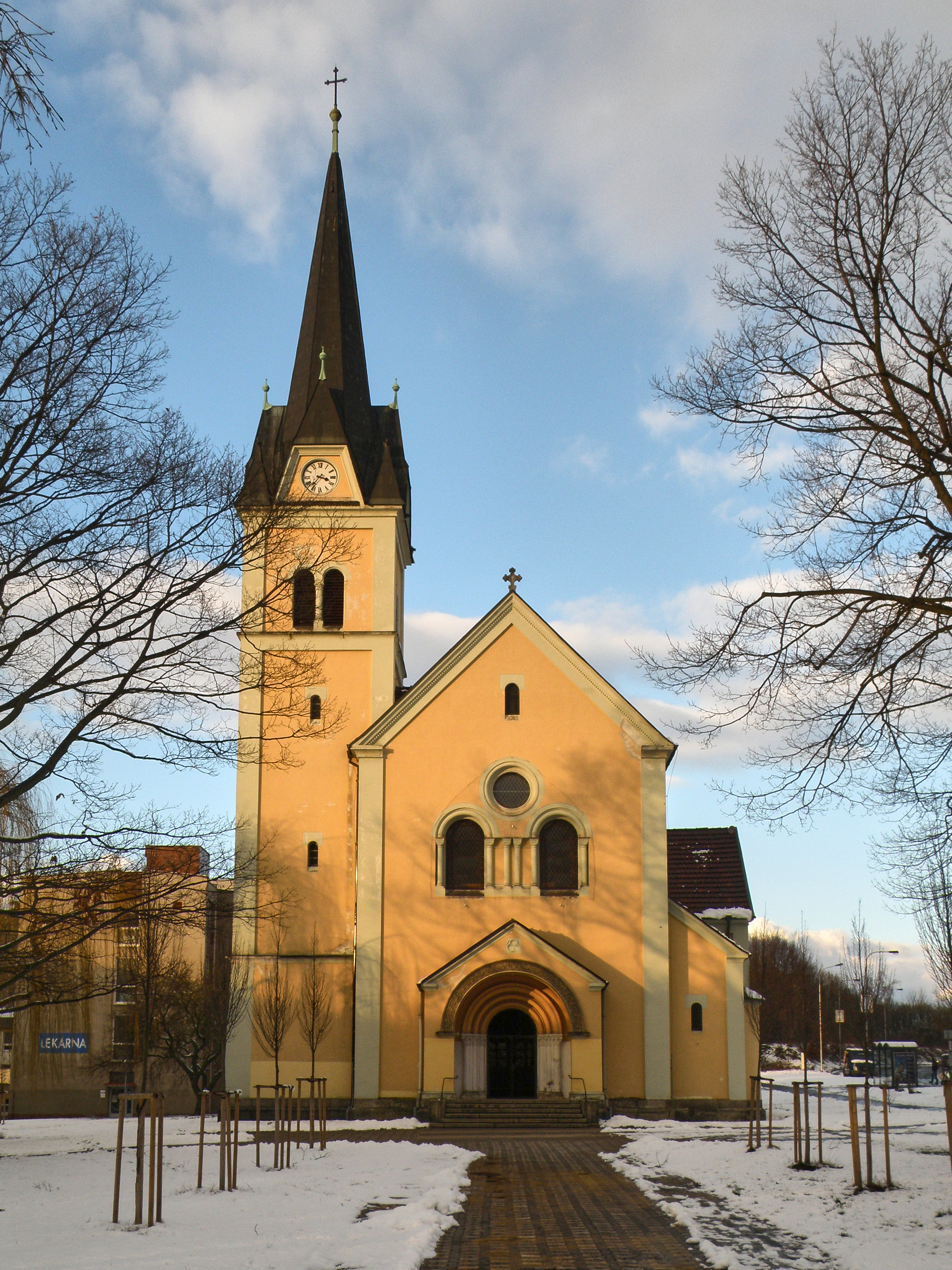
圣十字堂

#### 小堂
- 圣老楞佐小堂（Kaple svatého Vavřince）：1897年，1991年修复
- 荆冕小堂（Kaple Ecce homo）：1900年
- 圣良纳小堂（Kaple sv. Linharta）：1838年，19世纪80年代重建，新哥特式风格。
- 圣母小堂（Kaple Panny Marie）：1700年，马里安街，1879年重建，新哥特式风格，1993年修复
- 圣亚纳小堂（Kaple svaté Anny）：彼得街，晚期巴洛克风格，经常出现在歌德的画作中
- 圣老楞佐小堂（Kaple svatého Vavřince）：18世纪

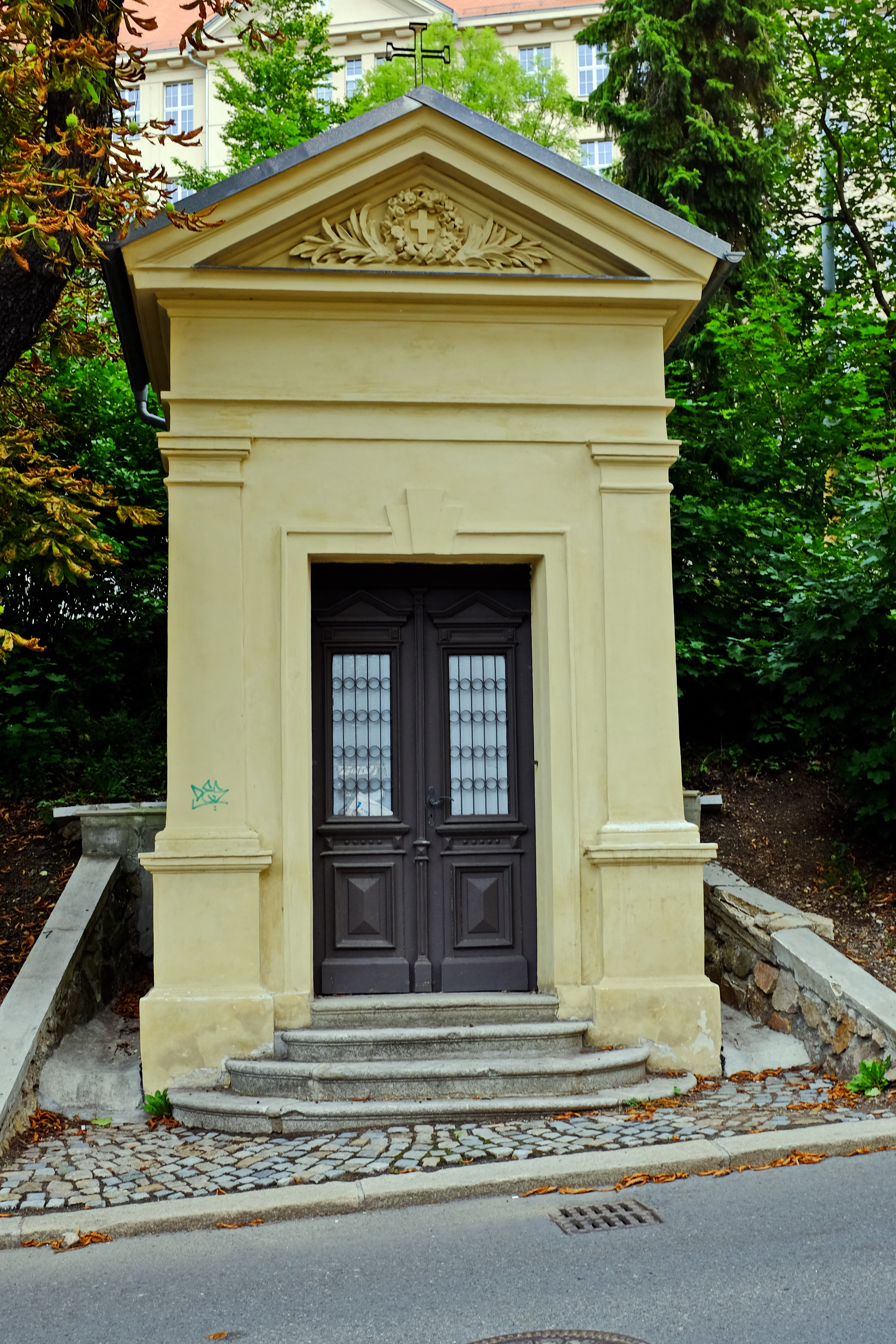
圣老楞佐小堂
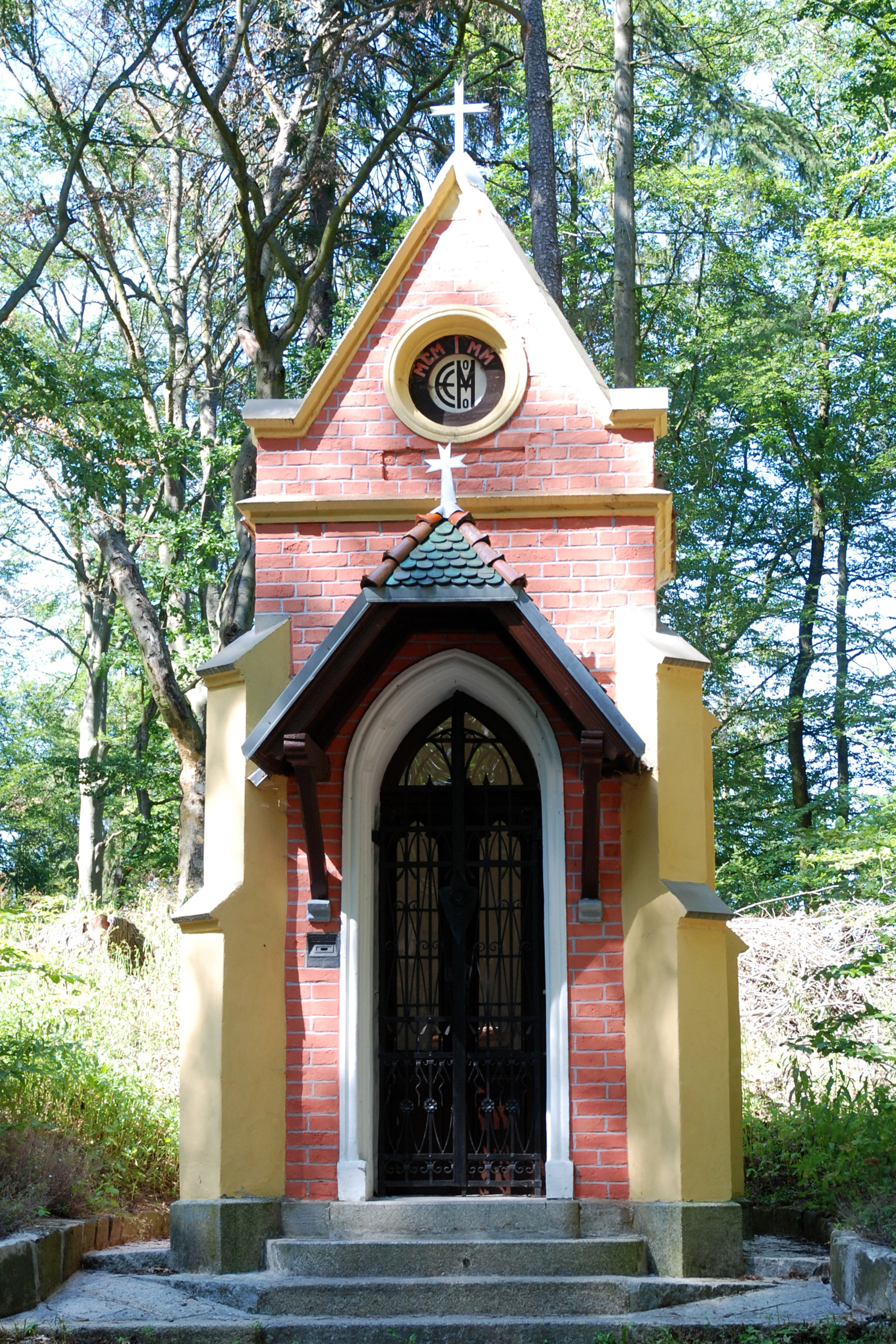
荆冕小堂
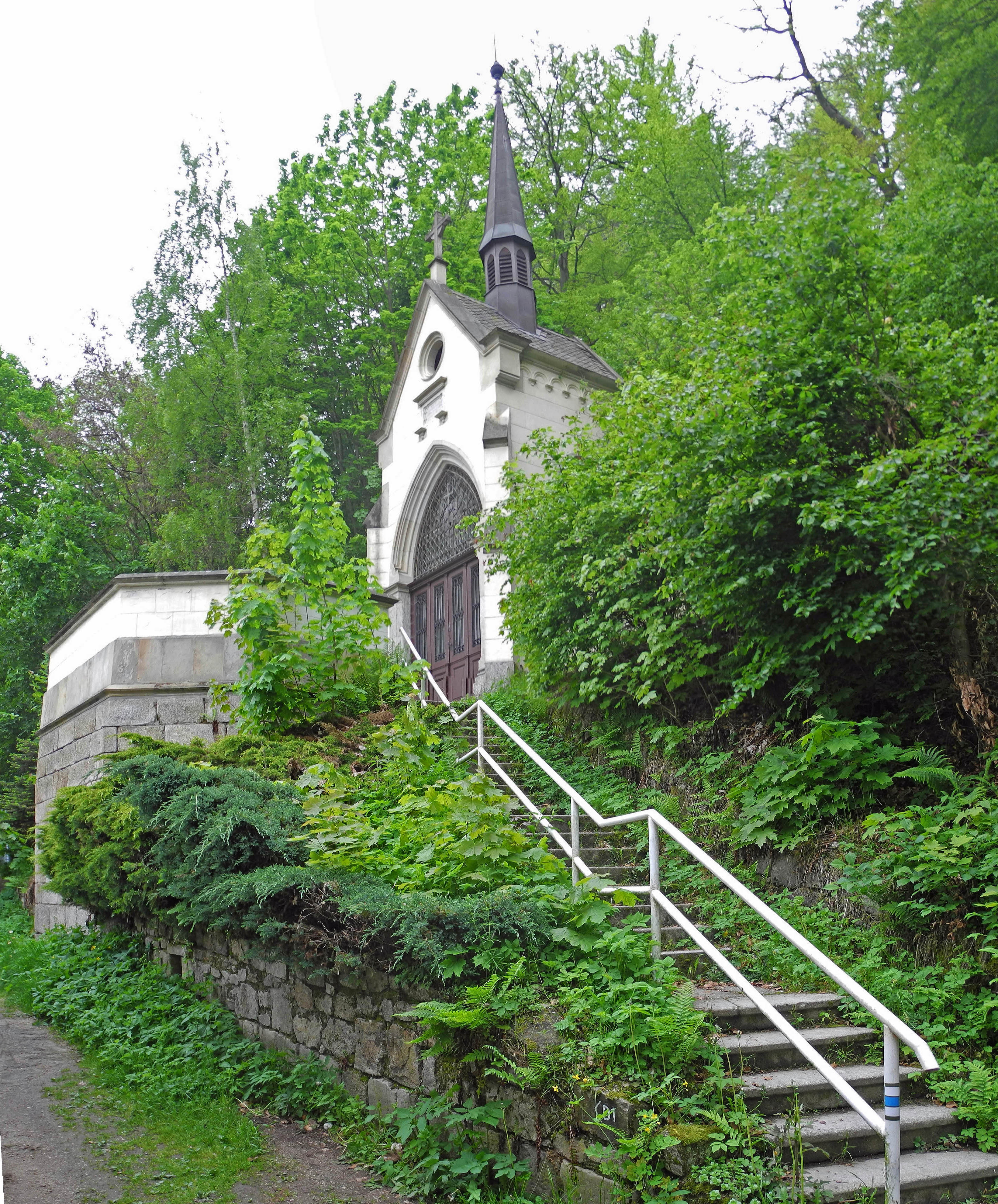
圣母小堂
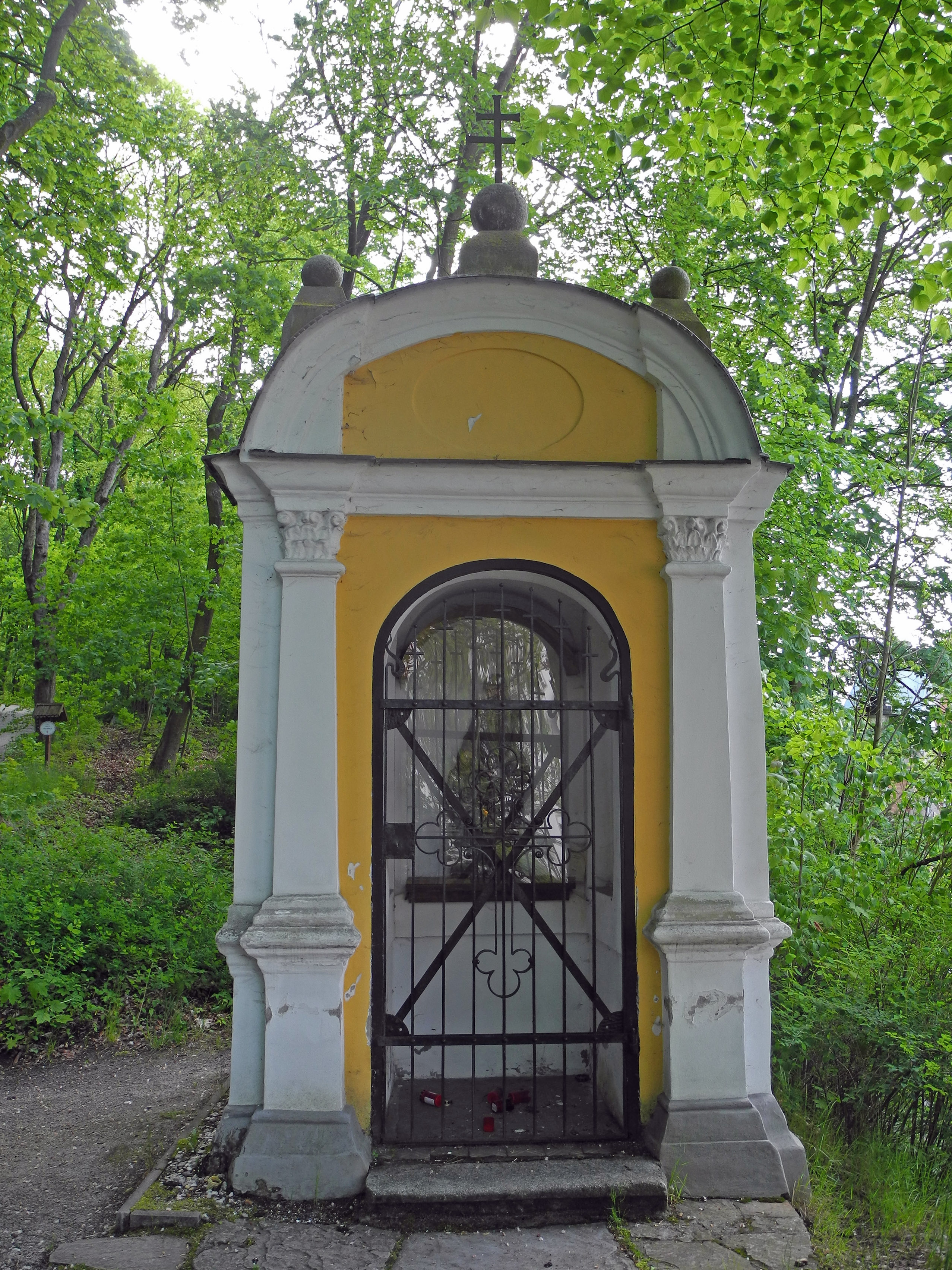
圣亚纳小堂
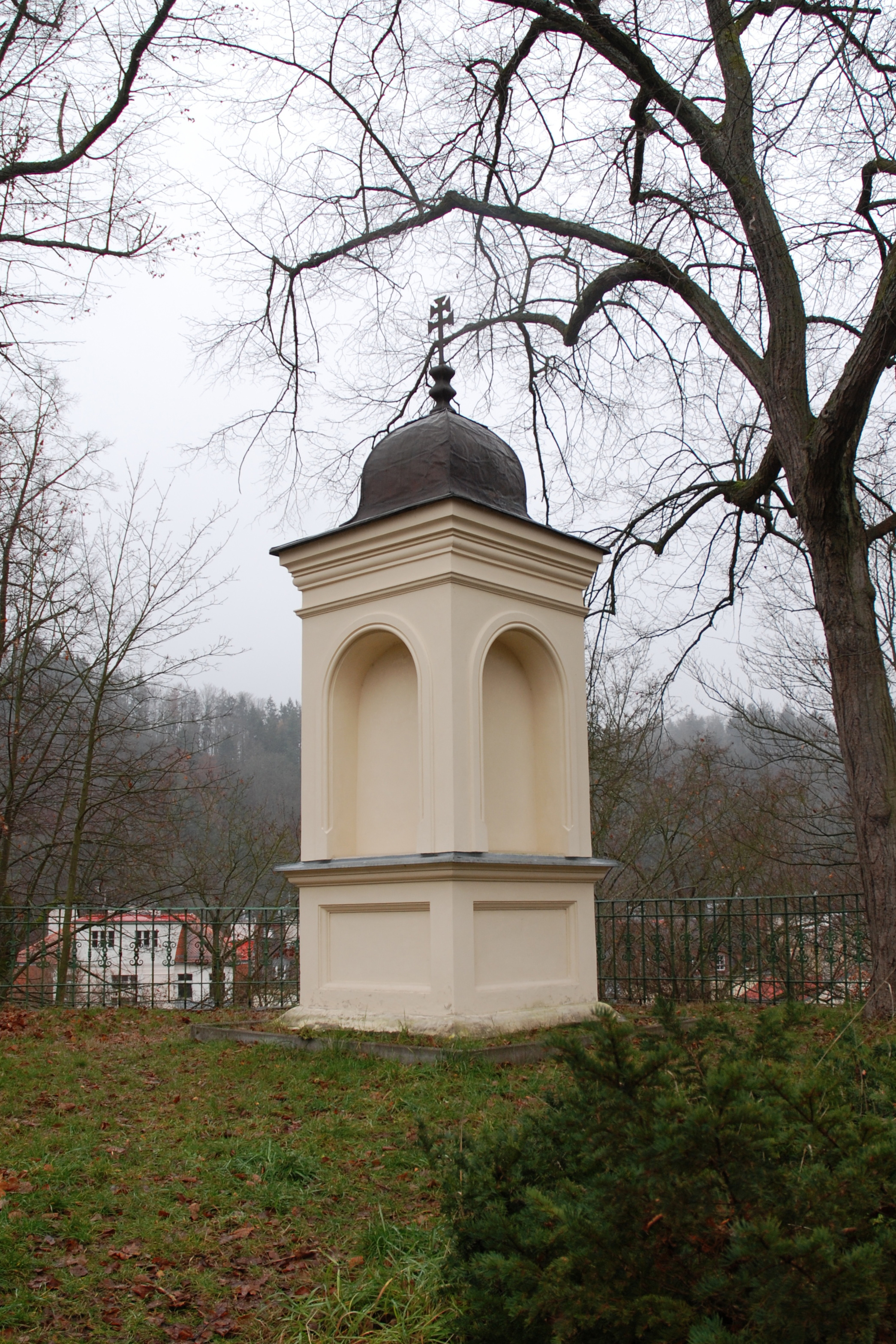
圣老楞佐小堂

#### 十字架
- 凯格列维奇十字架（Keglevičův kříž）
- 纪念十字架（Pamětní kříž）
- 彼得观景台（Petrova vyhlídka），彼得高地
- 罗昂十字架（Rohanův kříž）
- 纳米利和平十字架（Smírčí kříž – Na Milíři）
- 芬德拉特方尖碑附近和平十字架（Smírčí kříž – u Findlaterova obelisku）
- 三个十字架（Tři kříže）

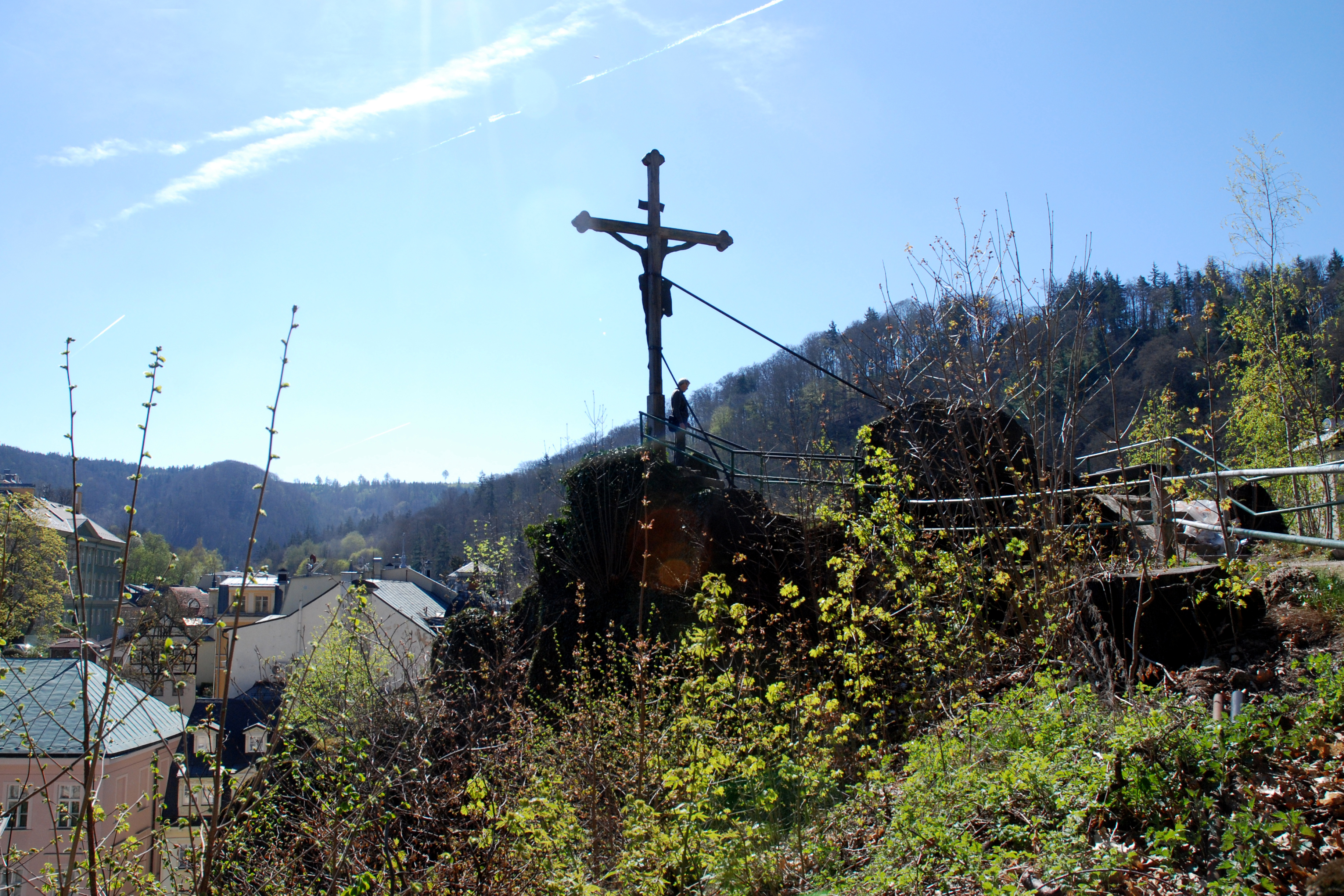
凯格列维奇十字架
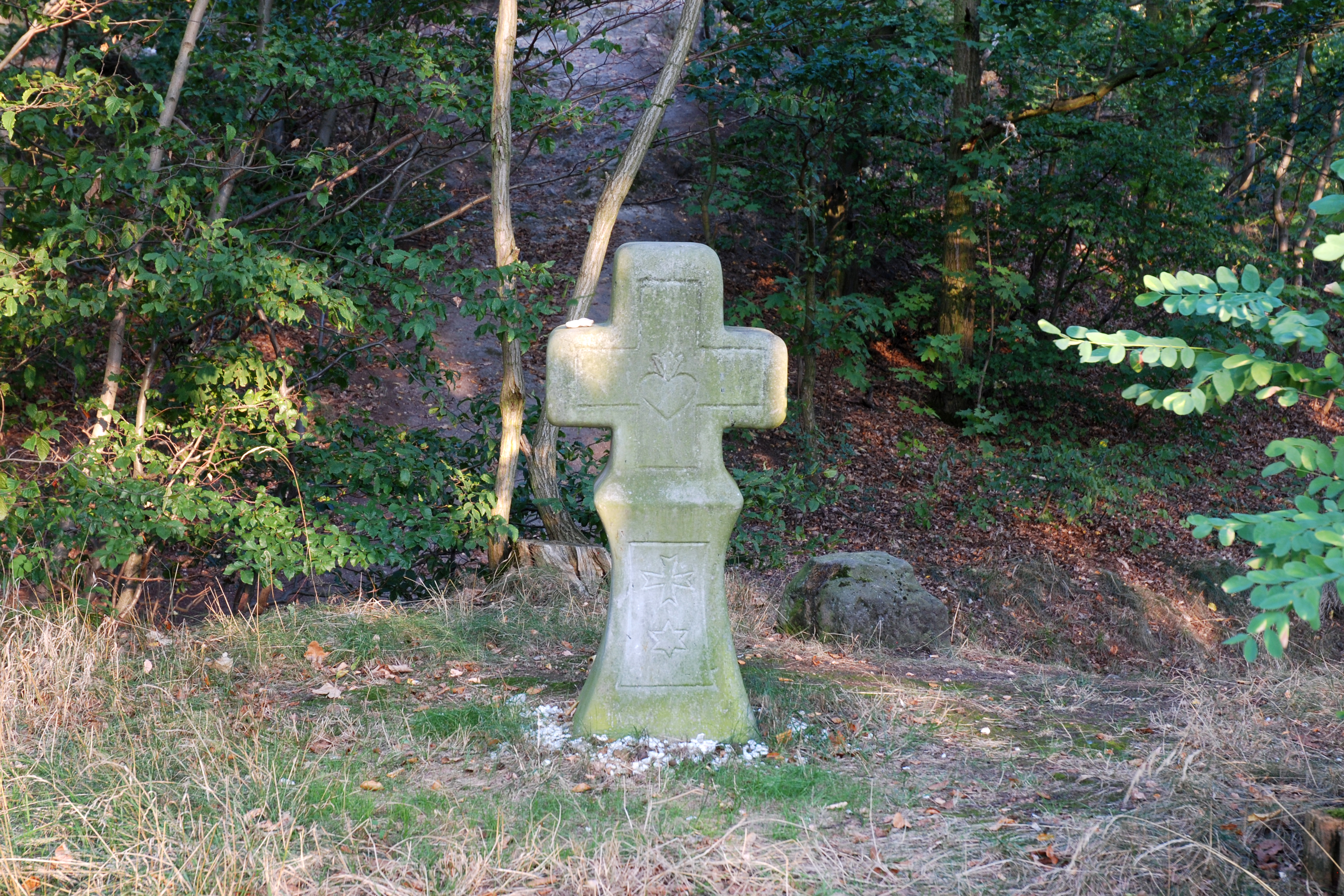
纪念十字架
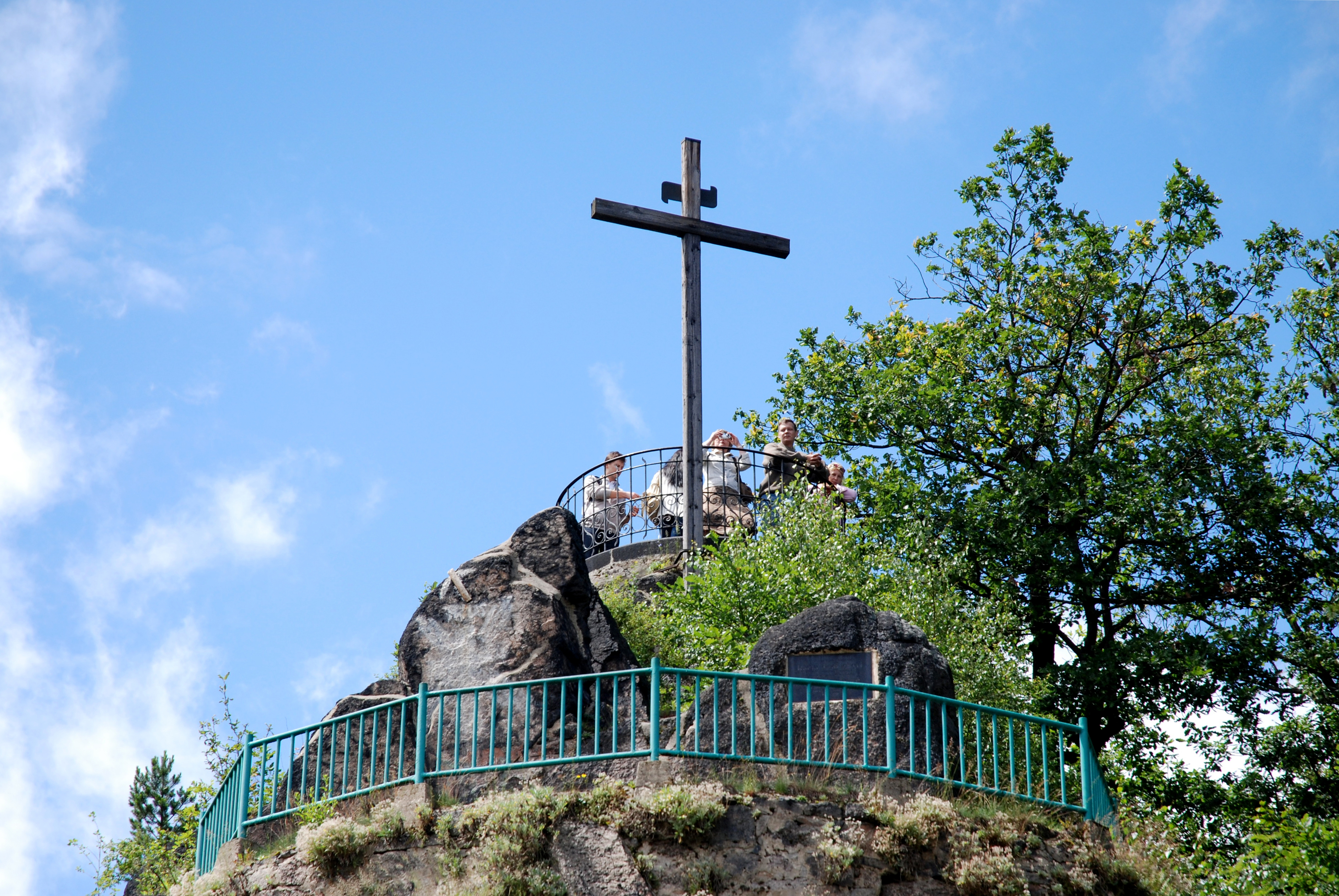
彼得观景台
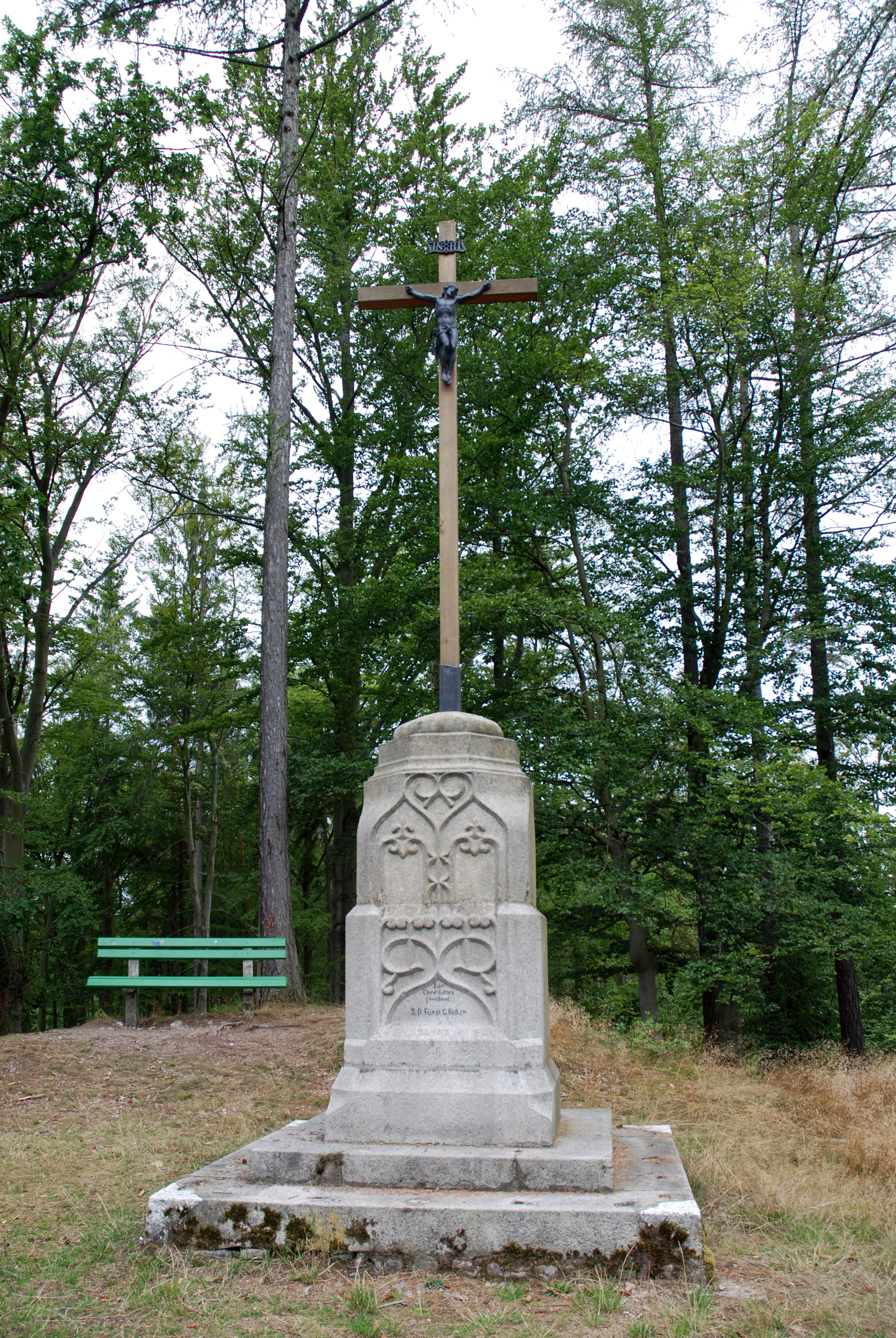
罗昂十字架
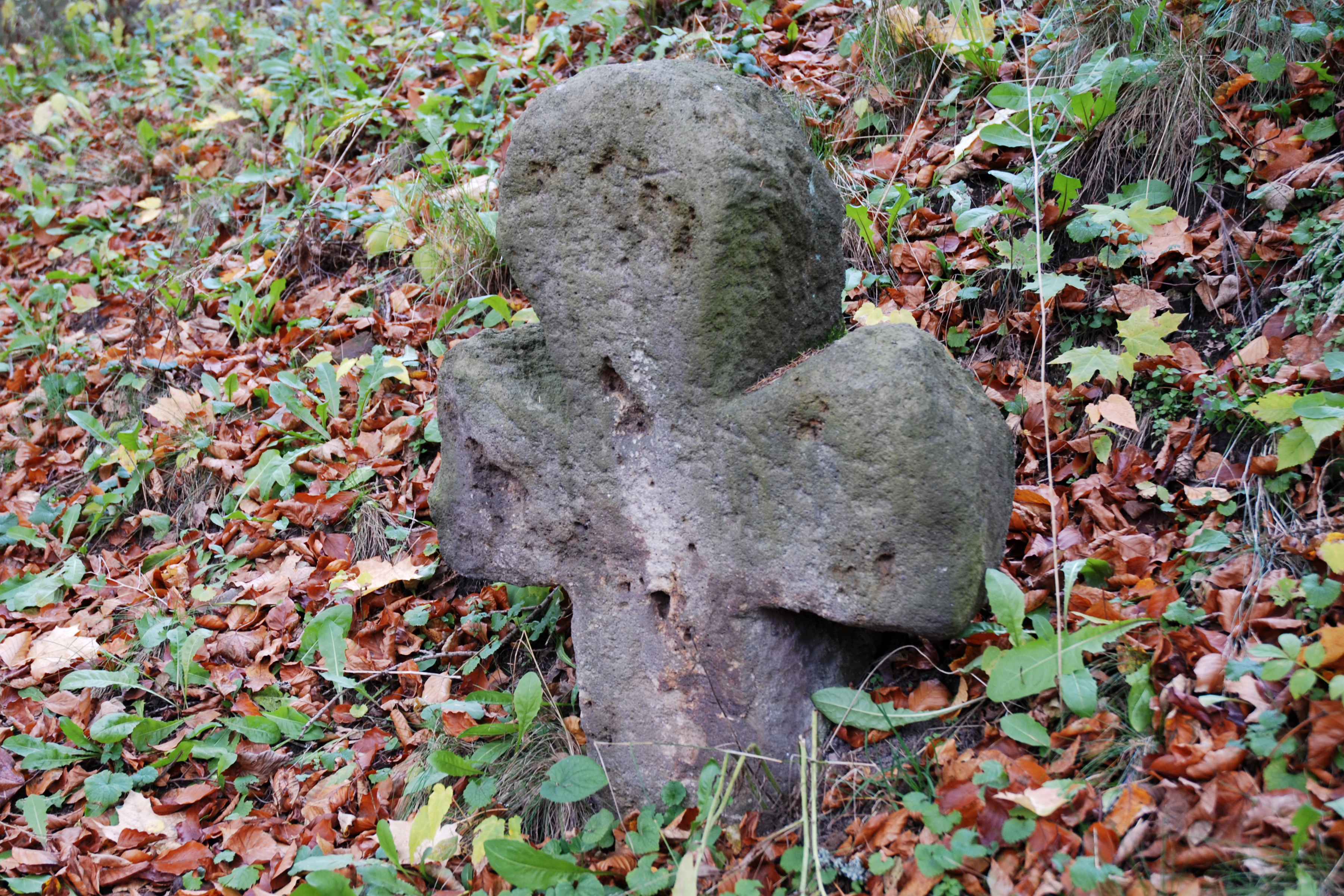
纳米利和平十字架
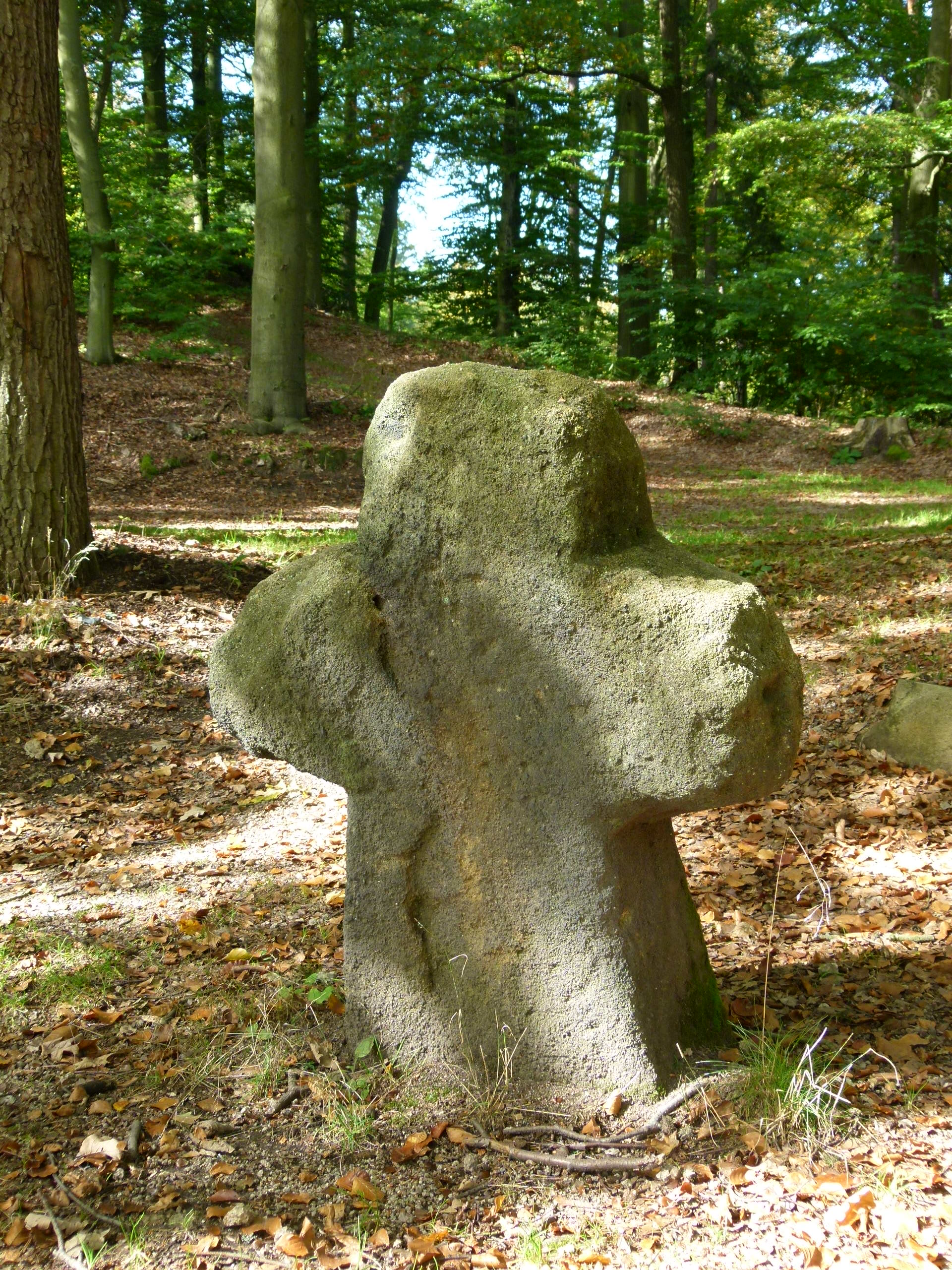
芬德拉特方尖碑附近和平十字架
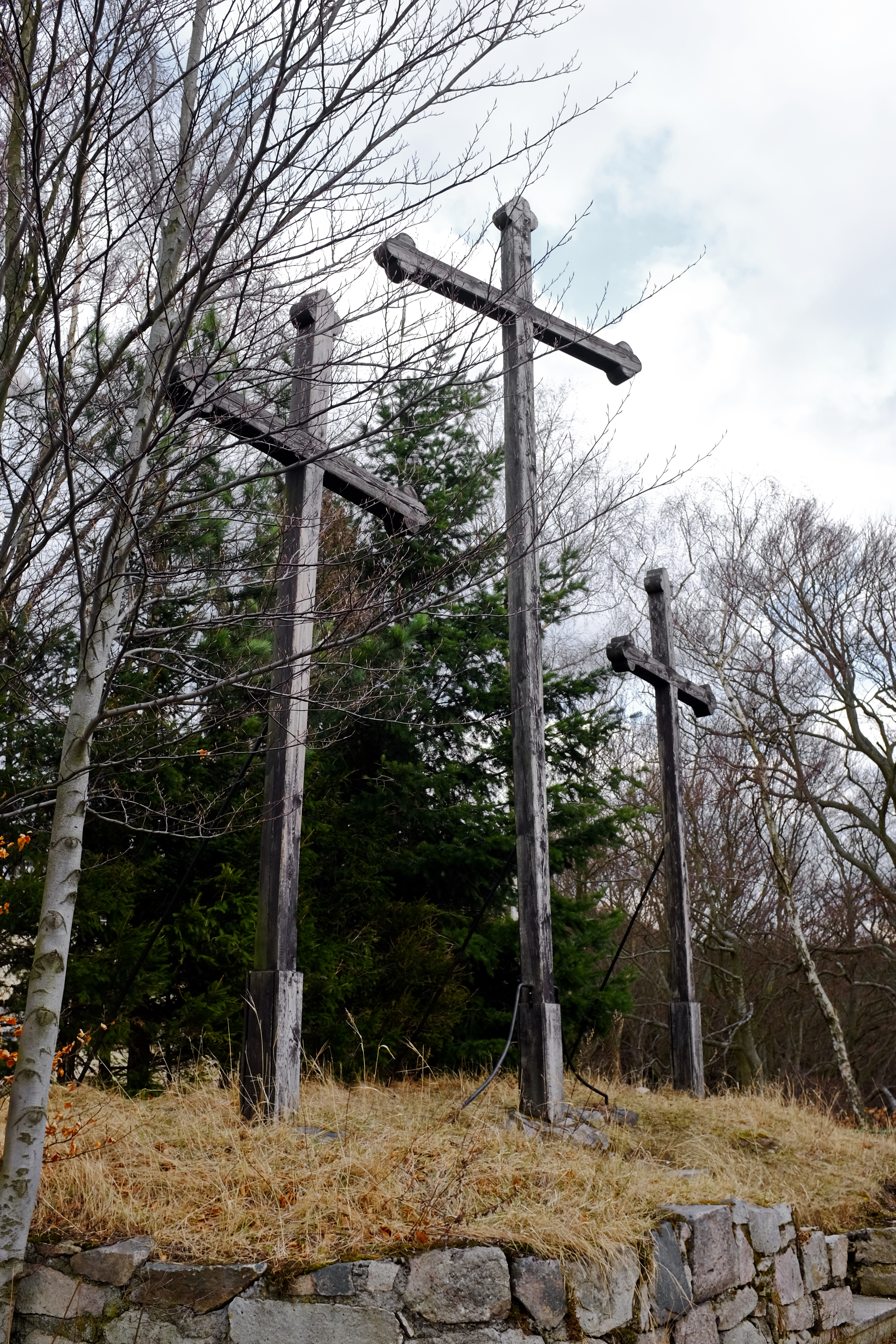
三个十字架

#### 雕像
- 圣伯尔纳铎雕像（Socha sv. Bernarda z Clairvaux）：位于磨坊柱廊附近
- 圣母无玷始胎像（Socha Panny Marie neposkvrněného početí）
- 臬玻穆的若望雕像（Socha sv. Jana Nepomuckého）
- 臬玻穆的若望雕像（Socha sv. Jana Nepomuckého）：1728年，保护文物
- 臬玻穆的若望雕像（Socha sv. Jana Nepomuckého）：靠近圣玛利亚玛达肋纳堂，保护文物
- 天主圣三雕像（Trojiční statue）：巴洛克风格

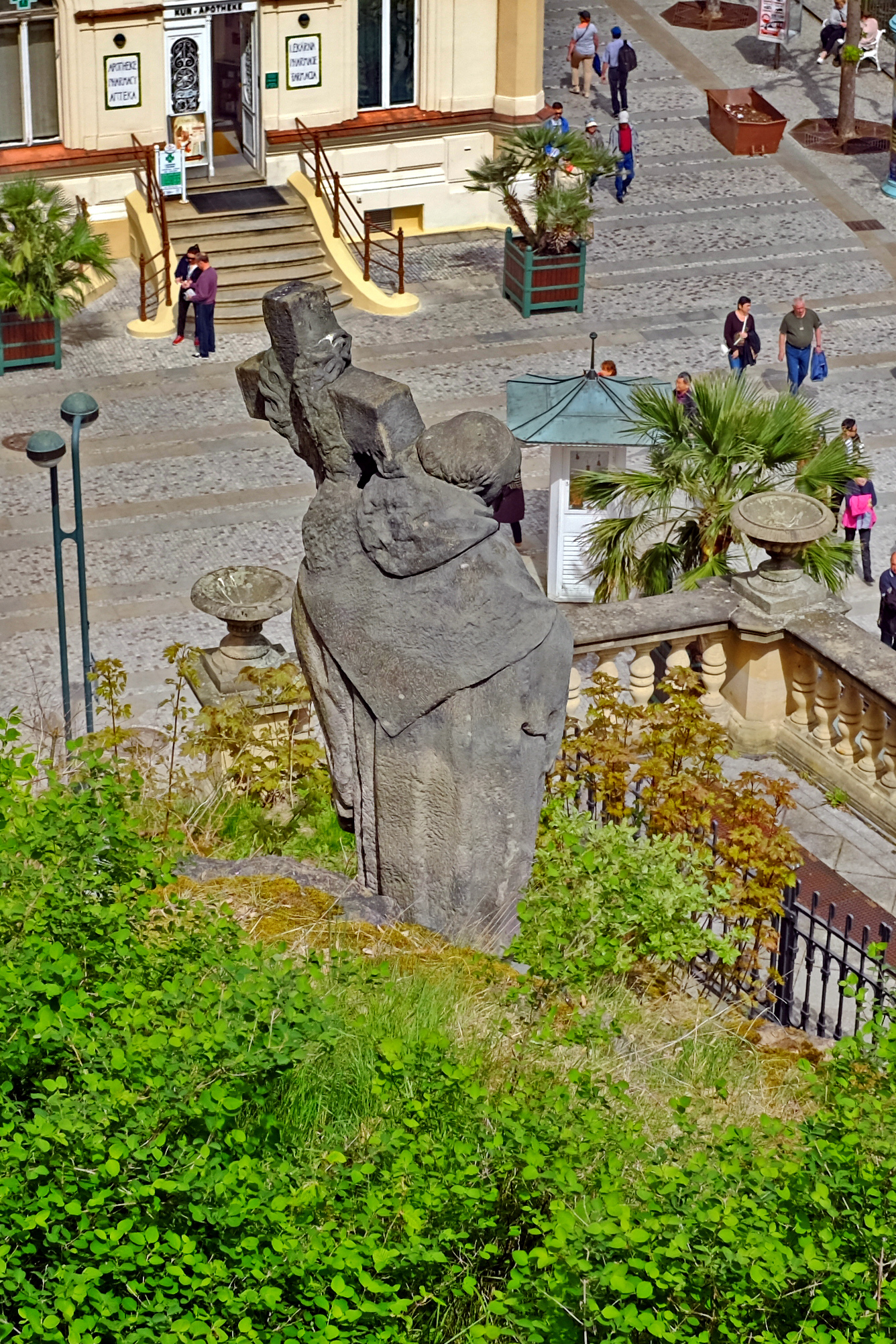
圣伯尔纳铎雕像
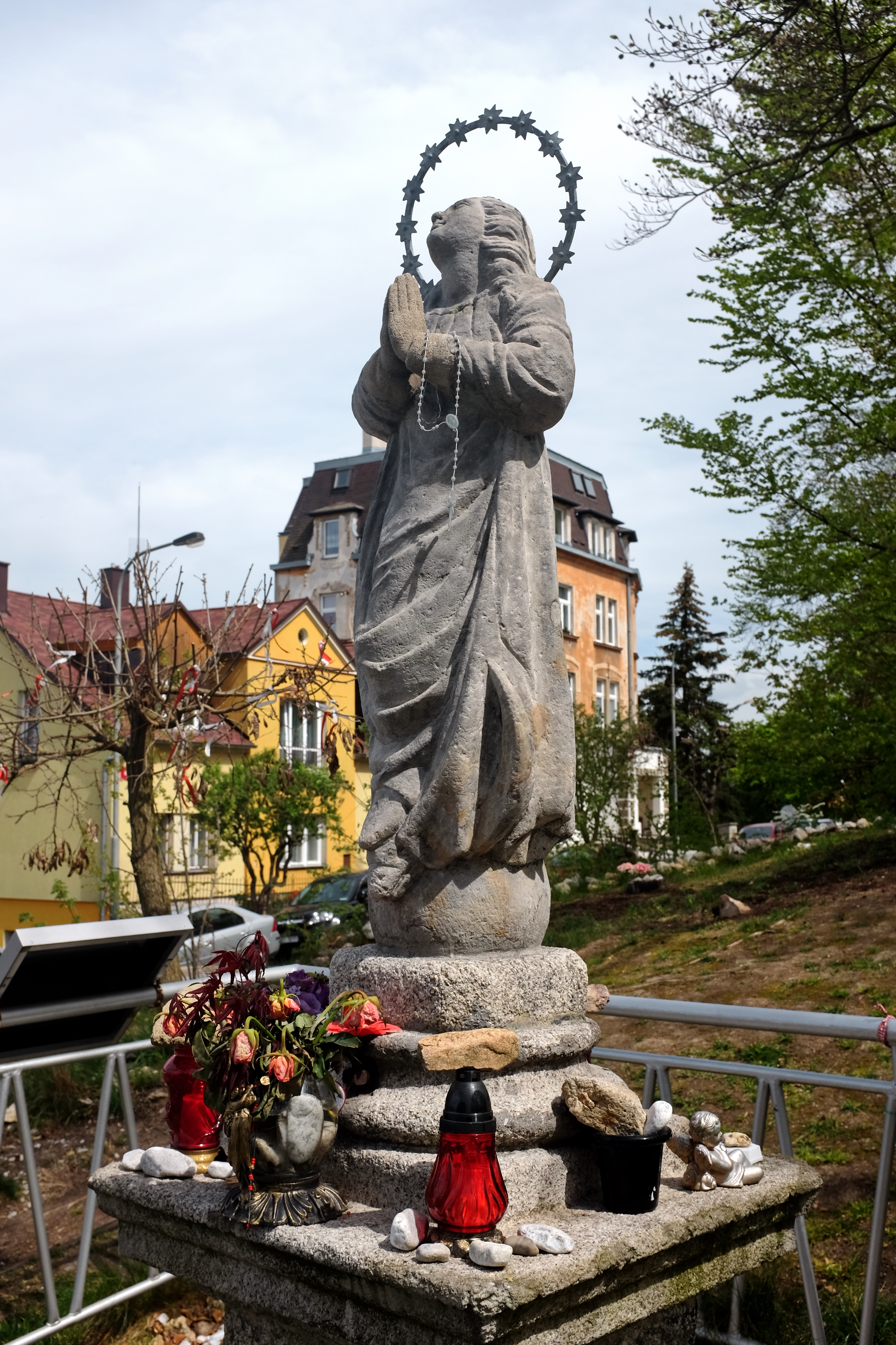
圣母无玷始胎像
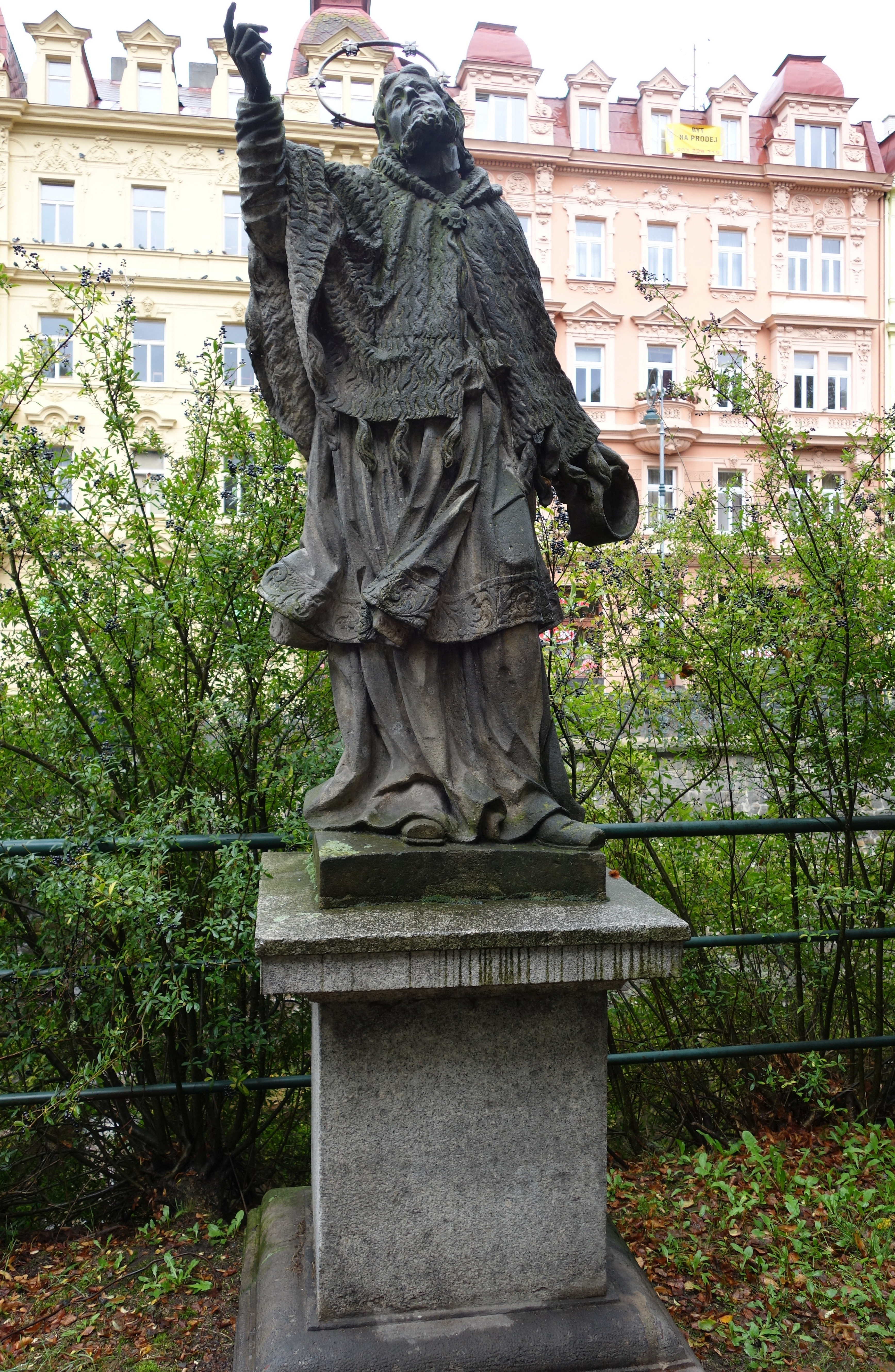
臬玻穆的若望雕像
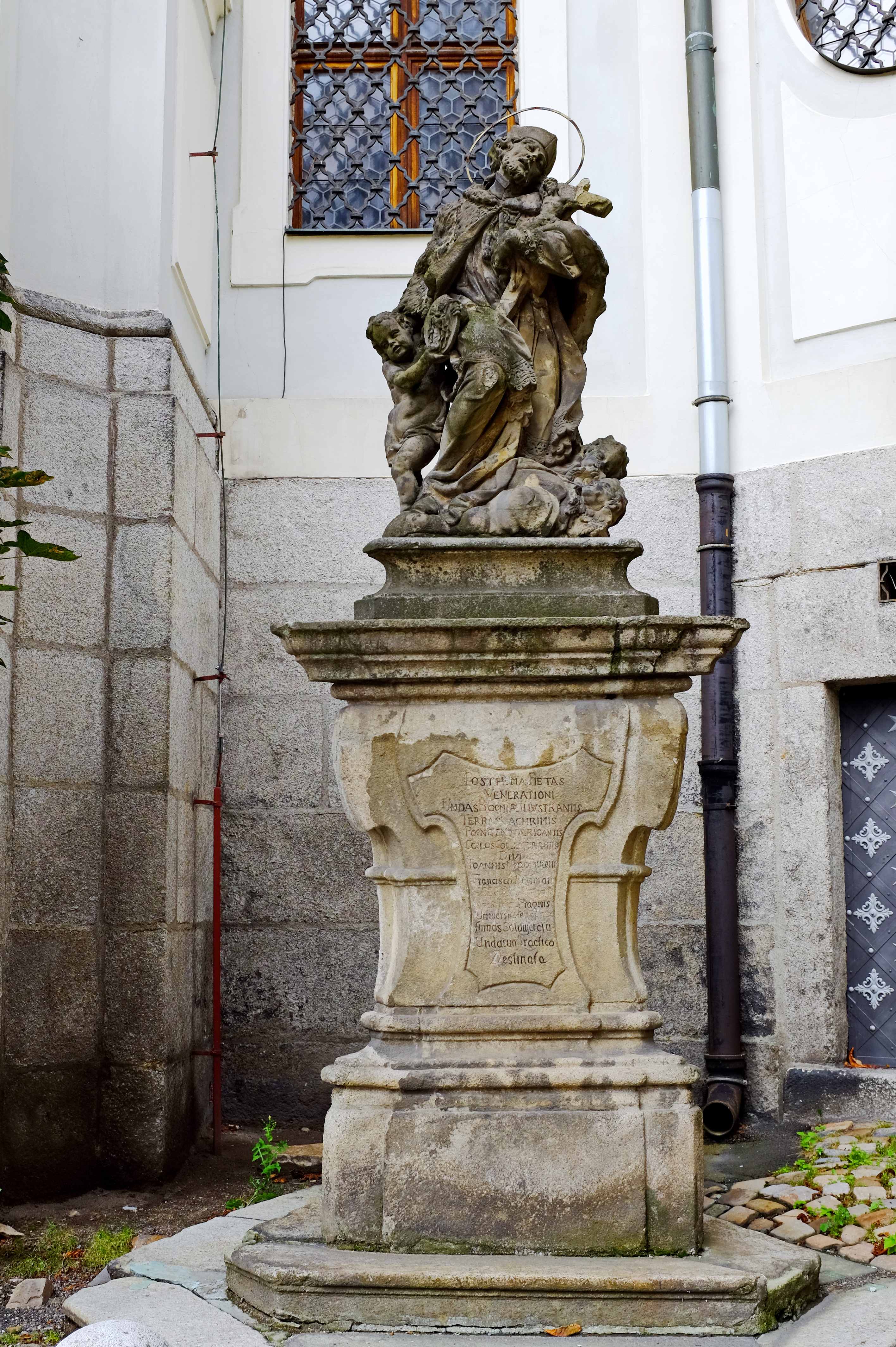
臬玻穆的若望雕像
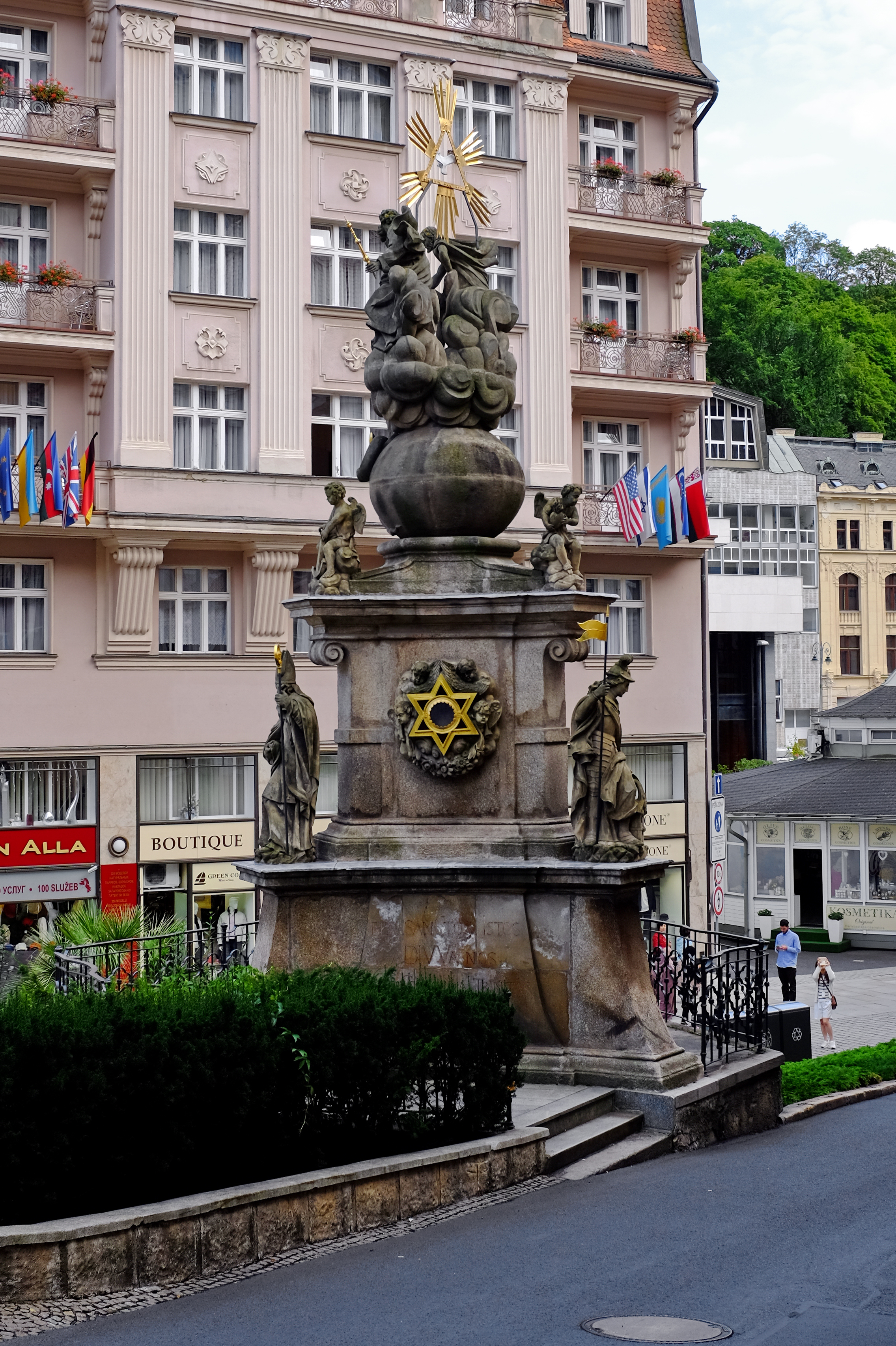
天主圣三柱

#### 墓地
- 犹太公墓（Židovský hřbitov）
- 中央公墓（Ústřední hřbitov），保护文物

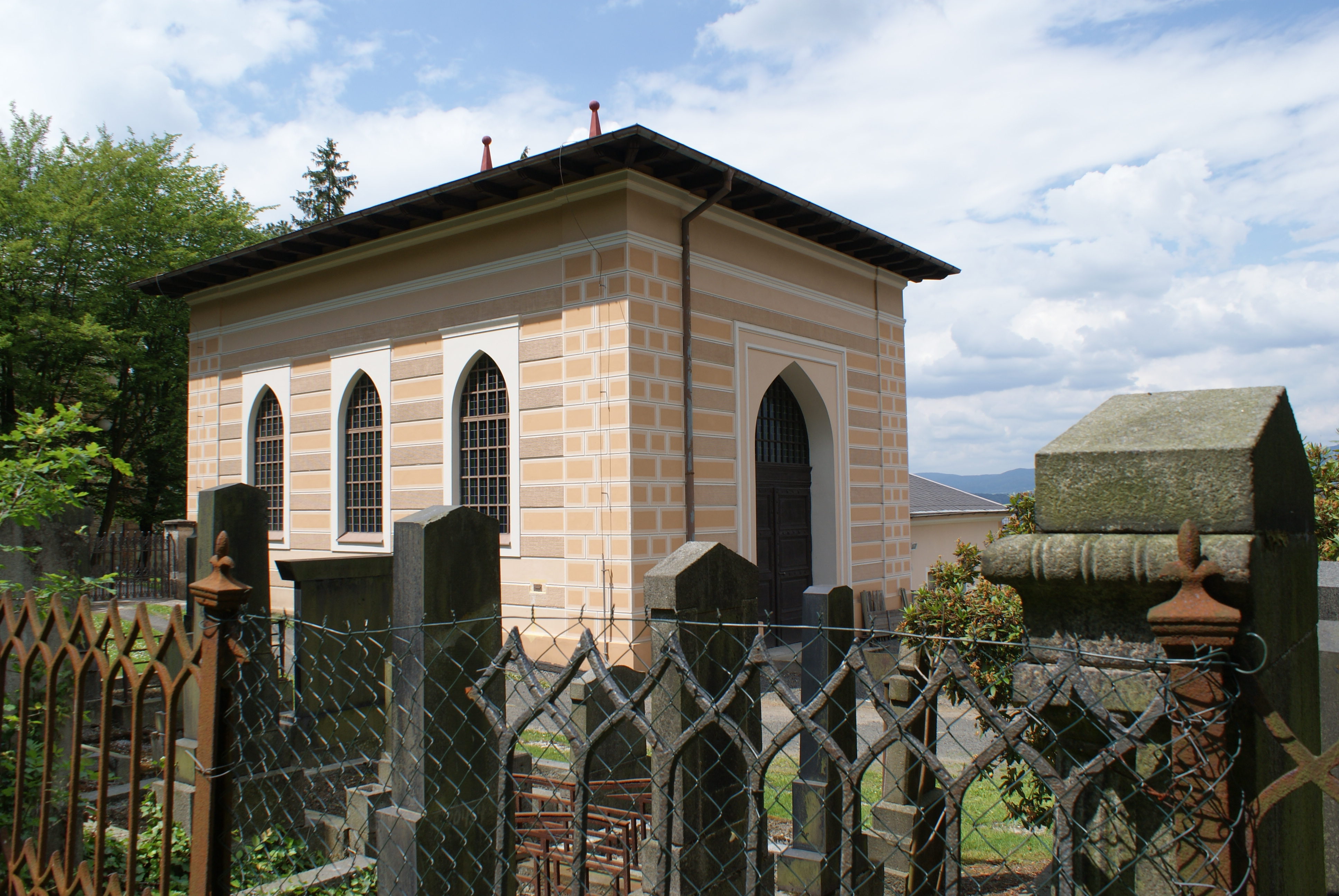
犹太公墓
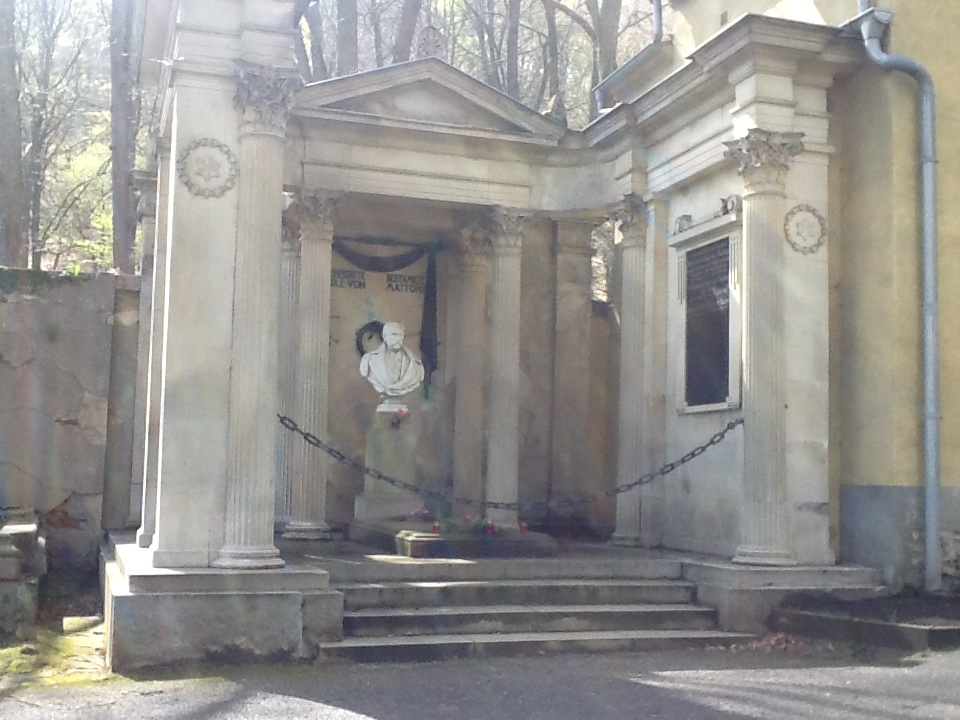
中央公墓

### 了望台
- 狄阿娜了望塔（Rozhledna Diana），1914年
- 阿贝格了望塔（Rozhledna Aberg），1905年
- 查理四世观景台（Vyhlídka Karla IV.），1877年
- 歌德观景台（Goethova vyhlídka），1889年

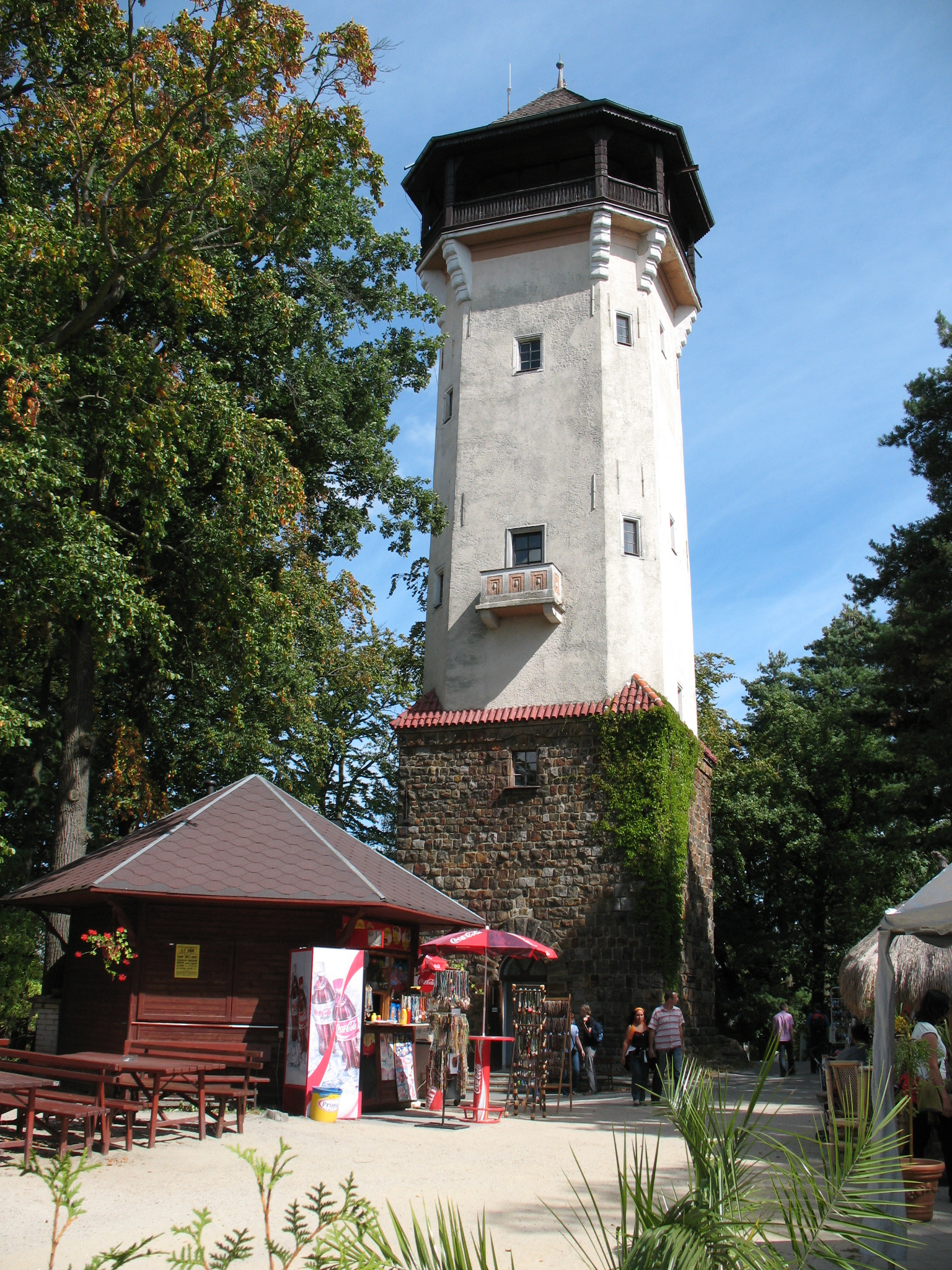
狄阿娜了望塔
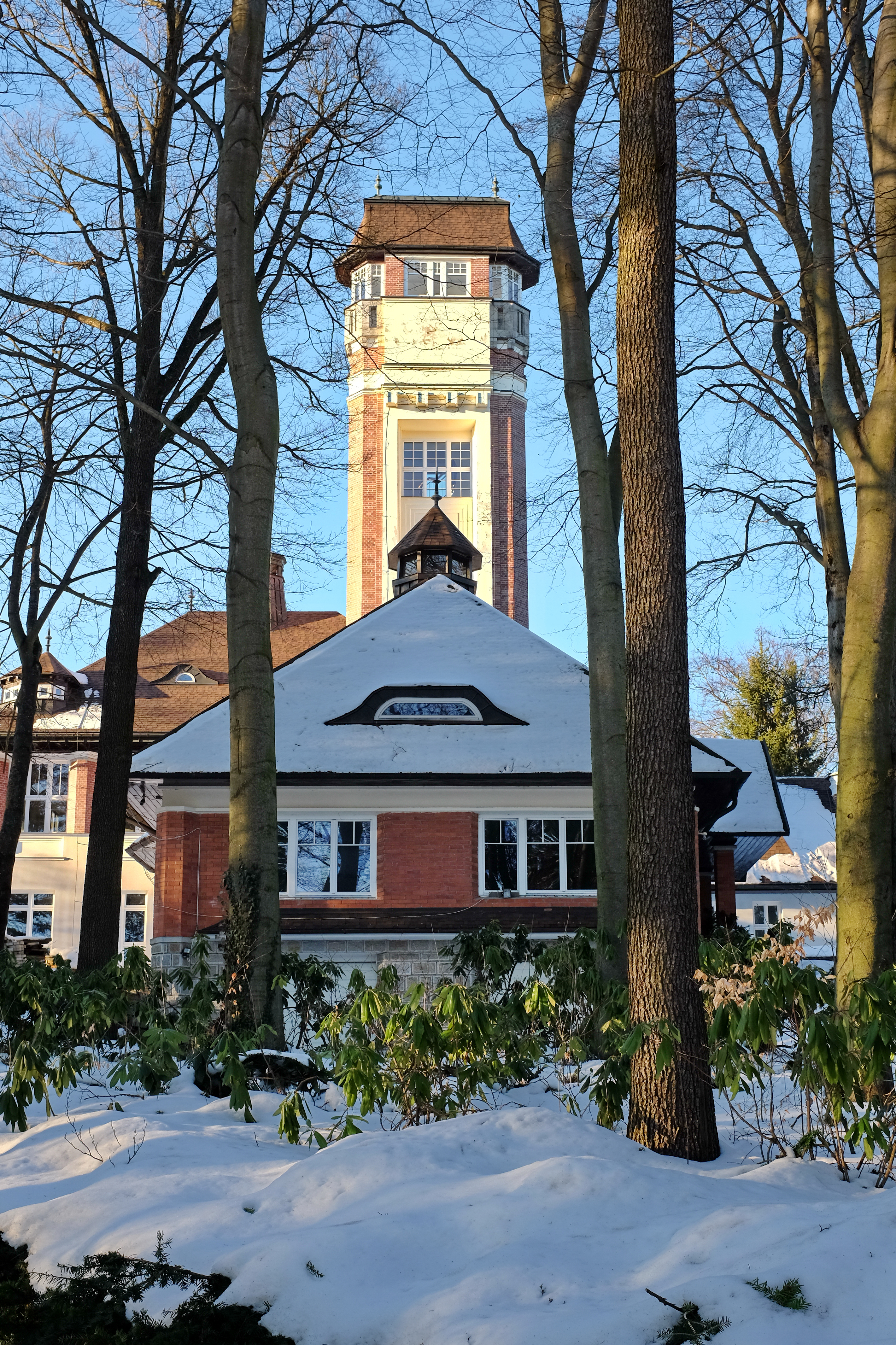
阿贝格了望塔
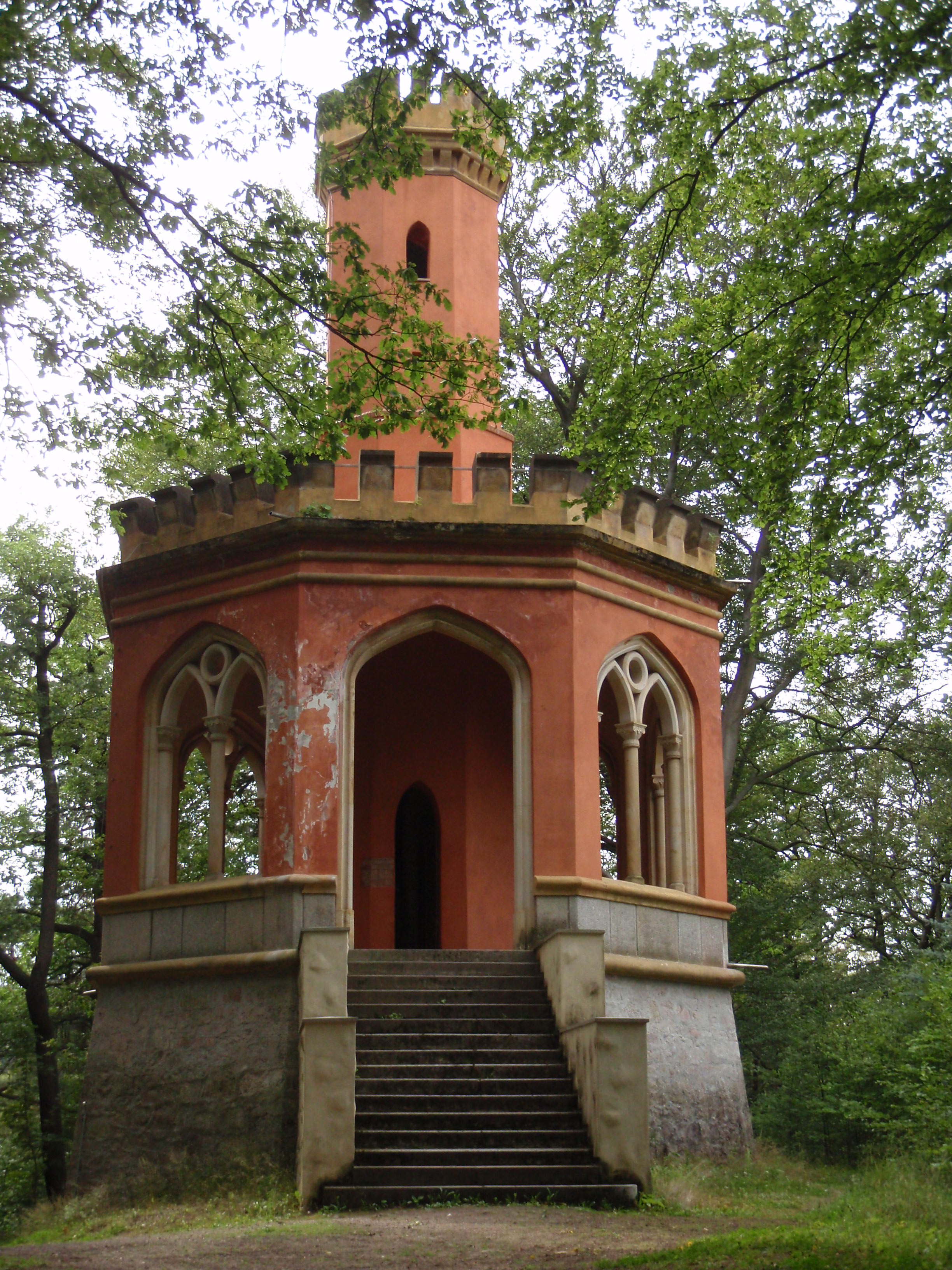
查理四世观景台
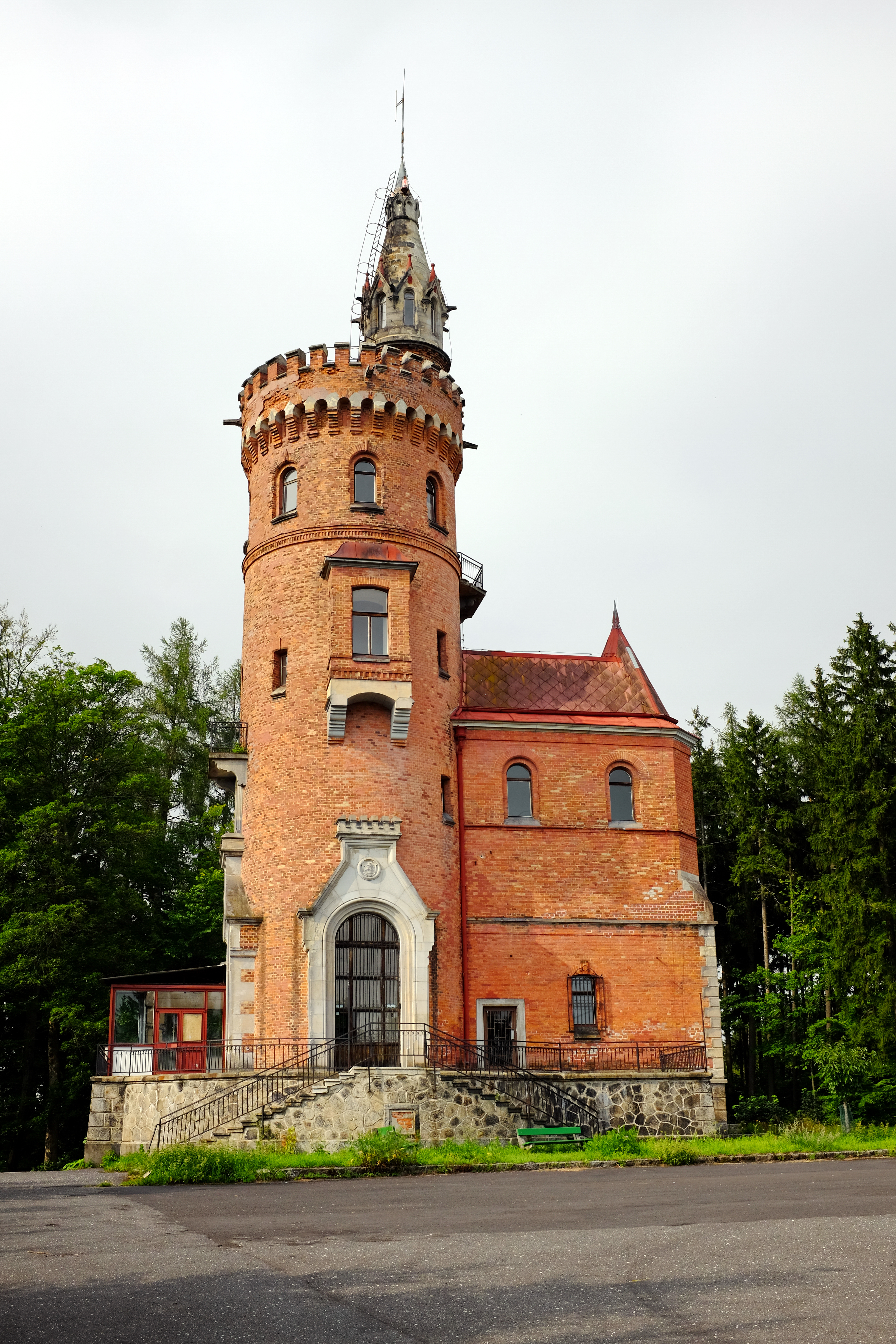
歌德观景台

- 迈尔观景亭（Mayerův gloriet）：有时称为麋鹿跳台了望台（vyhlídka Jelení skok），是一个休息的地方，有一个凉亭眺望城市。[4]
- 卡姆齐克雕像（Socha Kamzíka），麋鹿跳台（Jelení skok），1851年，雕塑家奥古斯特·基斯（August Kiss）应吕佐男爵（Baron Lützow）的请求创作。[4]
- 奥托柱（Ottův sloup）位于奥托高地（Ottově výšině），在19世纪，希腊第一位国王奥托一世曾五次造访卡罗维发利。1852年，在奥托一世国王的见证下，在了望台附近竖立了带有球和镀金十字架的花岗岩柱。2008年重建。了望台可以看到市中心的景色。[5]

### 酒店
- 普普大饭店（Grandhotel Pupp） – 其历史始于18世纪初，当时安东·德伊姆（Anton Deiml）建造了一座“萨克森厅”，由萨克森选帝侯奥古斯特二世出资。几年后，下任市长建造了“波西米亚厅”。18世纪下半叶，糖果师约翰·格奥尔格·普普买下了波西米亚厅，他的孙子在1890年又买下萨克森厅，将其与波西米亚厅相连，由维也纳建筑师费尔纳和埃尔梅将其改建为巴洛克风格的普普大饭店。[4]
- 贝塞达酒店（Dům Beseda）：这是一座与卡罗维法利捷克社区的起源有历史联系的住宅，于19世纪下半叶成立了贝塞达斯拉夫协会。20世纪初又建成贝塞达酒店，拥有酒店客房、餐厅和啤酒屋。慕尼黑协议签署后，协会的活动终止，酒店改建为帝国公寓[6]。
- 帝国酒店（Hotel Imperial）建于1912年，
- 帕拉茨基酒店（Hotel Palacký）位于特普拉河左岸水疗中心的右侧。 它是当地最古老的建筑之一，建于18世纪中叶。[7]
- 大使大酒店（Grandhotel Ambassador）：原名“国民之家”（Národní dům），新艺术运动风格，具有新文艺复兴和新哥特式元素，由维也纳的费尔纳与埃尔默建筑师事务所（Fellner a Helmer）于1899年至1900年设计，于1901年建成，工期不到一年。20世纪30年代，酒店成为该市的财产，称为“国民之家”。20世纪90年代，酒店私有化，然而新业主与城市之间的法律纠纷，一直持续到2010年。2011-2015年进行了大规模重建[8]。现已恢复开设餐厅、咖啡厅和社交厅。外立面的壁画是维也纳画家马克斯·库兹韦尔和威廉·莱斯特创作的城市军事历史场景。
- 里士满公园酒店（Parkhotel Richmond）–19世纪初，磨坊重建为“Schönbrun”咖啡馆，19世纪和20世纪初扩建成为一家酒店。此后这座建筑经历了几次改建，其中最近一次发生在1998年至2005年之间。[9]
- 大西洋皇宫酒店（Hotel Atlantic Palace）：前身为大西洋水疗中心，建于20世纪初，装饰风艺术风格
- 邮局（Poštovní dvůr），建于1781年，古典主义风格，1810年以帝国风格重建

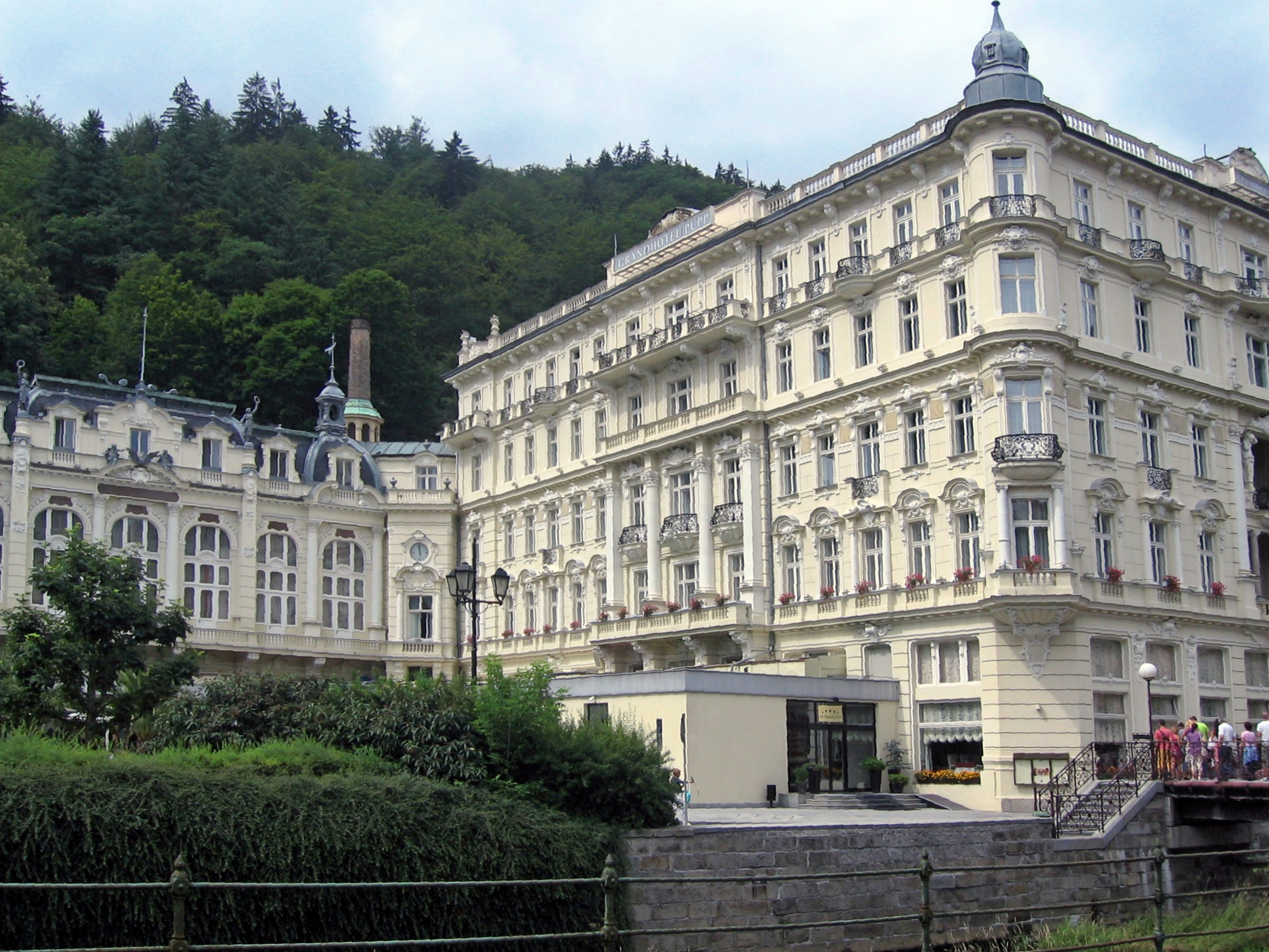
普普大饭店
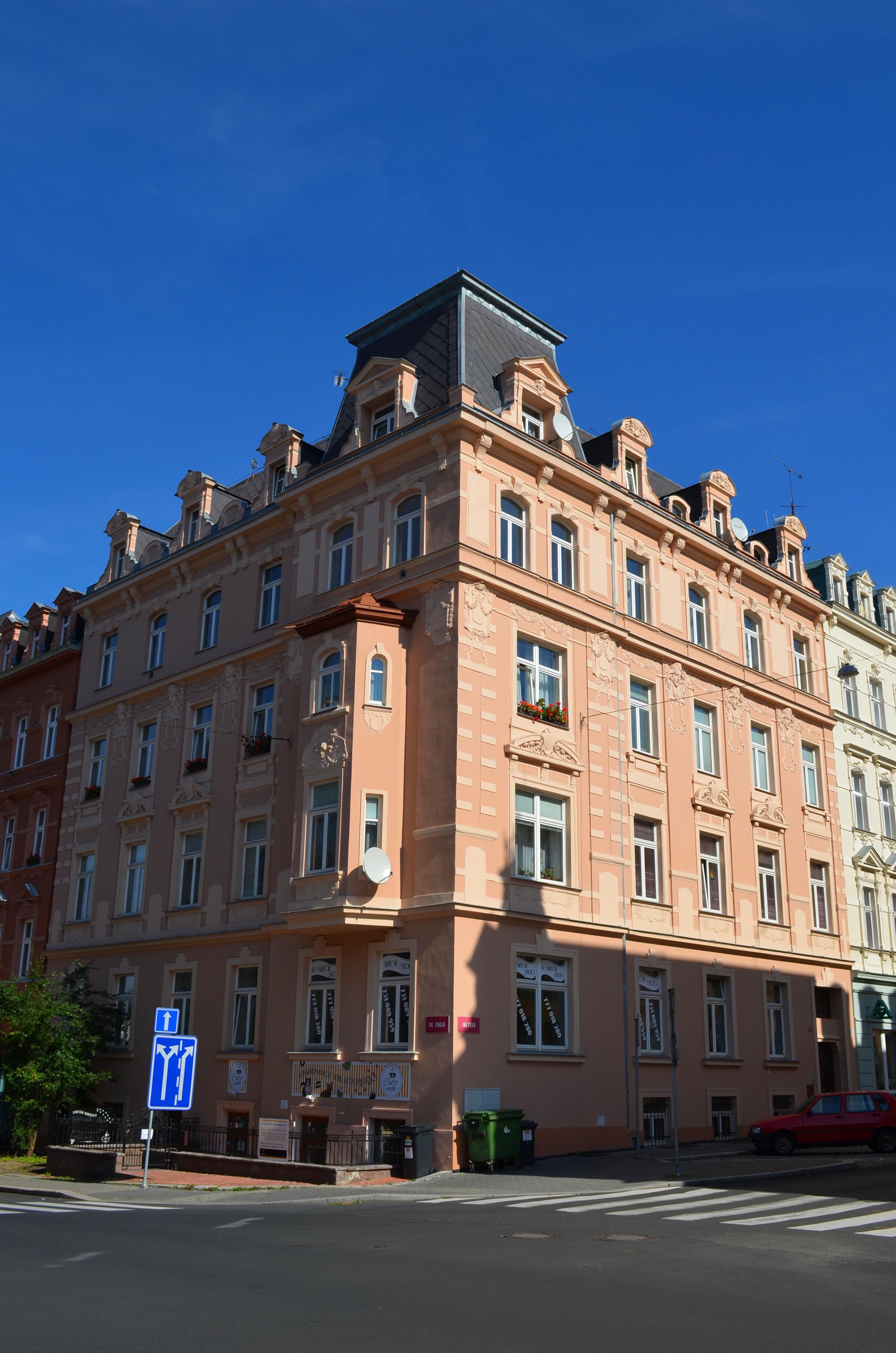
贝塞达酒店
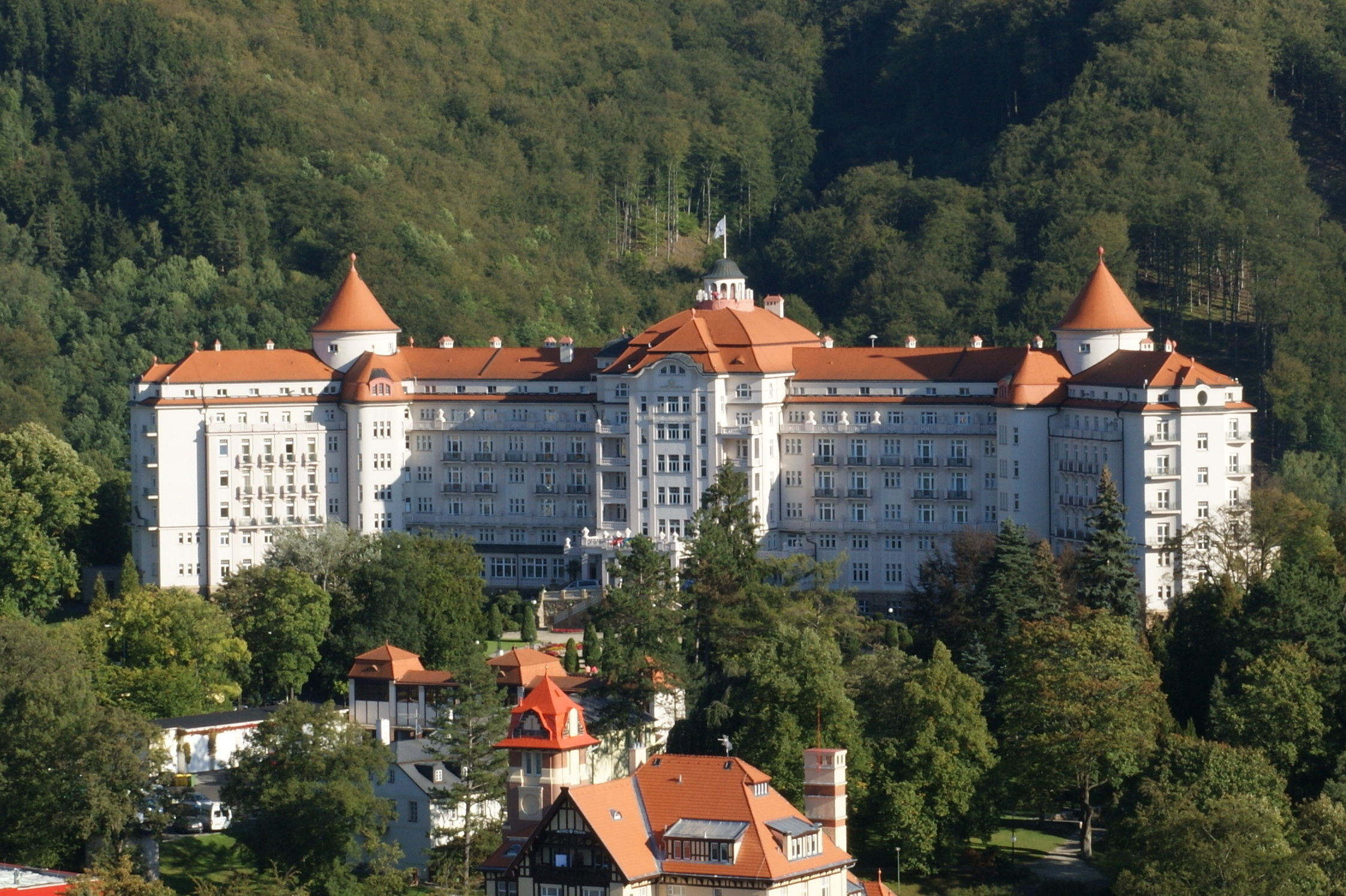
帝国酒店
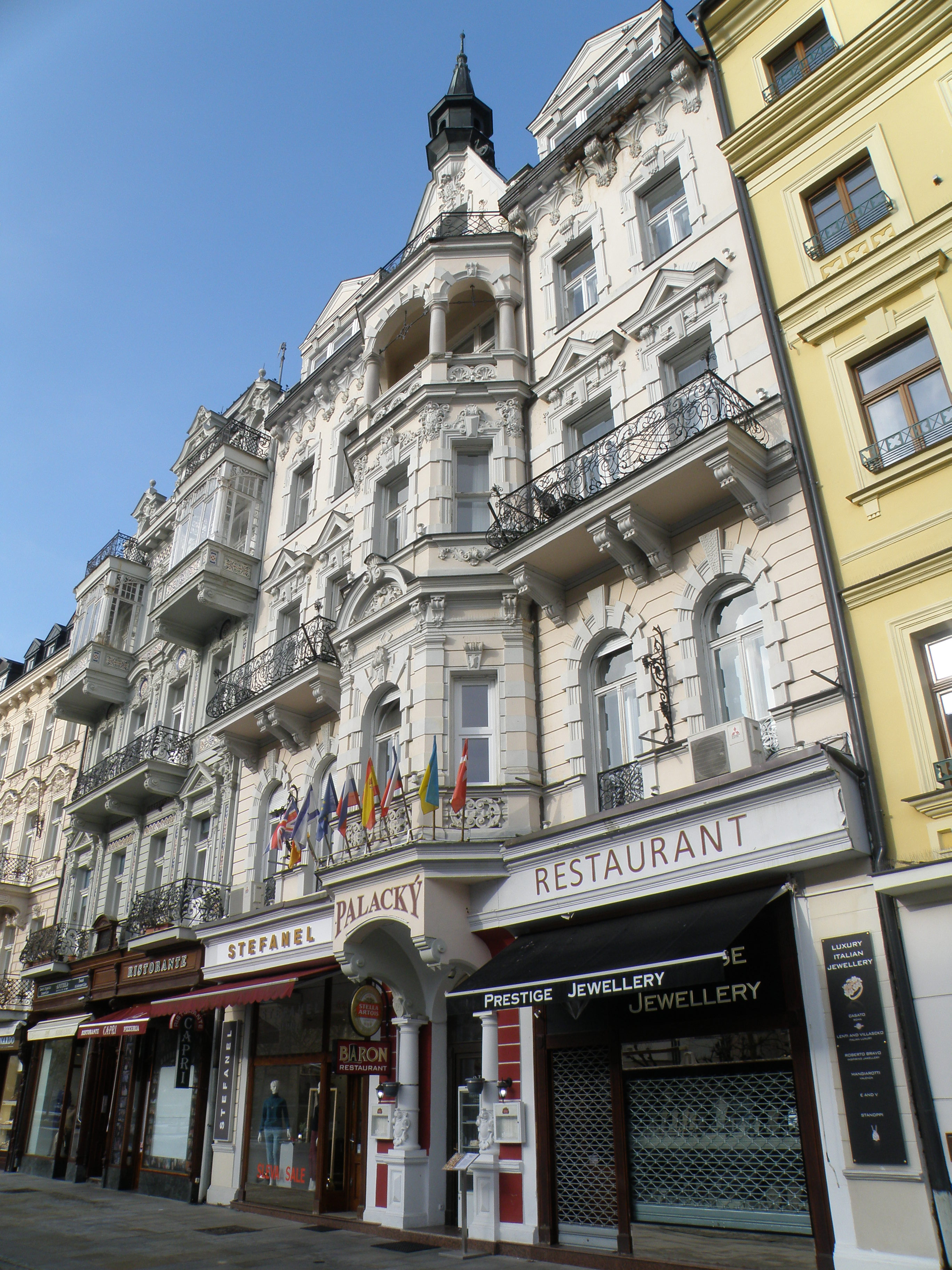
帕拉茨基酒店
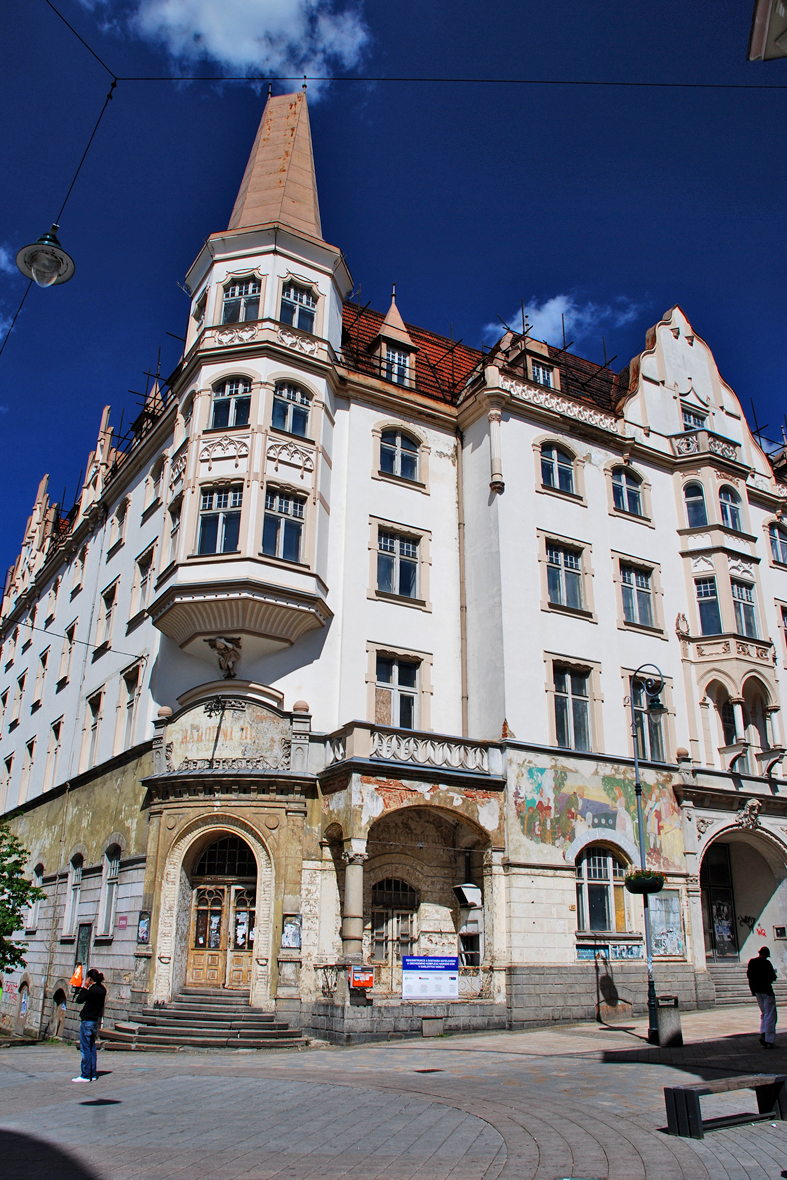
大使大酒店
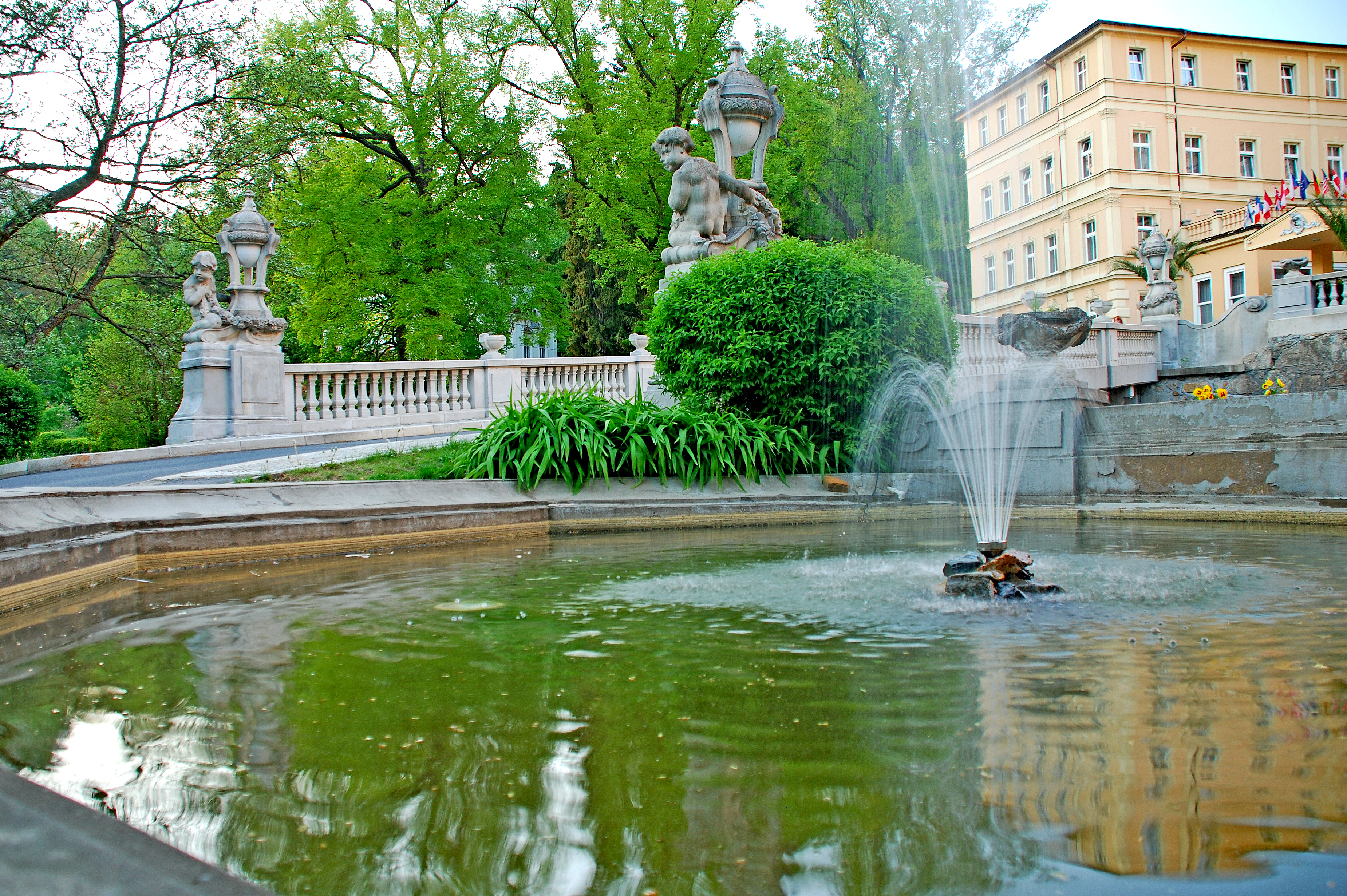
里士满公园酒店

### 其他景点
- 热温泉酒店（Hotel Thermal）：室外游泳池自2015年起关闭，[10] 2019年起开始大规模重建。酒店于2021 年6月重新开放，游泳池于2021 年8月重新开放。计划于2022年夏季完成重建主要阶段。

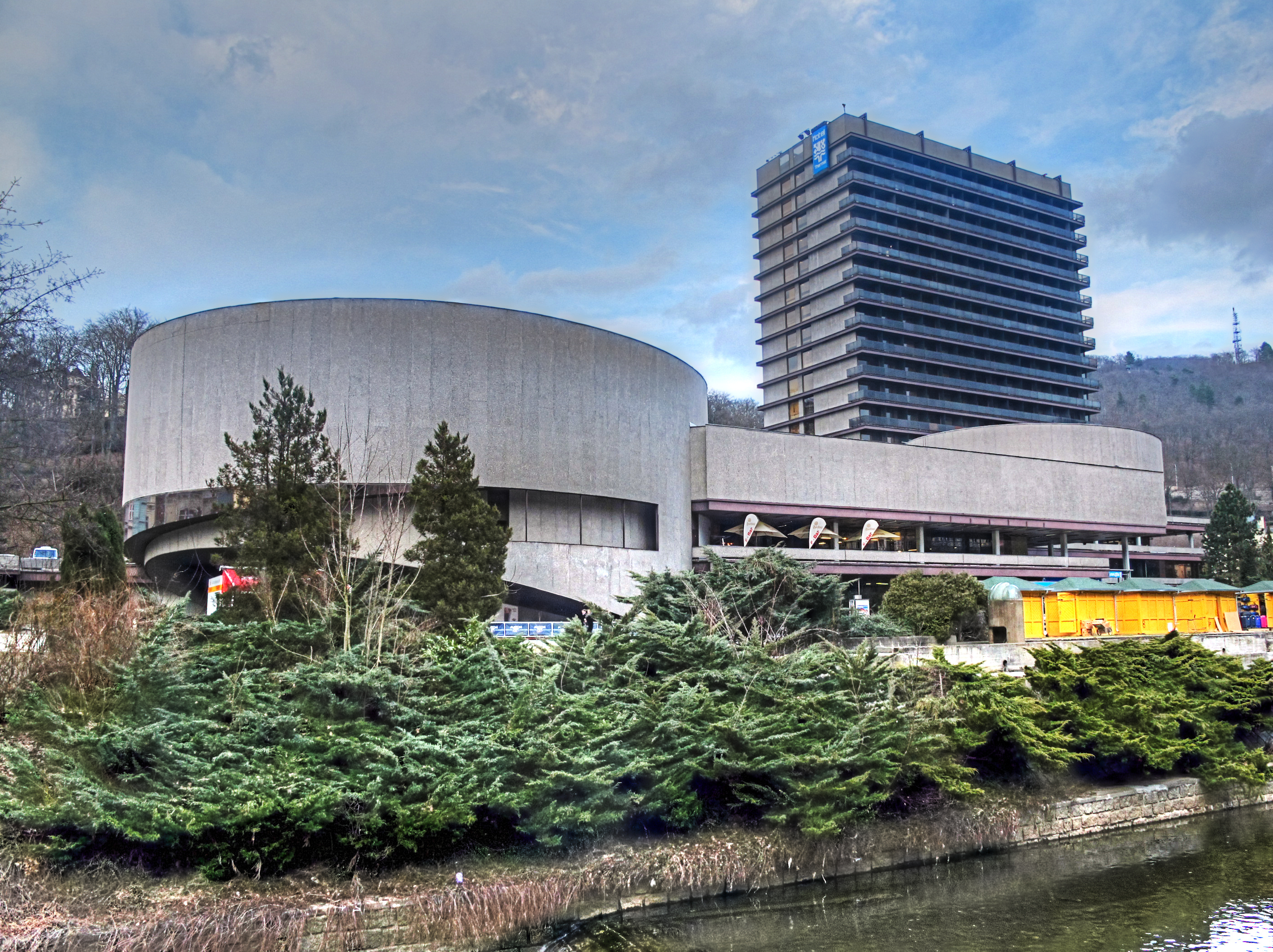
热温泉酒店
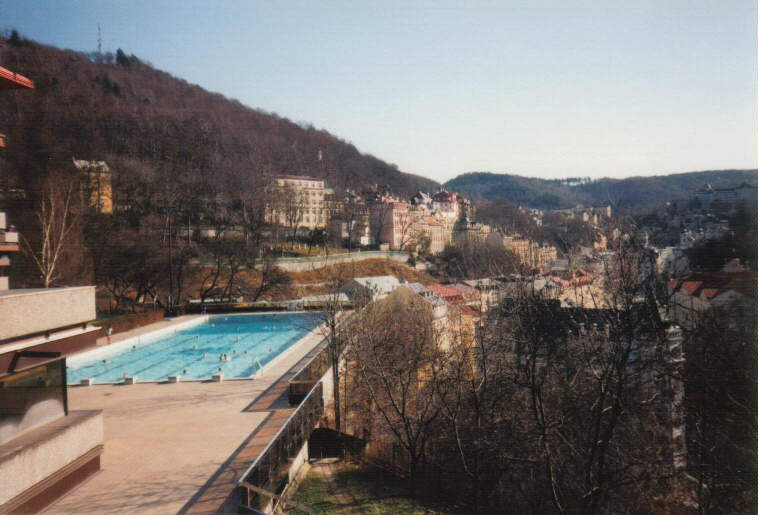

## 名人

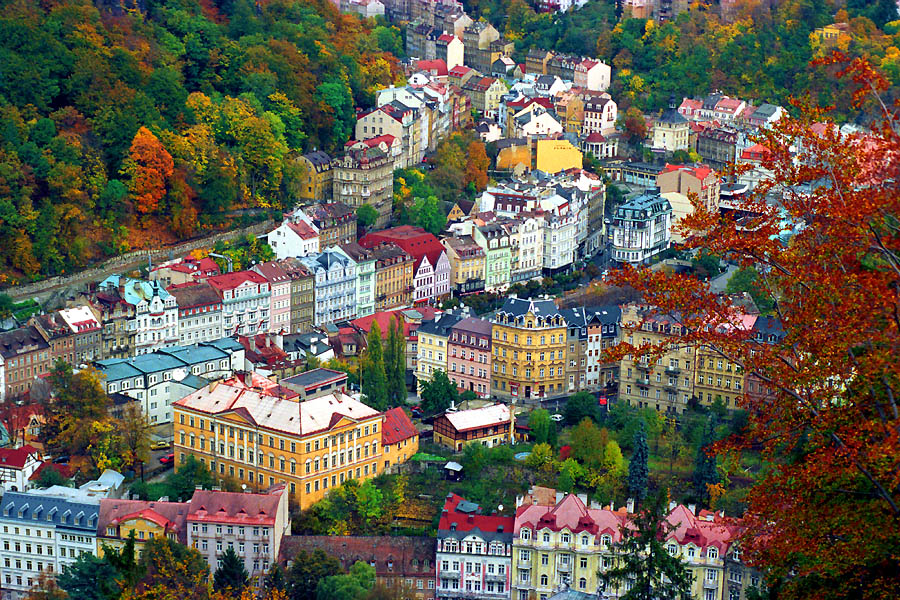
鸟瞰

- 约翰·沃尔夫冈·冯·歌德，德国诗人、作家、思想家、科学家。